# Coupe du monde de football 2018
Mondial 2018
Navigation
Brésil 2014 Qatar 2022

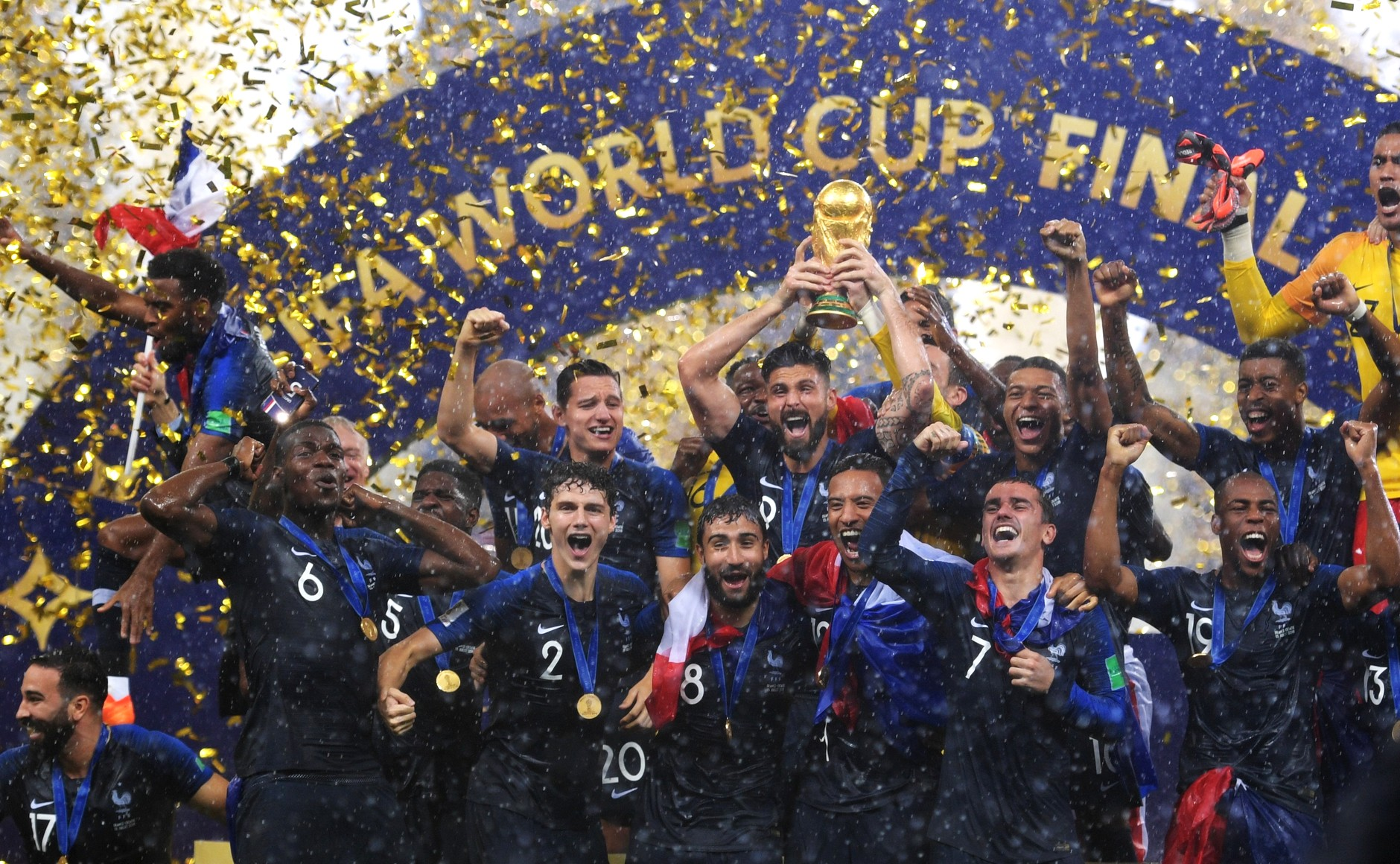
Sous les paillettes, mais aussi sous la pluie, les joueurs de l'équipe de France soulèvent le trophée.

La Coupe du monde de football 2018 est la 21e édition de la Coupe du monde de football, une compétition organisée par la FIFA et qui réunit les trente-deux sélections nationales masculines issues de la phase qualificative. Elle se déroule en Russie du 14 juin au 15 juillet 2018 et est remportée par l'équipe de France.
Le tirage au sort des qualifications a lieu le 25 juillet 2015 à Saint-Pétersbourg. Le tirage au sort du tournoi prend place le 1er décembre 2017 au Kremlin à Moscou. Outre la Russie, qualifiée d'office en tant que pays organisateur, le Brésil est la première équipe qualifiée sur le terrain en s'assurant dès le 28 mars 2017 de figurer parmi les quatre premiers de la zone Amérique du Sud. Le Brésil reste ainsi la seule équipe à n'avoir jamais manqué une édition de la Coupe du monde (21e participation).
La phase qualificative voit un renouvellement important des participants par rapport aux dernières éditions. Elle est notamment ponctuée par la première participation à une phase finale de l'Islande et du Panama et par l'absence des Pays-Bas (finalistes en 1974, 1978 et 2010 et troisièmes en 2014), ainsi que de l'Italie, l'un des pays les plus titrés avec quatre trophées (1934, 1938, 1982 et 2006), qui n'avait manqué aucune édition du Mondial depuis 1958.
Le premier tour de la compétition est marqué par l'élimination de l'Allemagne qui restait sur quatre présences consécutives en demi-finales du Mondial et avait toujours atteint au moins les quarts de finale ou le second tour – suivant le format de l'édition – depuis 1954. La formation quatre fois championne du monde et tenante du titre termine dernière de sa poule sur une défaite face à la Corée du Sud et suit le même chemin que la France en 2002, l'Italie en 2010 et l'Espagne en 2014, elles aussi championnes du monde en titre et éliminées prématurément quatre ans plus tard. Par ailleurs, aucune équipe africaine ne réussit à s'extraire du premier tour, pour la première fois depuis 1982.
Dix équipes européennes, cinq sud-américaines et une asiatique (continent représenté par le Japon) sont présentes au stade des huitièmes de finale, ponctués par les éliminations de l'Espagne (aux tirs au but face à la Russie) et de l'Argentine (sortie 4-3 par la France). Les quarts de finale voient les deux dernières équipes sud-américaines, l'Uruguay et le Brésil, tomber respectivement face à la France (2-0) et la Belgique (2-1). Cela conduit à un dernier carré 100 % européen pour la cinquième fois dans l'histoire de la compétition après 1934, 1966, 1982 et 2006 et par conséquent à une quatrième victoire européenne de rang depuis 2006. Par ailleurs, pour la première fois dans l'histoire, ni le Brésil, ni l'Allemagne, ni l'Italie, ni l'Argentine (qui cumulent alors à eux seuls quinze titres sur vingt), ne sont présents en demi-finales. Il faut notamment remonter à la toute première édition, en 1930, pour constater l'absence combinée du Brésil et de l'Allemagne dans le dernier carré.
Le tournoi débouche sur une finale inédite entre la France, qui atteint ce stade de la compétition pour la 3e fois de son histoire après 1998 et 2006, et la Croatie, déjà demi-finaliste vingt ans plus tôt, qui accède pour la première fois à la finale (devenant ainsi historiquement le treizième pays finaliste de la Coupe du monde). Cette finale, très intense, voit la victoire des Bleus qui s'imposent 4 buts à 2 sur l'équipe au damier, décrochant ainsi leur deuxième étoile, vingt ans après leur premier sacre en 1998. Quant à la « petite finale » pour la troisième place, elle est remportée par la Belgique, qui bat l'Angleterre 2-0. Les Diables Rouges belges montent sur le podium pour la première fois de leur histoire. Luka Modrić reçoit le trophée de meilleur joueur de la compétition, Kylian Mbappé celui de meilleur jeune, Thibaut Courtois celui du meilleur gardien, alors que Harry Kane en est le meilleur buteur avec six réalisations.

## Préparation de l'événement

### Sélection du pays organisateur

#### Fin de la rotation

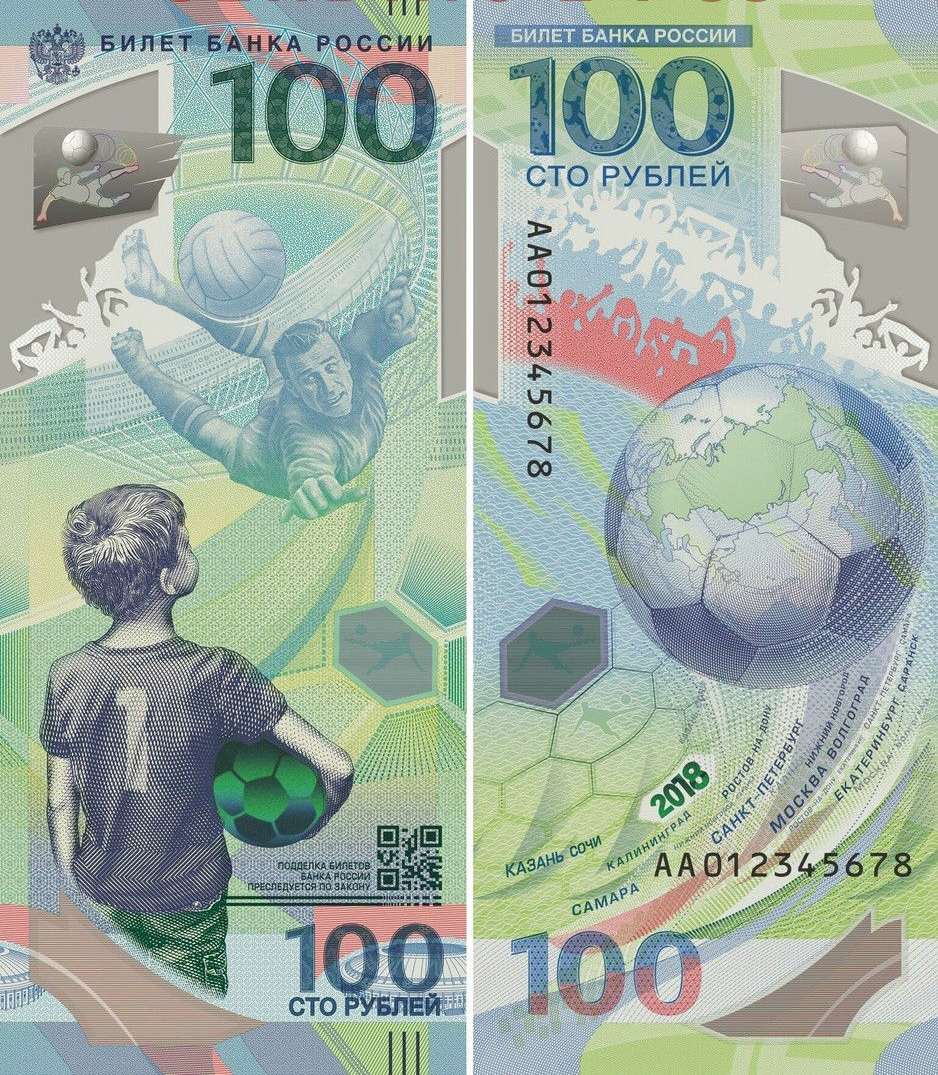
Billets de 100 roubles diffusés par la Banque de Russie, célébrant la Coupe du monde 2018.

Le principe de rotation continentale institué par Sepp Blatter aurait dû amener à une organisation en Amérique du Nord, ainsi qu'il l'explique le 28 février 2007 à Londres lors d'une rencontre avec des officiels anglais :

« Si le comité exécutif de la FIFA décide plus tard que la politique de rotation est maintenue, selon la stricte procédure, elle devra être en Amérique du Nord en 2018 et ainsi trois pays peuvent l'organiser — les États-Unis, le Mexique et le Canada. »

La FIFA a cependant annoncé la fin du principe.

#### Dépôt des candidatures
Début 2008, l'Angleterre et l'association Belgique–Pays-Bas sont les seuls pays officiellement candidats pour l'édition 2018.
Une candidature Espagne-Portugal s'ajoute en janvier 2009. Le 3 février 2009, l'Égypte, les États-Unis et la Corée du Sud entrent en course pour obtenir l'organisation de la Coupe du monde 2018. Le 14 juin 2009, ils sont rejoints par l'Australie, qui se porte candidate à l'organisation d'une Coupe du monde en 2018 ou 2022.

#### Le problème des candidatures conjointes
Sepp Blatter a eu plusieurs positions sur les candidatures conjointes.
Le 28 avril 2008, il déclare qu'il souhaite que l'Espagne se porte candidate à l’organisation de la Coupe du monde 2018, peut-être conjointement avec le Portugal. Selon la presse espagnole, le président de la Fédération royale espagnole de football (RFEF), Ángel Maria Villar, n'écarte pas l'idée d'une candidature. Le 23 décembre 2008, Villar annonce officiellement la candidature de l'Espagne conjointement avec le Portugal comme organisateurs de l'événement en 2018.
Le 19 janvier 2009, Gilberto Madail et Ángel María Villar, représentants des fédérations portugaise et espagnole de football, signent un protocole d'accord visant à définir les grandes lignes du dossier de candidature pour l'organisation de la Coupe du monde 2018.
Le 30 janvier 2009, Joseph Blatter déclarait que les candidatures conjointes ne seraient plus souhaitées pour l'organisation de la Coupe du monde.
Le 4 décembre 2009, l'Espagne et le Portugal se portent officiellement candidats auprès de la FIFA à titre conjoint.
Le 7 juin 2010, Blatter donne également des précisions quant aux candidatures conjointes, nuançant ses propos tenus un an et demi plus tôt :

« La Coupe du monde en Corée du Sud et au Japon était scindée en deux centres de presse et deux comités d’organisation. C'est pour cette raison que nous avions déclaré que cela ne serait plus jamais le cas. La Belgique et les Pays-Bas ne sont pas dans cette configuration puisque les deux pays possèdent un comité d’organisation unique. »

Les candidatures belgo-néerlandaise et hispano-portugaise conservaient donc leurs chances, jusqu’au vote attendu du 2 décembre 2010 qui désigna finalement la Russie comme pays hôte de la compétition.

#### Désignation lors du congrès
| Fédération                         | Tour 1 | Tour 2 |
| ---------------------------------- | ------ | ------ |
| Russie                             | 9      | 13     |
| Espagne - Portugal                 | 7      | 7      |
| Belgique - Pays-Bas                | 4      | 2      |
| Angleterre                         | 2      | -      |
| Total                              | 22     | 22     |
| Légende : - Victoire - Élimination |        |        |

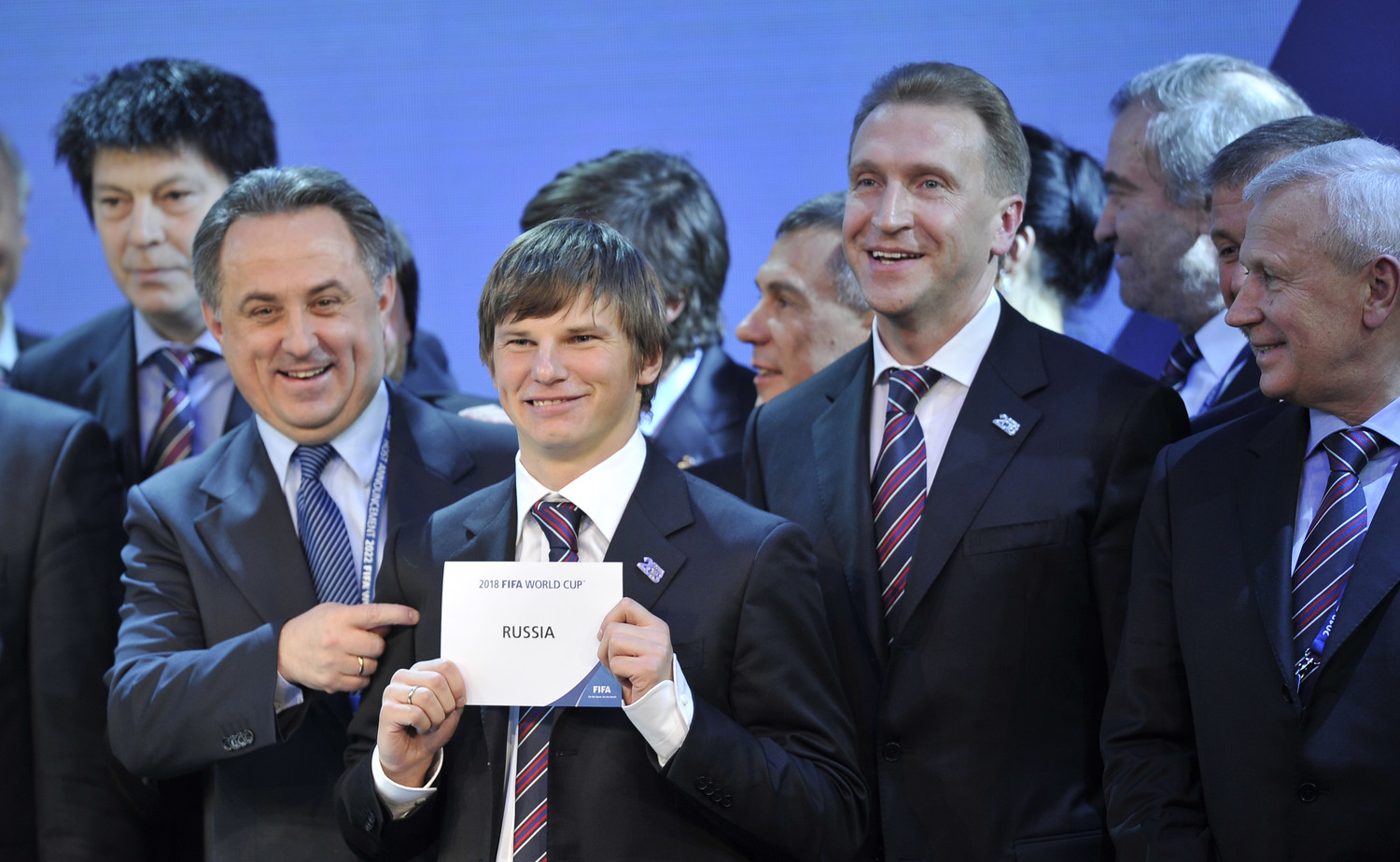
Délégation russe après l'annonce des résultats du vote.

La FIFA de Sepp Blatter a décidé de combiner la sélection du pays hôte de la Coupe du monde 2018 à celle pour la Coupe du monde 2022. Pas moins de onze déclarations de candidatures furent émises, dont deux conjointes. Le Mexique, touché par la crise économique, se retire rapidement de la course (annonce le 29 septembre 2009) tout comme l'Indonésie. Puis le Qatar, la Corée du Sud, le Japon, l'Australie et les États-Unis décident de ne rester candidats que pour la Coupe du monde 2022 devant la certitude que l'Europe accueillerait l'événement en 2018. Joseph Blatter avait finalement annoncé le 26 janvier 2010 ne vouloir que des candidatures européennes pour cette édition.
Il ne restait donc plus, pour 2018, que l'Angleterre, la Russie et deux candidatures conjointes, respectivement de l'Espagne et du Portugal et de la Belgique et des Pays-Bas.
Le 22 octobre 2010, la Russie se retire de la candidature à l'organisation de la Coupe du monde 2022 pour se concentrer sur celle de 2018, pour laquelle elle finit par être désignée.

### Arbitrage vidéo
Cette édition de 2018 est la première où est fait usage de l'assistance vidéo, qui était à l'essai depuis 2016 et déjà utilisée dans quelques compétitions comme la Coupe des confédérations 2017 ou encore le championnat allemand. C'est lors de la réunion du Board du 3 mars 2018 que la décision est prise à l'unanimité des huit voix. L'utilisation de l'arbitrage vidéo s'applique dans quatre cas : valider ou non un but, attribuer ou non un carton rouge direct, analyser une action pouvant valoir pénalty et corriger une erreur d'identification d'un joueur.
Lors de tous les matches, le trio arbitral est assisté par un arbitre assistant vidéo et trois adjoints, dont un dédié aux hors-jeux, tous arbitres FIFA, et quatre techniciens vidéo (au total pour la coupe du monde, 13 arbitres FIFA ont été sélectionnés pour l'assistance vidéo). Cette équipe opère depuis une salle de régie vidéo située à Moscou et dispose de l'accès aux images de toutes les caméras des diffuseurs, plus deux caméras consacrées spécifiquement aux hors-jeu, transmises par un réseau en fibres optiques. Elle comprend en outre, un représentant de la FIFA chargé d'informer les diffuseurs et commentateurs de la raison du recours à la vidéo et de son résultat.

### 4eremplacement
Lors de la réunion du board le 3 mars 2018, outre l'arbitrage vidéo, a également été adopté le 4e changement de joueurs, possible seulement en cas de prolongation après les 90 minutes.

### Logo
Le logo officiel de la compétition est révélé le 28 octobre 2014 depuis la Station spatiale internationale par les trois cosmonautes russes : Elena Serova, Aleksandr Samokoutiaïev et Maxime Souraïev. Il est imaginé par Brandia Central (de), une agence de conseil en stratégie de marque basée au Portugal, dans le cadre d’un appel d’offres auquel ont pris part huit agences russes et internationales. Le design « se fonde sur les lignes universellement reconnaissables du trophée de la compétition, tandis que l’utilisation du rouge, du doré, du noir et du bleu dans sa palette de couleurs s’est inspirée des techniques ancestrales de l’art russe depuis les premières peintures d’icônes ».

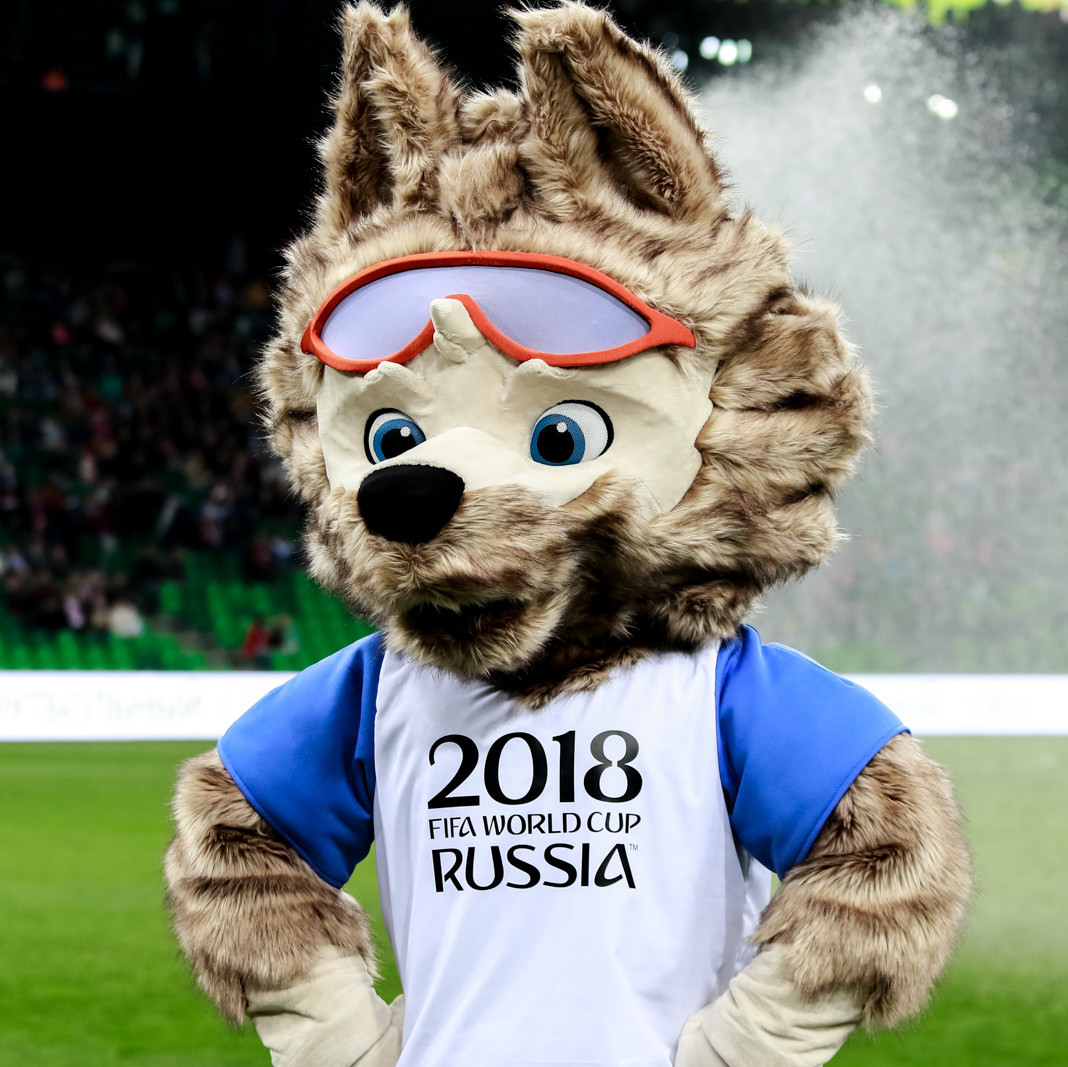
Zabivaka, la mascotte officielle pour la Coupe du monde 2018 en Russie.

### Ballon officiel

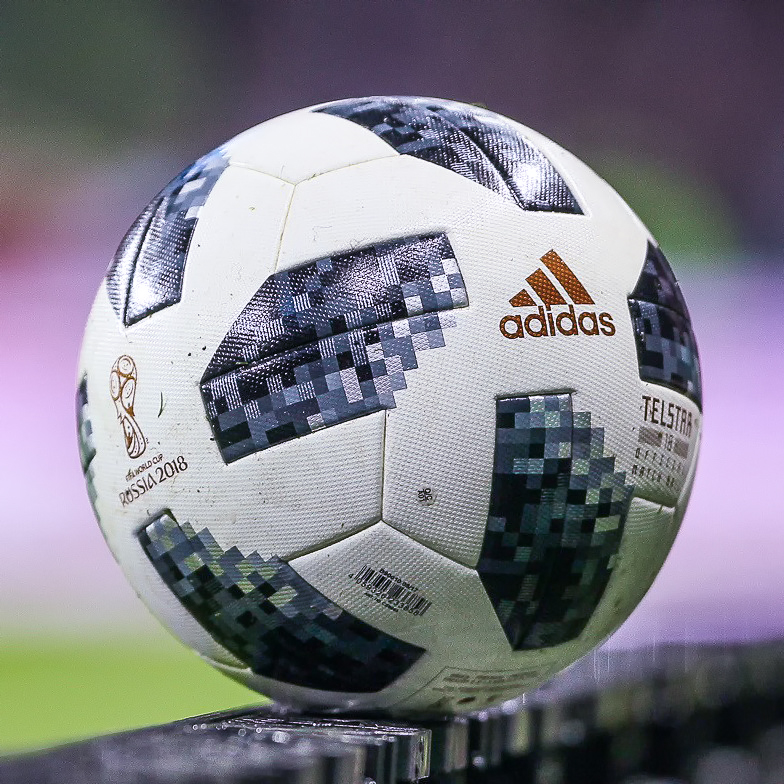
Telstar 18, le ballon officiel pour la Coupe du monde 2018 en Russie.

Le 9 novembre 2017, Adidas dévoile le ballon de la compétition qui se nomme Telstar 18,. À partir de la phase à élimination directe, il est remplacé par le Telstar Mechta, identique techniquement, mais de couleur rouge.

### Mascotte
La mascotte officielle de la Coupe du monde 2018 est Zabivaka, un loup. En langue russe, Zabivaka signifie « celui qui marque ». Les couleurs de son équipement : bleu, rouge et blanc, font référence aux couleurs du drapeau russe.

### Musique officielle
Le chanteur Jason Derulo a été choisi pour interpréter l'hymne officiel de Coca-Cola pour la compétition. Il s'intitule Colors et a été dévoilé le 8 mars 2018.
La chanson officielle est confiée à Will Smith, accompagné pour l'occasion par le chanteur et compositeur Nicky Jam et de l'artiste albanaise Era Istrefi. La chanson sera produite par Diplo. Il succède ainsi à Shakira et au groupe Freshlyground (2010), et au trio Pitbull, Jennifer Lopez et Claudia Leite (2014).

### Bénévoles

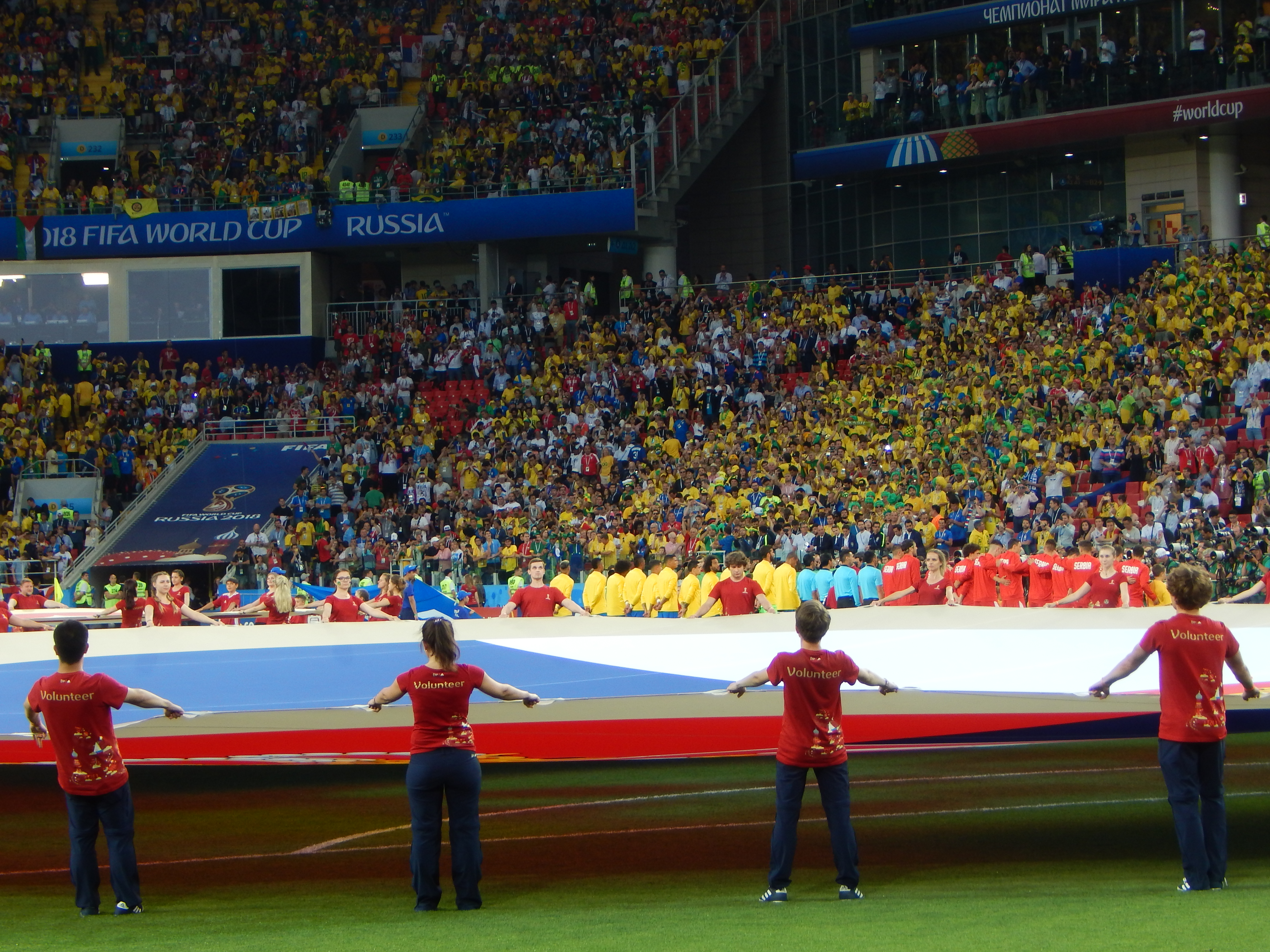
Bénévoles.

La réception des demandes des candidats bénévoles du Comité d’organisation Russie-2018 a été commencée le 1er juin 2016. La campagne de réception des demandes a battu les records des Coupes du Monde de la FIFA de football — vers le 30 décembre, la date finale de cette campagne, les organisateurs ont reçu 177 000 demandes.
Au total, 17 040 bénévoles du Comité d’organisation et plus de 18 000 bénévoles dans les 11 villes organisatrices du tournoi opéreront. Ils ont été instruits dans 15 centres de bénévolat du Comité d’organisation créés à la base de 15 établissements d’enseignement supérieur et dans les villes organisatrices.
Ceux qui parlent des langues étrangères et possèdent l’expérience de bénévolat sont prioritaires. Les bénévoles peuvent être des citoyens russes ou des ressortissants étrangers.
Les bénévoles du Comité d’organisation devaient avoir au moins 18 ans vers le 10 mai 2018, les bénévoles dans les villes organisatrices au moins 16 ans.

### Infrastructures
Le plus grand poste de dépense au niveau fédéral a été l’infrastructure aérienne (117,8 milliards de roubles).
Un aspect important du développement de l’infrastructure dans les villes hôtes des matchs de la Coupe du Monde est devenu la construction des hôtels. Tous les hôtels ont été inclus dans une liste unique et publiés sur le site de la FIFA.
Pour la première fois dans l’histoire, une marque d’hôtellerie mondialement connue, Sheraton, s’est présentée à Saransk.
À l'aéroport de Rostov-sur-le-Don, l’équipement de gestion automatisée du trafic aérien, des systèmes modernes de surveillance, de gestion, de communication et d’assistance météorologique ont été installés.
À l’aéroport Koltsovo d'Iekaterinbourg, l’équipement d’assistance radiotechnique des vols a été installé et la deuxième piste d’atterrissage a été mise en exploitation, ce qui a permis d’augmenter considérablement la capacité de l’aéroport et le flux des passagers.
À Saransk, un système de navigation a été construit à l’aéroport.
L’aéroport Khrabrovo de Kaliningrad a été muni d'équipement d’assistance radiotechnique et météorologique et le matériel existant a été déplacé vers d’autres emplacements nouveaux.
La reconstruction et le réarmement technique des moyens d’assistance radiotechnique des aéroports ont été aussi effectués à Moscou, Saint-Pétersbourg, Volgograd, Samara, Iekaterinbourg, Kazan et Sotchi.
Le 27 mars, le ministère de la construction de Russie a annoncé que toutes les voies de communications sous sa responsabilité ont été mises en exploitation. L’installation de traitement des eaux usées est devenue le dernier site mis en exploitation.

### Itinéraire des supporteurs
Les supporteurs de la Coupe du monde de football FIFA 2018 en Russie possédant un billet d’entrée pour les matches et le « passeport du supporteur » (FAN ID), pourront bénéficier du déplacement gratuit vers les villes-hôtes de la compétition.
Dans cet objectif, des trains supplémentaires spéciaux circulent.
Lors de la compétition sportive, le déplacement gratuit par voie ferrée dans des trains supplémentaires spéciaux à destination des villes-hôtes est proposé aux spectateurs possédant un billet d’entrée pour les matches ou un document donnant le droit d’obtenir un billet d’entrée pour un match, ainsi que le Passeport du supporteur (FAN ID).
Les jours de match, les supporteurs possédant un billet d’entrée pour les matchs et le « passeport du supporteur » peuvent aussi bénéficier du déplacement gratuit utilisant le transport municipal des villes-hôtes.

## Villes et stades
La Russie propose une liste provisoire de douze enceintes sportives en vue d'être utilisées durant la Coupe du monde. Les stades se situant en Russie européenne sont : Kaliningrad, Kazan, Moscou, Nijni Novgorod, Rostov-sur-le-Don, Saint-Pétersbourg, Samara, Saransk, Sotchi et Volgograd. La seule ville de Russie asiatique participante est celle de Iekaterinbourg. Deux stades sont prévus à Moscou, les autres villes présentant chacune un stade.
Les stades choisis sont répartis en quatre pôles géographiques lors de la phase de poules afin de limiter les déplacements des équipes :
- région nord-ouest : Kaliningrad, Saint-Pétersbourg ;
- région centre : Moscou, Nijni Novgorod ;
- région est : Saransk, Kazan, Samara, Iekaterinbourg ;
- région sud : Volgograd, Rostov-sur-le-Don, Sotchi.

Le 14 décembre 2012, le comité exécutif de la FIFA décide de faire jouer le match d’ouverture, une demi-finale et la finale au stade Loujniki de Moscou et l'autre demi-finale au stade Krestovski à Saint-Pétersbourg.
| \| Iekaterinbourg Kaliningrad Kazan Moscou Nijni Novgorod Rostov-sur-le-Don Saint-Pétersbourg Samara Saransk Sotchi Volgograd \| Stades |
| Iekaterinbourg Kaliningrad Kazan Moscou Nijni Novgorod Rostov-sur-le-Don Saint-Pétersbourg Samara Saransk Sotchi Volgograd              |

| Iekaterinbourg Kaliningrad Kazan Moscou Nijni Novgorod Rostov-sur-le-Don Saint-Pétersbourg Samara Saransk Sotchi Volgograd |

- Samara. Samara Arena (capacité lors de la Coupe du monde : 45 000 spectateurs). Début officiel de la construction : 21 juillet 2014. Fin de la construction : 21 avril 2018.
- Nijni Novgorod. Le stade de Nijni Novgorod (capacité lors de la Coupe du Monde : 45 000 spectateurs). Les travaux de construction ont été commencés en 2015 et terminés en décembre 2017[39].
- Volgograd. Volgograd Arena (capacité lors de la Coupe du monde : 45 000 spectateurs). Il a été bâti sur le site de l’ancien stade Central et se situe au pied du kourgane Mamaïev. La mise en exploitation a eu lieu le 3 avril 2018[40].
- Iekaterinbourg. Iekaterinbourg Arena (capacité lors de la Coupe du monde : 35 000 spectateurs). Le stade central d'Iekaterinbourg a été reconstruit pour la Coupe du monde 2018. La capacité des tribunes est de 35 000 spectateurs. La reconstruction a été terminée en décembre 2017.
- Saransk. Mordovia Arena (capacité lors de la Coupe du monde : 44 000 spectateurs). Le stade de Saransk a dû être mis en exploitation en 2012 de manière que la fin des travaux coïncide avec l'ouverture de la Spartakiade. La mise en exploitation a ensuite été reportée jusqu'en 2017. Le premier match a eu lieu le 21 avril 2018.
- Rostov-sur-le-Don. Rostov Arena (capacité lors de la Coupe du monde : 45 000 spectateurs). Le site du stade se trouve sur la rive gauche du fleuve Don. Le 22 décembre 2017, la construction du stade a été terminée.
- Kaliningrad. Le stade de Kaliningrad (capacité lors de la Coupe du monde : 35 000 spectateurs). Le premier pieu a été enfoncé en septembre 2015. Le premier match dans le nouveau stade a eu lieu le 11 avril 2018.
- Kazan. Kazan Arena (capacité lors de la Coupe du monde : 45 000 spectateurs). Le stade a été construit à l'occasion de l’Universiade d'été de 2013. Il a déjà accueilli les Championnats du monde de natation FINA et la Coupe des Confédérations de la FIFA 2017. En outre, c'est le stade à domicile du club de football du Roubine.
- Moscou. Le stade du Spartak (capacité lors de la Coupe du monde : 45 000 spectateurs). C'est le stade à domicile du club de football portant le même nom. Selon les exigences de la FIFA lors de la Coupe du monde 2018, le stade portera le nom Spartak au lieu d'Otkrytie Arena. Le match d'ouverture a eu lieu le 5 septembre 2014.
- Sotchi. Le stade Ficht (capacité lors de la Coupe du monde : 45 000 spectateurs). Il est l'un des 22 stades qui, dans l'histoire mondiale, ont accueilli des cérémonies d'ouverture et de clôture des Jeux olympiques d’hiver. Après les Jeux olympiques de Sotchi en 2014, le stade a été reconstruit pour la Coupe des Confédérations de la FIFA 2017 et la Coupe du monde 2018.
- Saint-Pétersbourg. Le stade de Saint-Pétersbourg (capacité lors de la Coupe du monde : 67 000 spectateurs). La construction du stade a débuté en 2007 et s'est achevée le 29 décembre 2016[41]. Le stade a accueilli des matchs de la Coupe des Confédérations de la FIFA 2017 et il accueillera des matchs de la Coupe du monde 2018 et du Championnat d'Europe UEFA de football 2020.
- Moscou. Le stade Loujniki (capacité lors de la Coupe du monde : 80 000 spectateurs). La reconstruction du plus grand stade a débuté en 2013. Le stade a été mis en exploitation en novembre 2017.

## Procédure d'entrée en Russie
Selon la loi du 4 juillet 2016 promulguée par Vladimir Poutine, la Fan-ID ou « passeport du supporteur », est valide dix jours avant le début du tournoi et expirera dix jours après le dernier match de la compétition. Les supporteurs étrangers doivent également présenter une pièce d'identité approuvée par la Russie et le billet pour l'événement sportif auquel ils vont assister.
Cette loi dispose que les membres des délégations officielles, les sportifs, les personnes incluses dans les listes de FIFA, les supporteurs munis du laissez-passer et les volontaires peuvent utiliser gratuitement les moyens de transport urbains et suburbains, y compris les trains de banlieue et le métro en fonction de l'itinéraire des compétitions sportives.

## Acteurs de la Coupe du monde

### Arbitres
Le 29 mars 2018, le comité des arbitres de la FIFA publie le choix des 36 arbitres et 63 arbitres assistants venant de 43 pays différents. Le 30 avril, la FIFA publie une liste de 13 arbitres présents pour l'assistance vidéo. Le 30 mai 2018, le comité des arbitres de la FIFA publie une nouvelle liste à la suite du retrait des arbitres saoudiens (tentative de corruption de Fahad Al-Mirdasi en finale de la coupe du Roi d'Arabie saoudite).
| Confédération | Arbitres                                                                                          | Arbitres assistants |
| ------------- | ------------------------------------------------------------------------------------------------- | --- |
| AFC           | Alireza Faghani Ravshan Irmatov Mohammed Abdulla Ryūji Satō Nawaf Shukralla                       | Yaser Khalil Tulefat Hasan Almahri Taled Al Marri Mohamed Al Hammadi Hiroshi Yamauchi Mohammadreza Mansouri Abduxamidullo Rasulov Toru Sagara Jakhongir Saidov Reza Sokhandan Abdulrahman Al-Jassim (VAR) |
| CAF           | Mehdi Abid Charef Malang Diedhiou Bakary Gassama Gehad Grisha Janny Sikazwe Bamlak Tessema Weyesa | Redouane Achik Waleed Ahmed Jean-Claude Birumushahu Djibril Camara Jerson Emiliano Dos Santos Abdelhak Etchiali Anouar Hmila Marwa Range Hadji Malick Samba Ei Zakhele Thusi Siwela                       |

| Confédération | Arbitres                                                                             | Arbitres assistants |
| ------------- | ------------------------------------------------------------------------------------ | --- |
| CONCACAF      | Joel Aguilar Mark Geiger Jair Marrufo Ricardo Montero John Pitti César Arturo Ramos  | Frank Anderson Joe Fletcher Miguel Angel Hernandez Paredes Juan Carlos Mora Araya Corey Rockwell Marvin Torrentera Gabriel Victoria Juan Zumba |
| CONMEBOL      | Julio Bascuñán Enrique Cáceres Andrés Cunha Néstor Pitana Sandro Ricci Wilmar Roldán | Carlos Astroza Juan Pablo Belatti Eduardo Cardozo Emerson De Carvalho Cristian De La Cruz Mauricio Espinosa Alexander Guzman Hernan Maidana Christian Schiemann Nicolas Taran Marcelo Van Gasse Juan Zorrilla Wilton Sampaio (VAR) Gery Vargas (VAR) Mauro Vigliano (VAR) |

| Confédération | Arbitres | Arbitres assistants |
| ------------- | --- | --- |
| OFC           | Matthew Conger Norbert Hauata | Bertrand Brial Simon Lount Tevita Makasini |
| UEFA          | Felix Brych Cüneyt Çakır Sergei Karasev Björn Kuipers Szymon Marciniak Clément Turpin Antonio Mateu Lahoz Milorad Mažić Gianluca Rocchi Damir Skomina | Anton Averianov Mark Borsch Pau Cebrián Devís Nicolas Danos Elenito Di Liberatore Roberto Diaz Perez Dalibor Đurđević Bahattin Duran Cyril Gringore Tikhon Kalugin Tomasz Listkiewicz Stefan Lupp Tarik Ongun Jure Praprotnik Milovan Ristic Pawel Sokolnicki Sander Van Roekel Robert Vulkan Erwin Zeinstra Bastian Dankert (VAR) Artur Soares Dias (VAR) Paweł Gil (VAR) Massimiliano Irrati (VAR) Tiago Bruno Lopes Martins (VAR) Danny Makkelie (VAR) Daniele Orsato (VAR) Paolo Valeri (VAR) Felix Zwayer (VAR) |

### Suspensions
Si un joueur reçoit deux avertissements dans deux matches différents, il est suspendu pour le match suivant.
Si un joueur est exclu pour un carton rouge direct ou deux cartons jaunes dans un même match, il est suspendu pour le match suivant de son équipe. Mais une sanction supplémentaire (suspension de plus d'un match) peut être prononcée par la commission de discipline.
Le carton rouge obtenu à la suite de deux avertissements dans un match annule ces deux avertissements. Si le joueur est averti lors du match 1, puis reçoit deux jaunes lors du match 2, il sera suspendu pour le match 3 mais pourra rejouer au match 4 (avec toutefois toujours un avertissement dans son casier). En revanche un joueur averti au match 1, qui prend un jaune lors du match 2 et commet ensuite une faute passible d'une expulsion directe sera bien suspendu pour deux matchs. Il pourra rejouer avec un compteur vierge au match 5.
Les joueurs ayant reçu un seul carton jaune au cours des cinq premiers matchs verront leur compteur remis à zéro après les quarts de finale. Ceci évite qu'un joueur averti en demis ne soit suspendu pour la finale.
Si un joueur ne peut purger sa suspension lors de la Coupe du monde car son équipe est éliminée, la sanction sera applicable au prochain match officiel de sa sélection.

### Équipes qualifiées
| Carte                 | Europe (UEFA) 14 places dont une au pays hôte | Amérique du Sud (CONMEBOL) 5 places                                                                                                  | Afrique (CAF) 5 places |
| --------------------- | --- | --- | --- |
|                       | Russie PO : 4e phase finale Allemagne T : 19e phase finale Angleterre : 15e phase finale Espagne : 15e phase finale France : 15e phase finale Belgique : 13e phase finale Suède : 12e phase finale Suisse : 11e phase finale Pologne : 8e phase finale Portugal : 7e phase finale Danemark : 5e phase finale Croatie : 5e phase finale Serbie : 2e phase finale Islande : 1re phase finale | Brésil : 21e phase finale Argentine : 17e phase finale Uruguay : 13e phase finale Colombie : 6e phase finale Pérou : 5e phase finale | Nigeria : 6e phase finale Maroc : 5e phase finale Tunisie : 5e phase finale Égypte : 3e phase finale Sénégal : 2e phase finale               |
| Océanie (OFC) 0 place | Russie PO : 4e phase finale Allemagne T : 19e phase finale Angleterre : 15e phase finale Espagne : 15e phase finale France : 15e phase finale Belgique : 13e phase finale Suède : 12e phase finale Suisse : 11e phase finale Pologne : 8e phase finale Portugal : 7e phase finale Danemark : 5e phase finale Croatie : 5e phase finale Serbie : 2e phase finale Islande : 1re phase finale | Amérique du Nord, Centrale et Caraïbes (CONCACAF) 3 places                                                                           | Asie (AFC) 5 places |
|                       | Russie PO : 4e phase finale Allemagne T : 19e phase finale Angleterre : 15e phase finale Espagne : 15e phase finale France : 15e phase finale Belgique : 13e phase finale Suède : 12e phase finale Suisse : 11e phase finale Pologne : 8e phase finale Portugal : 7e phase finale Danemark : 5e phase finale Croatie : 5e phase finale Serbie : 2e phase finale Islande : 1re phase finale | Mexique : 16e phase finale Costa Rica : 5e phase finale Panama : 1re phase finale                                                    | Corée du Sud : 10e phase finale Japon : 6e phase finale Arabie saoudite : 5e phase finale Australie : 5e phase finale Iran : 5e phase finale |

La phase qualificative voit un renouvellement important des participants par rapport aux dernières éditions. Si le Brésil (21e participation consécutive), l’Allemagne (17e participation consécutive), l’Argentine (12e participation consécutive), l’Espagne (11e participation consécutive) et la Corée du Sud (9e participation consécutive) se sont à nouveau qualifiés, de nombreux absents des précédentes compétitions reviennent. C’est notamment le cas du Pérou, dont la dernière participation remontait à 1982, soit huit absences à la suite, mais aussi de l’Arabie saoudite, de la Pologne, de la Tunisie et de la Suède, toutes absentes depuis 2006, et également de la Serbie et du Danemark, absents en 2014. La France, l’Angleterre, le Mexique, le Japon et le Portugal, régulièrement présents en phase finale ces vingt dernières années, se sont également qualifiés. Alors que l’Afrique avait envoyé les cinq mêmes participants en 2010 et 2014, l’édition 2018 voit le retour du Sénégal (dernière participation en 2002), du Maroc (dernière participation en 1998) et de l’Égypte (dernière participation en 1990).
Comme lors de toutes les précédentes Coupes du Monde, au moins un pays fête sa première participation ; en 2018, ils sont deux : Islande et Panama. Ces deux pays étaient passés près de la qualification quatre ans plus tôt.
En revanche, les éliminatoires sont ponctués par les nombreuses difficultés rencontrées par l’Italie et les champions continentaux. L’Italie est la grande absente de ce Mondial, quatre fois championne du monde mais éliminée en barrages par la Suède, elle est d’ailleurs la seule nation déjà championne à ne pas se qualifier pour ce Mondial. Sa dernière absence à une Coupe du monde remontait à 1958. Le Chili, double tenant du titre de la Copa América (2015 et 2016), les États-Unis, champions de la CONCACAF, le Cameroun, champion d’Afrique, et la Nouvelle-Zélande, championne d’Océanie, échouent tous à se qualifier. L’Australie, championne d’Asie, n’a terminé que troisième de son groupe et ne s’est qualifiée qu’après deux barrages difficilement remportés contre la Syrie et le Honduras. Les Pays-Bas, demi-finalistes de l’édition précédente et 3es de leur groupe derrière la France et la Suède, sont un autre absent de marque. La Coupe du monde s’est disputée également en l’absence de plusieurs habitués comme le Paraguay pour la deuxième fois consécutive, la Côte d’Ivoire, l’Algérie et le Ghana.

### Listes de joueurs
Chaque association nationale doit soumettre au plus tard le 14 mai 2018, soit 30 jours avant le match d'ouverture, une liste préliminaire de 35 joueurs. La liste définitive de 23 joueurs dont trois gardiens de but, qui doivent être choisis parmi ceux de la liste préliminaire, doit être transmise au plus tard le 4 juin, 10 jours avant le match d'ouverture. Un joueur de cette liste ne peut être remplacé qu'en cas de blessure grave survenue au plus tard 24 heures avant le premier match de son équipe, et sur approbation de la Commission médicale de la FIFA.

## Tirage au sort
Le tirage au sort de la phase finale de la Coupe du monde 2018 a lieu le 1er décembre 2017 à 18 h (heure de Moscou) au Kremlin, à Moscou. Le maître de cérémonie est l'Anglais Gary Lineker. L'ambassadrice de la Coupe du monde en Russie est Victoria Lopyreva. Les footballeurs qui tirèrent au sort représentent les pays ayant gagné au moins une fois la coupe du monde : Diego Maradona, Gordon Banks, Laurent Blanc, Cafu, Carles Puyol, Diego Forlán et Fabio Cannavaro. Nikita Simonian y participe en représentant le pays-hôte.
La répartition des équipes qualifiées dans chacun des quatre chapeaux a été décidée le 14 septembre 2017 par la FIFA. Pour le Mondial en Russie, sauf pour le pays organisateur, la fédération internationale a constitué pour la première fois de son histoire ses quatre chapeaux en se basant uniquement sur le classement FIFA. Cependant les critères géographiques n'ont pas disparu pour le tirage ; c’est-à-dire qu'il n'a pu y avoir plus d'une sélection par confédération dans un même groupe à l’exception de l’UEFA autorisée à placer deux de ses équipes dans un même groupe car il y a plus d’équipes qualifiées (14) pour cette confédération que de groupes (8). Il y a donc six groupes du premier tour avec deux nations UEFA. Le tirage au sort n'est donc pas intégral puisqu'il a fallu jongler avec ces critères géographiques.
Les sept nations qualifiées les mieux placées au classement FIFA d’octobre 2017 (publié le 16 octobre) et la Russie, pays le moins bien classé au moment du tirage, sont donc dans le premier chapeau. C’est le classement d’octobre qui est pris en compte et non celui de novembre, pourtant en vigueur lors du tirage, pour ne pas favoriser les équipes ayant dû passer par les barrages.
| Chapeau 1 | Chapeau 2                                                                                               | Chapeau 3                                                                                             | Chapeau 4 |
| --- | --- | --- | --- |
| Russie (pays hôte) (65) Allemagne (1) Brésil (2) Portugal (3) Argentine (4) Belgique (5) Pologne (6) France (7) | Espagne (8) Pérou (10) Suisse (11) Angleterre (12) Colombie (13) Mexique (16) Uruguay (17) Croatie (18) | Danemark (19) Islande (21) Costa Rica (22) Suède (25) Tunisie (28) Égypte (30) Sénégal (32) Iran (34) | Serbie (38) Nigeria (41) Australie (43) Japon (44) Maroc (48) Panama (49) Corée du Sud (62) Arabie saoudite (63) |

| Groupe A             | Groupe B          | Groupe C        | Groupe D      |
| -------------------- | ----------------- | --------------- | ------------- |
| Russie (70)          | Portugal (4)      | France (7)      | Argentine (5) |
| Arabie saoudite (67) | Espagne (10)      | Australie (36)  | Islande (22)  |
| Égypte (45)          | Maroc (41)        | Pérou (11)      | Croatie (20)  |
| Uruguay (14)         | Iran (37)         | Danemark (12)   | Nigeria (48)  |
| Groupe E             | Groupe F          | Groupe G        | Groupe H      |
| Brésil (2)           | Allemagne (1)     | Belgique (3)    | Pologne (8)   |
| Suisse (6)           | Mexique (15)      | Panama (55)     | Sénégal (27)  |
| Costa Rica (23)      | Suède (24)        | Tunisie (21)    | Colombie (16) |
| Serbie (34)          | Corée du Sud (57) | Angleterre (12) | Japon (61)    |

## Déroulement de la phase finale

### Cérémonie d'ouverture
La cérémonie d'ouverture a eu lieu le 14 juin 2018 au Stade Loujniki de Moscou, une demi-heure avant le match d'ouverture Russie-Arabie saoudite.
Les artistes invités sont le chanteur britannique Robbie Williams et la soprano russe Aida Garifullina. À noter la présence de l'ancien attaquant du Brésil Ronaldo.

### 1ertour - phase de groupes
Au premier tour les équipes sont réparties dans 8 groupes de 4 équipes. Le format est celui d'un tournoi toutes rondes simple : chaque équipe joue un match contre toutes les autres équipes de son groupe. Les deux premiers de chaque groupe sont qualifiés pour les huitièmes de finale.
Le système suivant d'attribution de points est appliqué :
3 points pour un match gagné; 1 point pour un match nul; 0 point pour un match perdu.
Dans un groupe, lorsque des équipes se retrouvent à égalité de points, elles sont classées et départagées suivant :
1. la meilleure différence de buts ;
2. le plus grand nombre de buts marqués ;
3. le plus grand nombre de points obtenus dans les matchs entre équipes concernées ;
4. la meilleure différence de buts dans les matchs entre équipes concernées ;
5. le plus grand nombre de buts marqués dans les matchs entre équipes concernées ;
6. le plus petit nombre de points disciplinaires sur l'ensemble des matchs du groupe suivant le barème : 1 point pour un avertissement reçu par un joueur non suivi d'une expulsion, 3 pts pour le second avertissement dans un match reçu par le même joueur entraînant une expulsion, 4 pts pour une expulsion directe, 5 pts pour une expulsion directe d'un joueur déjà averti dans le match ;

Si, à l'issue de la dernière journée, le départage des équipes à égalité dans un groupe est impossible suivant les critères ci-dessus et qu'une place qualificative ou le placement dans le tableau final est en jeu, alors un tirage au sort est effectué par la commission d'organisation de la FIFA.
Pour la suite de la compétition :
- En huitièmes de finale, le premier d'un groupe affronte le deuxième du groupe voisin : 1er du groupe A contre 2e du groupe B, 1er du groupe B contre 2e du groupe A, idem entre les groupes C/D, E/F et G/H.
- Le tableau de la phase à élimination directe est établi de sorte que deux équipes issues d'un même groupe ne peuvent s'affronter à nouveau avant la finale ou le match pour la 3e place.

Abréviations
- Pts : nombre de points
- J : nombre de matchs joués
- G : nombre de matchs gagnés
- N : nombre de matchs nuls
- P : nombre de matchs perdus
- BP : nombre de buts marqués (« buts “pour” »)
- BC : nombre de buts encaissés (« buts “contre” »)
- Diff : différence de buts (BP-BC)

- Classement :

- Équipe qualifiée
- Équipe éliminée

- Rencontre :
  - Équipe en caractère gras = équipe victorieuse
  - Équipe sans caractère gras = équipe non-victorieuse

#### Groupe A

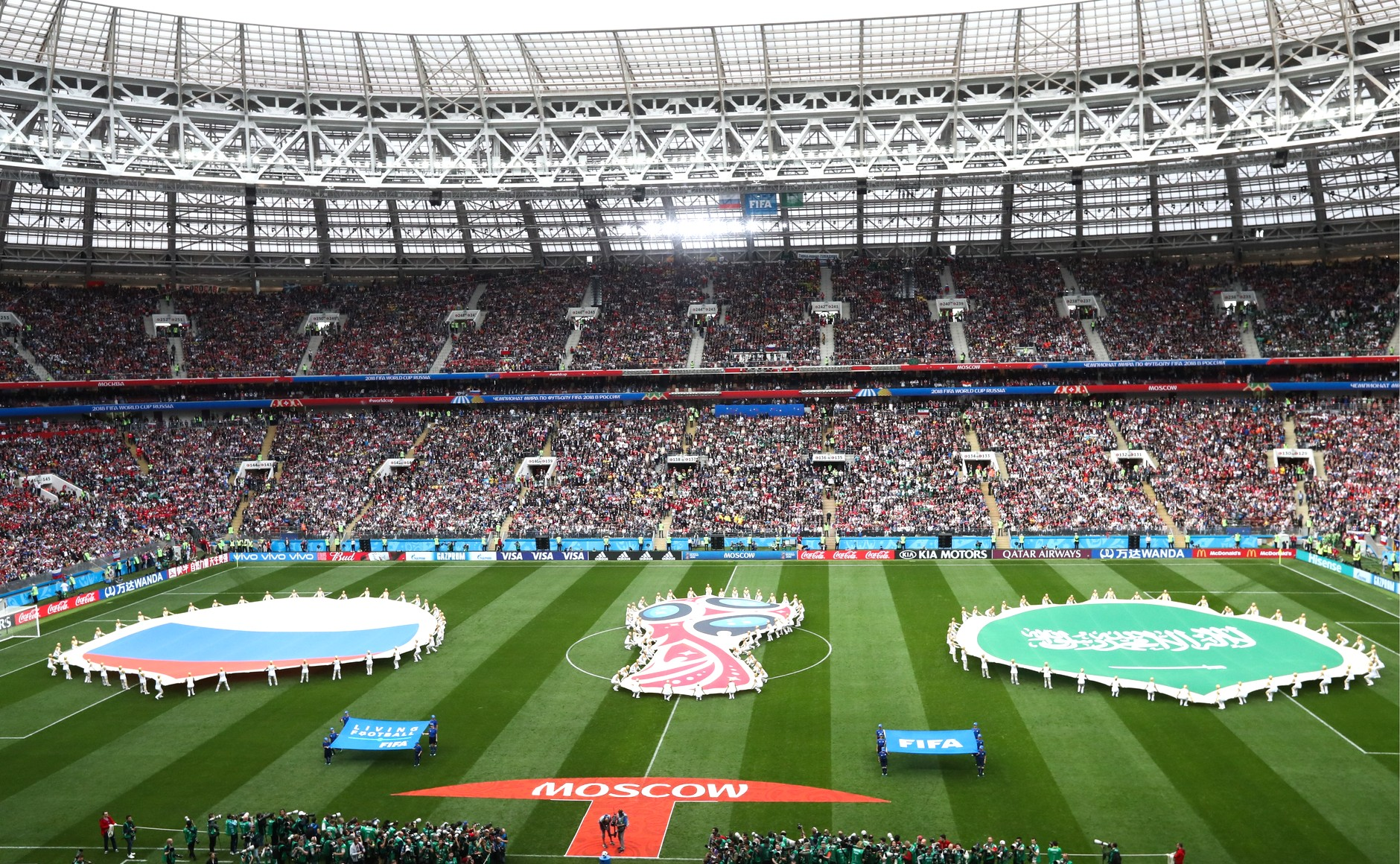
Cérémonie d'avant-match, Russie v Arabie saoudite

|   | Équipe          | Pts | J | G | N | P | BP | BC | Diff |
| 1 | Uruguay         | 9   | 3 | 3 | 0 | 0 | 5  | 0  | +5   |
| 2 | Russie          | 6   | 3 | 2 | 0 | 1 | 8  | 4  | +4   |
| 3 | Arabie saoudite | 3   | 3 | 1 | 0 | 2 | 2  | 7  | -5   |
| 4 | Égypte          | 0   | 3 | 0 | 0 | 3 | 2  | 6  | -4   |

1re journée
| Match d'ouverture              | Russie | 5 - 0   | Arabie saoudite | Stade Loujniki, Moscou                                                             |                                                                                    |
| 14 juin 2018 18 h heure locale | ( Golovine) Gazinski 12e · ( Zobnine) Cheryshev 43e · ( Golovine) Dziouba 71e · ( Dziouba) Cheryshev 90+1e · Golovine 90+4e | (2 - 0) |                 | Spectateurs : 78 011 Arbitrage : Néstor Pitana Arbitre vidéo : Massimiliano Irrati | Spectateurs : 78 011 Arbitrage : Néstor Pitana Arbitre vidéo : Massimiliano Irrati |
| 14 juin 2018 18 h heure locale | Rapport |         |                 | Spectateurs : 78 011 Arbitrage : Néstor Pitana Arbitre vidéo : Massimiliano Irrati | Spectateurs : 78 011 Arbitrage : Néstor Pitana Arbitre vidéo : Massimiliano Irrati |

| Match 2                        | Égypte  | 0 - 1   | Uruguay                | Iekaterinbourg Arena, Iekaterinbourg                                          |                                                                               |
| 15 juin 2018 17 h heure locale |         | (0 - 0) | 89e Giménez (Sánchez ) | Spectateurs : 27 015 Arbitrage : Björn Kuipers Arbitre vidéo : Danny Makkelie | Spectateurs : 27 015 Arbitrage : Björn Kuipers Arbitre vidéo : Danny Makkelie |
| 15 juin 2018 17 h heure locale | Rapport |         |                        | Spectateurs : 27 015 Arbitrage : Björn Kuipers Arbitre vidéo : Danny Makkelie | Spectateurs : 27 015 Arbitrage : Björn Kuipers Arbitre vidéo : Danny Makkelie |

2e journée
| Match 17                       | Russie                                                                 | 3 - 1   | Égypte           | Stade Krestovski, Saint-Pétersbourg                                                  |                                                                                      |
| 19 juin 2018 21 h heure locale | Fathi 47e (csc) · ( Fernandes) Cheryshev 59e · ( Koutepov) Dziouba 62e | (0 - 0) | 73e (pen.) Salah | Spectateurs : 64 468 Arbitrage : Enrique Cáceres Arbitre vidéo : Massimiliano Irrati | Spectateurs : 64 468 Arbitrage : Enrique Cáceres Arbitre vidéo : Massimiliano Irrati |
| 19 juin 2018 21 h heure locale | Rapport                                                                |         |                  | Spectateurs : 64 468 Arbitrage : Enrique Cáceres Arbitre vidéo : Massimiliano Irrati | Spectateurs : 64 468 Arbitrage : Enrique Cáceres Arbitre vidéo : Massimiliano Irrati |

| Match 18                       | Uruguay               | 1 - 0   | Arabie saoudite | Rostov Arena, Rostov-sur-le-Don                                                  |                                                                                  |
| 20 juin 2018 18 h heure locale | ( Sánchez) Suárez 23e | (1 - 0) |                 | Spectateurs : 42 678 Arbitrage : Clément Turpin Arbitre vidéo : Szymon Marciniak | Spectateurs : 42 678 Arbitrage : Clément Turpin Arbitre vidéo : Szymon Marciniak |
| 20 juin 2018 18 h heure locale | Rapport               |         |                 | Spectateurs : 42 678 Arbitrage : Clément Turpin Arbitre vidéo : Szymon Marciniak | Spectateurs : 42 678 Arbitrage : Clément Turpin Arbitre vidéo : Szymon Marciniak |

3e journée
| Match 33                       | Uruguay                                       | 3 - 0   | Russie | Samara Arena, Samara                                                            |                                                                                 |
| 25 juin 2018 17 h heure locale | Suárez 10e · Cheryshev 23e (csc) · Cavani 90e | (2 - 0) |        | Spectateurs : 41 970 Arbitrage : Malang Diedhiou Arbitre vidéo : Clément Turpin | Spectateurs : 41 970 Arbitrage : Malang Diedhiou Arbitre vidéo : Clément Turpin |
| 25 juin 2018 17 h heure locale | Rapport                                       |         |        | Spectateurs : 41 970 Arbitrage : Malang Diedhiou Arbitre vidéo : Clément Turpin | Spectateurs : 41 970 Arbitrage : Malang Diedhiou Arbitre vidéo : Clément Turpin |

| Match 34                       | Arabie saoudite                                   | 2 - 1   | Égypte            | Volgograd Arena, Volgograd                                                       |                                                                                  |
| 25 juin 2018 17 h heure locale | Al-Faraj 45+6e (pen.) · ( Otayf) Al-Dawsari 90+5e | (1 - 1) | 22e Salah (Saïd ) | Spectateurs : 36 823 Arbitrage : Wilmar Roldán Arbitre vidéo : Artur Soares Dias | Spectateurs : 36 823 Arbitrage : Wilmar Roldán Arbitre vidéo : Artur Soares Dias |
| 25 juin 2018 17 h heure locale | Rapport                                           |         |                   | Spectateurs : 36 823 Arbitrage : Wilmar Roldán Arbitre vidéo : Artur Soares Dias | Spectateurs : 36 823 Arbitrage : Wilmar Roldán Arbitre vidéo : Artur Soares Dias |

Ce groupe est largement dominé par l'Uruguay qui remporte ses trois matches et termine donc à la première place. La Russie part fort en obtenant sa qualification pour les huitièmes de finale grâce à deux larges victoires face à l'Arabie saoudite et à l'Égypte. Ainsi, ces deux équipes sont déjà éliminées au départ de la troisième journée, tandis que Russes et Uruguayens s'affrontent pour terminer en tête du groupe. Le match se solde par une victoire 3-0 de la Céleste, alors que les Saoudiens viennent à bout de l'Égypte, qui quitte le mondial en ayant concédé trois défaites.

#### Groupe B

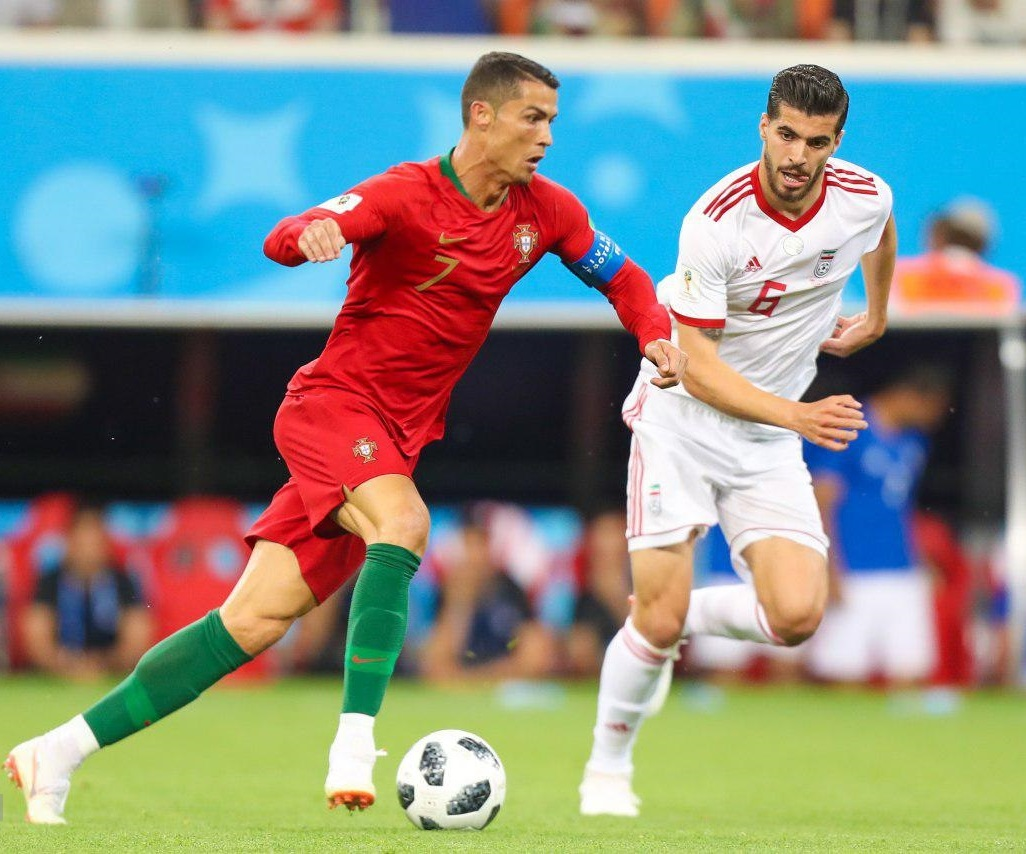
Iran v Portugal

|   | Équipe   | Pts | J | G | N | P | BP | BC | Diff |
| 1 | Espagne  | 5   | 3 | 1 | 2 | 0 | 6  | 5  | +1   |
| 2 | Portugal | 5   | 3 | 1 | 2 | 0 | 5  | 4  | +1   |
| 3 | Iran     | 4   | 3 | 1 | 1 | 1 | 2  | 2  | 0    |
| 4 | Maroc    | 1   | 3 | 0 | 1 | 2 | 2  | 4  | -2   |

1re journée
| Match 4                        | Maroc   | 0 - 1   | Iran                   | Stade Krestovski, Saint-Pétersbourg                                        |                                                                            |
| 15 juin 2018 18 h heure locale |         | (0 - 0) | 90+5e (csc) Bouhaddouz | Spectateurs : 62 548 Arbitrage : Cüneyt Çakır Arbitre vidéo : Felix Zwayer | Spectateurs : 62 548 Arbitrage : Cüneyt Çakır Arbitre vidéo : Felix Zwayer |
| 15 juin 2018 18 h heure locale | Rapport |         |                        | Spectateurs : 62 548 Arbitrage : Cüneyt Çakır Arbitre vidéo : Felix Zwayer | Spectateurs : 62 548 Arbitrage : Cüneyt Çakır Arbitre vidéo : Felix Zwayer |

| Match 3                        | Portugal                                                | 3 - 3   | Espagne                                       | Stade Ficht, Sotchi                                                                  |                                                                                      |
| 15 juin 2018 21 h heure locale | Ronaldo 4e (pen.) · ( Guedes) Ronaldo 44e · Ronaldo 88e | (2 - 1) | 24e Costa · 55e Costa (Busquets ) · 58e Nacho | Spectateurs : 43 866 Arbitrage : Gianluca Rocchi Arbitre vidéo : Massimiliano Irrati | Spectateurs : 43 866 Arbitrage : Gianluca Rocchi Arbitre vidéo : Massimiliano Irrati |
| 15 juin 2018 21 h heure locale | Rapport                                                 |         |                                               | Spectateurs : 43 866 Arbitrage : Gianluca Rocchi Arbitre vidéo : Massimiliano Irrati | Spectateurs : 43 866 Arbitrage : Gianluca Rocchi Arbitre vidéo : Massimiliano Irrati |

2e journée
| Match 19                       | Portugal               | 1 - 0   | Maroc | Stade Loujniki, Moscou                                                    |                                                                           |
| 20 juin 2018 15 h heure locale | ( Moutinho) Ronaldo 4e | (1 - 0) |       | Spectateurs : 78 011 Arbitrage : Mark Geiger Arbitre vidéo : Felix Zwayer | Spectateurs : 78 011 Arbitrage : Mark Geiger Arbitre vidéo : Felix Zwayer |
| 20 juin 2018 15 h heure locale | Rapport                |         |       | Spectateurs : 78 011 Arbitrage : Mark Geiger Arbitre vidéo : Felix Zwayer | Spectateurs : 78 011 Arbitrage : Mark Geiger Arbitre vidéo : Felix Zwayer |

| Match 20                       | Iran    | 0 - 1   | Espagne   | Kazan Arena, Kazan                                                           |                                                                              |
| 20 juin 2018 21 h heure locale |         | (0 - 0) | 54e Costa | Spectateurs : 42 718 Arbitrage : Andrés Cunha Arbitre vidéo : Mauro Vigliano | Spectateurs : 42 718 Arbitrage : Andrés Cunha Arbitre vidéo : Mauro Vigliano |
| 20 juin 2018 21 h heure locale | Rapport |         |           | Spectateurs : 42 718 Arbitrage : Andrés Cunha Arbitre vidéo : Mauro Vigliano | Spectateurs : 42 718 Arbitrage : Andrés Cunha Arbitre vidéo : Mauro Vigliano |

3e journée
| Match 35                       | Iran                    | 1 - 1   | Portugal              | Stade de Mordovie, Saransk                                                           |                                                                                      |
| 25 juin 2018 21 h heure locale | Ansarifard 90+3e (pen.) | (0 - 1) | 45e Quaresma (Silva ) | Spectateurs : 41 685 Arbitrage : Enrique Cáceres Arbitre vidéo : Massimiliano Irrati | Spectateurs : 41 685 Arbitrage : Enrique Cáceres Arbitre vidéo : Massimiliano Irrati |
| 25 juin 2018 21 h heure locale | Rapport                 |         |                       | Spectateurs : 41 685 Arbitrage : Enrique Cáceres Arbitre vidéo : Massimiliano Irrati | Spectateurs : 41 685 Arbitrage : Enrique Cáceres Arbitre vidéo : Massimiliano Irrati |

| Match 36                       | Espagne                                       | 2 - 2   | Maroc                               | Baltika Arena, Kaliningrad                                                    |                                                                               |
| 25 juin 2018 20 h heure locale | ( Iniesta) Isco 18e · ( Carvajal) Aspas 90+1e | (1 - 1) | 14e Boutaïb · 81e En-Nesyri (Fajr ) | Spectateurs : 33 973 Arbitrage : Ravshan Irmatov Arbitre vidéo : Felix Zwayer | Spectateurs : 33 973 Arbitrage : Ravshan Irmatov Arbitre vidéo : Felix Zwayer |
| 25 juin 2018 20 h heure locale | Rapport                                       |         |                                     | Spectateurs : 33 973 Arbitrage : Ravshan Irmatov Arbitre vidéo : Felix Zwayer | Spectateurs : 33 973 Arbitrage : Ravshan Irmatov Arbitre vidéo : Felix Zwayer |

L'Espagne et le Portugal ouvrent leur compétition en s'affrontant dans un match spectaculaire, qui se conclut sur un 3-3 avec du côté des champions d'Europe 2016, un triplé de Cristiano Ronaldo. En battant le Maroc 1-0 (but contre son camp de Bouhaddouz sur un coup franc tiré par Ehsan Hajsafi dans le temps additionnel de la rencontre), l'Iran préserve ses chances jusqu'au bout. Les deux favoris du groupe enregistrent ensuite chacun une victoire : le Portugal bat le Maroc 1-0 avec un nouveau but de Ronaldo tandis que l'Espagne se défait de l'Iran sur le même score, grâce à un but de Diego Costa sur un mauvais dégagement de Ramin Rezaeian. Ezatolahi a égalisé pour l'Iran huit minutes après l'ouverture du score, mais ce but initialement validé par l'arbitre a finalement été refusé après l'intervention de la VAR en raison d'une position de hors-jeu. La victoire du Portugal face au Maroc est très controversée, car le seul but de la rencontre, marqué sur corner, a été facilité par une faute, non sifflée par l'arbitre, du défenseur Pepe sur Boutaïb au premier poteau. Enfin, selon certains observateurs comme Arsène Wenger, le Maroc aurait pu bénéficier de deux penaltys, pour une faute de Fonte sur Boutaïb à la 30e minute et une main de Pepe dans la surface à la 81e minute. La dernière journée se conclut sur deux matches nuls, 2-2 entre l'Espagne et le Maroc, 1-1 entre le Portugal et l'Iran. Les deux rencontres font l'objet de controverses, liées, entre autres, à la VAR. Finalement, c'est la Roja qui prend la première place de la poule devant la formation lusitanienne grâce à une meilleure attaque, les deux équipes étant à égalité de points et ayant la même différence de buts.

#### Groupe C

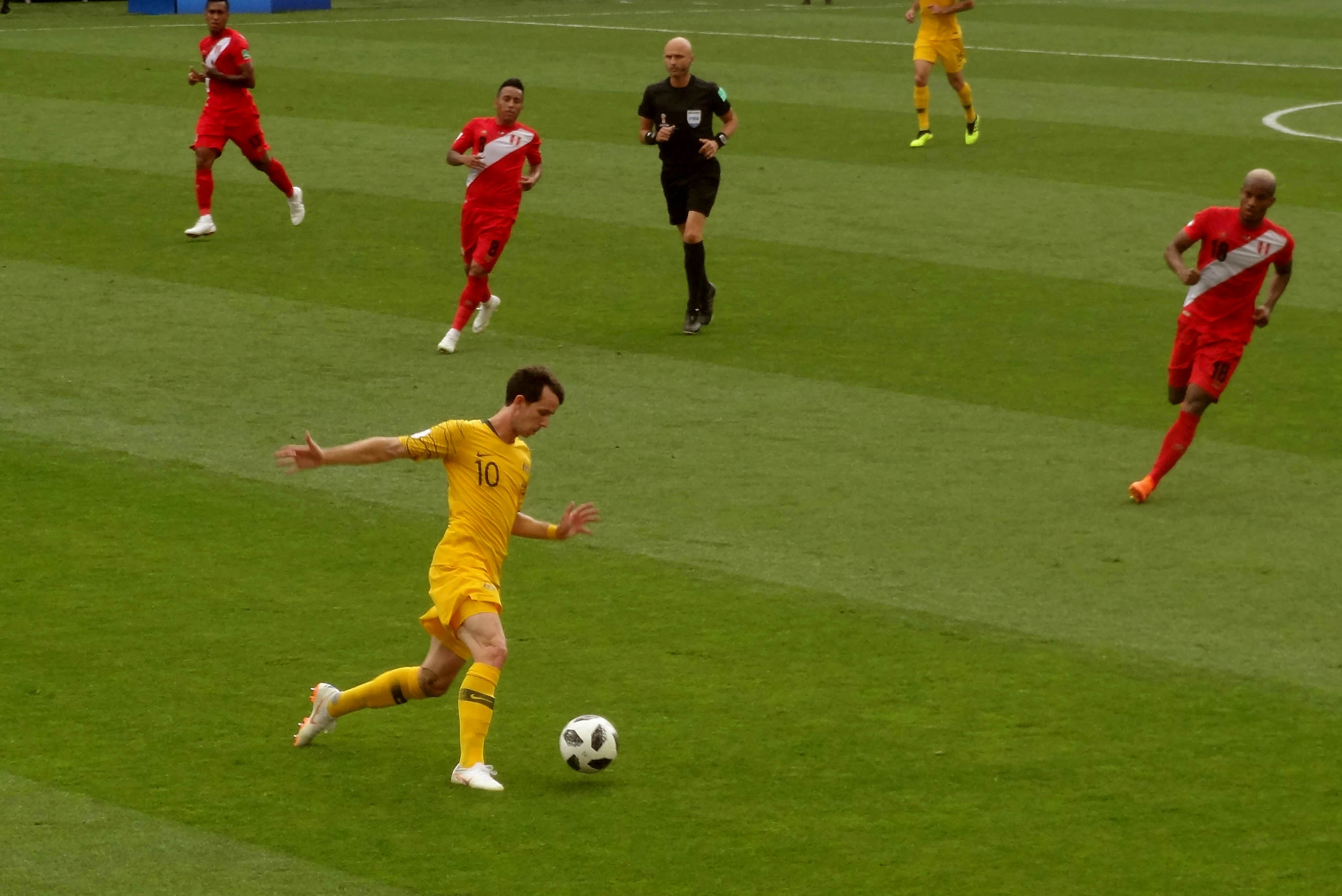
Australie v Pérou

|   | Équipe    | Pts | J | G | N | P | BP | BC | Diff |
| 1 | France    | 7   | 3 | 2 | 1 | 0 | 3  | 1  | +2   |
| 2 | Danemark  | 5   | 3 | 1 | 2 | 0 | 2  | 1  | +1   |
| 3 | Pérou     | 3   | 3 | 1 | 0 | 2 | 2  | 2  | 0    |
| 4 | Australie | 1   | 3 | 0 | 1 | 2 | 2  | 5  | -3   |

1re journée
| Match 5                        | France                                  | 2 - 1   | Australie          | Kazan Arena, Kazan                                                           |                                                                              |
| 16 juin 2018 13 h heure locale | Griezmann 58e (pen.) · Behich 81e (csc) | (0 - 0) | 62e (pen.) Jedinak | Spectateurs : 41 279 Arbitrage : Andrés Cunha Arbitre vidéo : Mauro Vigliano | Spectateurs : 41 279 Arbitrage : Andrés Cunha Arbitre vidéo : Mauro Vigliano |
| 16 juin 2018 13 h heure locale | Rapport                                 |         |                    | Spectateurs : 41 279 Arbitrage : Andrés Cunha Arbitre vidéo : Mauro Vigliano | Spectateurs : 41 279 Arbitrage : Andrés Cunha Arbitre vidéo : Mauro Vigliano |

| Match 6                        | Pérou   | 0 - 1   | Danemark               | Stade de Mordovie, Saransk                                                   |                                                                              |
| 16 juin 2018 19 h heure locale |         | (0 - 0) | 59e Poulsen (Eriksen ) | Spectateurs : 40 502 Arbitrage : Bakary Gassama Arbitre vidéo : Felix Zwayer | Spectateurs : 40 502 Arbitrage : Bakary Gassama Arbitre vidéo : Felix Zwayer |
| 16 juin 2018 19 h heure locale | Rapport |         |                        | Spectateurs : 40 502 Arbitrage : Bakary Gassama Arbitre vidéo : Felix Zwayer | Spectateurs : 40 502 Arbitrage : Bakary Gassama Arbitre vidéo : Felix Zwayer |

2e journée
| Match 22                       | Danemark                | 1 - 1   | Australie          | Samara Arena, Samara                                                             |                                                                                  |
| 21 juin 2018 16 h heure locale | ( Jørgensen) Eriksen 7e | (1 - 1) | 38e (pen.) Jedinak | Spectateurs : 40 727 Arbitrage : Antonio Mateu Lahoz Arbitre vidéo : Mark Geiger | Spectateurs : 40 727 Arbitrage : Antonio Mateu Lahoz Arbitre vidéo : Mark Geiger |
| 21 juin 2018 16 h heure locale | Rapport                 |         |                    | Spectateurs : 40 727 Arbitrage : Antonio Mateu Lahoz Arbitre vidéo : Mark Geiger | Spectateurs : 40 727 Arbitrage : Antonio Mateu Lahoz Arbitre vidéo : Mark Geiger |

| Match 21                       | France     | 1 - 0   | Pérou | Iekaterinbourg Arena, Iekaterinbourg                                                            |                                                                                                 |
| 21 juin 2018 20 h heure locale | Mbappé 34e | (1 - 0) |       | Spectateurs : 32 789 Arbitrage : Mohammed Abdulla Hassan Mohamed Arbitre vidéo : Daniele Orsato | Spectateurs : 32 789 Arbitrage : Mohammed Abdulla Hassan Mohamed Arbitre vidéo : Daniele Orsato |
| 21 juin 2018 20 h heure locale | Rapport    |         |       | Spectateurs : 32 789 Arbitrage : Mohammed Abdulla Hassan Mohamed Arbitre vidéo : Daniele Orsato | Spectateurs : 32 789 Arbitrage : Mohammed Abdulla Hassan Mohamed Arbitre vidéo : Daniele Orsato |

3e journée
| Match 37                       | Danemark | 0 - 0   | France | Stade Loujniki, Moscou                                                       |                                                                              |
| 26 juin 2018 17 h heure locale |          | (0 - 0) |        | Spectateurs : 78 011 Arbitrage : Sandro Ricci Arbitre vidéo : Mauro Vigliano | Spectateurs : 78 011 Arbitrage : Sandro Ricci Arbitre vidéo : Mauro Vigliano |
| 26 juin 2018 17 h heure locale | Rapport  |         |        | Spectateurs : 78 011 Arbitrage : Sandro Ricci Arbitre vidéo : Mauro Vigliano | Spectateurs : 78 011 Arbitrage : Sandro Ricci Arbitre vidéo : Mauro Vigliano |

| Match 38                       | Australie | 0 - 2   | Pérou                                   | Stade Ficht, Sotchi                                                            |                                                                                |
| 26 juin 2018 17 h heure locale |           | (0 - 1) | 18e Carrillo (Guerrero ) · 50e Guerrero | Spectateurs : 44 073 Arbitrage : Sergei Karasev Arbitre vidéo : Danny Makkelie | Spectateurs : 44 073 Arbitrage : Sergei Karasev Arbitre vidéo : Danny Makkelie |
| 26 juin 2018 17 h heure locale | Rapport   |         |                                         | Spectateurs : 44 073 Arbitrage : Sergei Karasev Arbitre vidéo : Danny Makkelie | Spectateurs : 44 073 Arbitrage : Sergei Karasev Arbitre vidéo : Danny Makkelie |

En s'imposant dans ses deux premiers matches, 2-1 face à l'Australie, et 1-0 contre le Pérou, l'Équipe de France assure sa place en huitièmes de finale avant la dernière journée. Le Danemark prend le meilleur sur le Pérou mais concède un nul 1-1 face à l'Australie. Lors de la dernière journée, le Pérou déjà éliminé se rachète en dominant la formation australienne 2-0. Lors de la « finale du groupe », le match nul fait les affaires aussi bien de la France (assurée ainsi de la première place), que du Danemark (assuré ainsi de la qualification). C'est la seule rencontre du Mondial russe qui reste sans but (0-0), elle s'achève sous les sifflets du public du Stade Loujniki de Moscou. Ce groupe C est d'ailleurs le moins prolifique du tournoi en termes de buts inscrits, avec seulement 9 buts marqués par les 4 équipes en six matchs. La France jouera son huitième de finale face à l'Argentine, alors que le Danemark affrontera la Croatie. Avec seulement deux buts inscrits, le Danemark présente l'attaque la moins efficace parmi les équipes qualifiées pour le second tour.

#### Groupe D

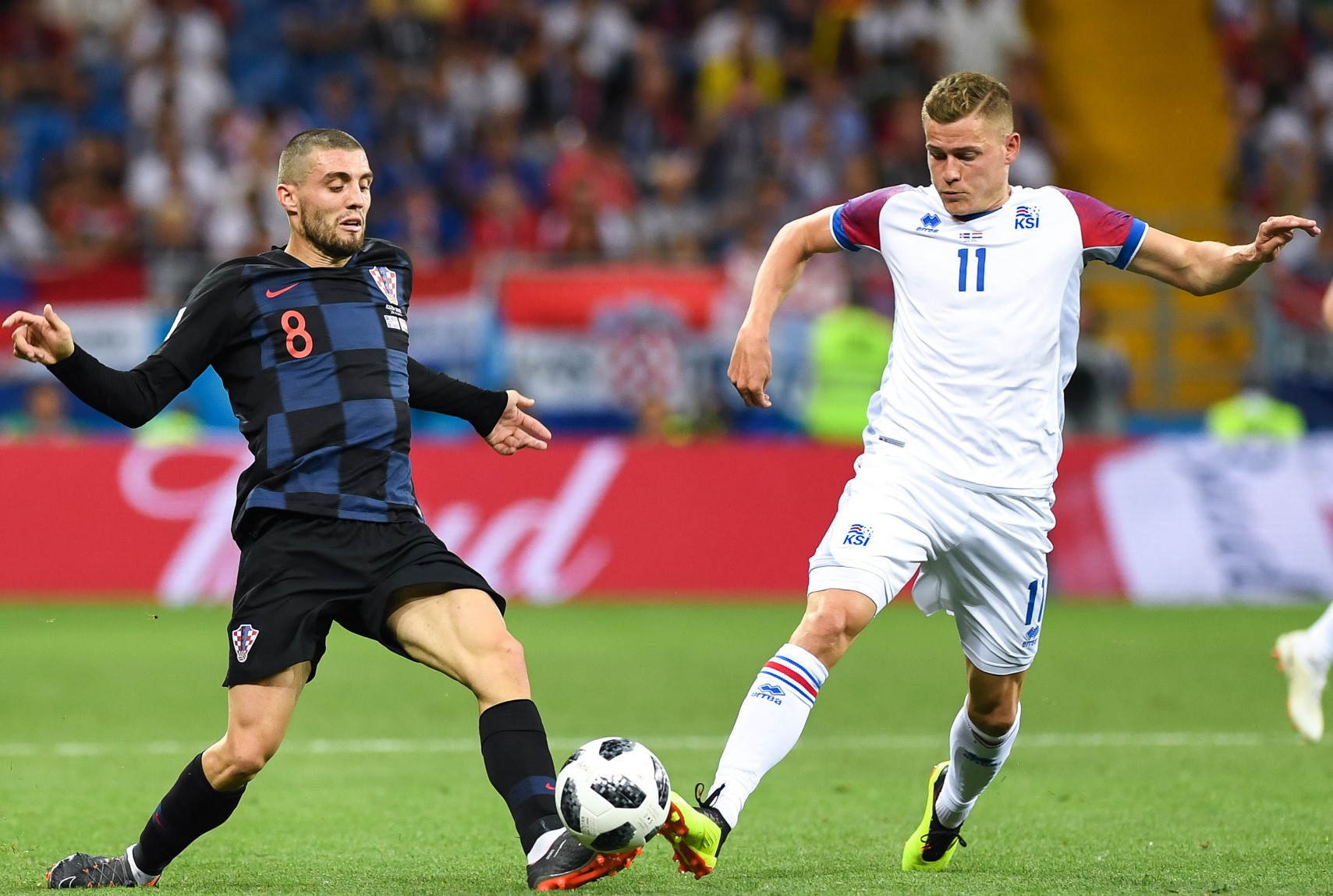
Islande v Croatie

|   | Équipe    | Pts | J | G | N | P | BP | BC | Diff |
| 1 | Croatie   | 9   | 3 | 3 | 0 | 0 | 7  | 1  | +6   |
| 2 | Argentine | 4   | 3 | 1 | 1 | 1 | 3  | 5  | -2   |
| 3 | Nigeria   | 3   | 3 | 1 | 0 | 2 | 3  | 4  | -1   |
| 4 | Islande   | 1   | 3 | 0 | 1 | 2 | 2  | 5  | -3   |

1re journée
| Match 7                        | Argentine          | 1 - 1   | Islande         | Stade du Spartak, Moscou                                                      |                                                                               |
| 16 juin 2018 16 h heure locale | ( Rojo) Agüero 19e | (1 - 1) | 23e Finnbogason | Spectateurs : 44 109 Arbitrage : Szymon Marciniak Arbitre vidéo : Mark Geiger | Spectateurs : 44 109 Arbitrage : Szymon Marciniak Arbitre vidéo : Mark Geiger |
| 16 juin 2018 16 h heure locale | Rapport            |         |                 | Spectateurs : 44 109 Arbitrage : Szymon Marciniak Arbitre vidéo : Mark Geiger | Spectateurs : 44 109 Arbitrage : Szymon Marciniak Arbitre vidéo : Mark Geiger |

| Match 8                        | Croatie                             | 2 - 0   | Nigeria | Baltika Arena, Kaliningrad                                                   |                                                                              |
| 16 juin 2018 21 h heure locale | Etebo 32e (csc) · Modrić 72e (pen.) | (1 - 0) |         | Spectateurs : 31 136 Arbitrage : Sandro Ricci Arbitre vidéo : Daniele Orsato | Spectateurs : 31 136 Arbitrage : Sandro Ricci Arbitre vidéo : Daniele Orsato |
| 16 juin 2018 21 h heure locale | Rapport                             |         |         | Spectateurs : 31 136 Arbitrage : Sandro Ricci Arbitre vidéo : Daniele Orsato | Spectateurs : 31 136 Arbitrage : Sandro Ricci Arbitre vidéo : Daniele Orsato |

2e journée
| Match 23                       | Argentine | 0 - 3   | Croatie                                                       | Stade de Nijni Novgorod, Nijni Novgorod                                       |                                                                               |
| 21 juin 2018 21 h heure locale |           | (0 - 0) | 53e Rebić · 80e Modrić (Brozović ) · 90+1e Rakitić (Kovačić ) | Spectateurs : 43 319 Arbitrage : Ravshan Irmatov Arbitre vidéo : Felix Zwayer | Spectateurs : 43 319 Arbitrage : Ravshan Irmatov Arbitre vidéo : Felix Zwayer |
| 21 juin 2018 21 h heure locale | Rapport   |         |                                                               | Spectateurs : 43 319 Arbitrage : Ravshan Irmatov Arbitre vidéo : Felix Zwayer | Spectateurs : 43 319 Arbitrage : Ravshan Irmatov Arbitre vidéo : Felix Zwayer |

| Match 24                       | Nigeria                                | 2 - 0   | Islande | Volgograd Arena, Volgograd                                                          |                                                                                     |
| 22 juin 2018 18 h heure locale | ( Moses) Musa 49e · ( Omeruo) Musa 75e | (0 - 0) |         | Spectateurs : 40 904 Arbitrage : Matthew Conger Arbitre vidéo : Massimiliano Irrati | Spectateurs : 40 904 Arbitrage : Matthew Conger Arbitre vidéo : Massimiliano Irrati |
| 22 juin 2018 18 h heure locale | Rapport                                |         |         | Spectateurs : 40 904 Arbitrage : Matthew Conger Arbitre vidéo : Massimiliano Irrati | Spectateurs : 40 904 Arbitrage : Matthew Conger Arbitre vidéo : Massimiliano Irrati |

3e journée
| Match 39                       | Nigeria          | 1 - 2   | Argentine                                 | Stade Krestovski, Saint-Pétersbourg                                          |                                                                              |
| 26 juin 2018 21 h heure locale | Moses 51e (pen.) | (0 - 1) | 14e Messi (Banega ) · 86e Rojo (Mercado ) | Spectateurs : 64 468 Arbitrage : Cüneyt Çakır Arbitre vidéo : Daniele Orsato | Spectateurs : 64 468 Arbitrage : Cüneyt Çakır Arbitre vidéo : Daniele Orsato |
| 26 juin 2018 21 h heure locale | Rapport          |         |                                           | Spectateurs : 64 468 Arbitrage : Cüneyt Çakır Arbitre vidéo : Daniele Orsato | Spectateurs : 64 468 Arbitrage : Cüneyt Çakır Arbitre vidéo : Daniele Orsato |

| Match 40                       | Islande               | 1 - 2   | Croatie                                       | Rostov Arena, Rostov-sur-le-Don                                                   |                                                                                   |
| 26 juin 2018 21 h heure locale | Sigurðsson 76e (pen.) | (0 - 0) | 53e Badelj (Pivarić ) · 90e Perišić (Badelj ) | Spectateurs : 43 472 Arbitrage : Antonio Mateu Lahoz Arbitre vidéo : Paolo Valeri | Spectateurs : 43 472 Arbitrage : Antonio Mateu Lahoz Arbitre vidéo : Paolo Valeri |
| 26 juin 2018 21 h heure locale | Rapport               |         |                                               | Spectateurs : 43 472 Arbitrage : Antonio Mateu Lahoz Arbitre vidéo : Paolo Valeri | Spectateurs : 43 472 Arbitrage : Antonio Mateu Lahoz Arbitre vidéo : Paolo Valeri |

Après 85 minutes de jeu dans son dernier match de poule face au Nigéria, l'Argentine, tenue en échec 1-1, est virtuellement éliminée de la Coupe du monde. Mais le défenseur Marcos Rojo parvient à marquer d'une reprise de volée du pied droit pour donner la victoire et la qualification à son équipe. L'Argentine avait commencé le tournoi par un match nul face à l'Islande 1-1, avant de sombrer devant la Croatie 3-0. L'équipe de Luka Modrić fait forte impression en gagnant ses trois matchs. Avant la dernière journée, tout restait ouvert derrière la Croatie. L'Islande (1 point comme l'Argentine) conservait une petite chance tandis le Nigeria (vainqueur de l'Islande 2-0, 3 points) était le mieux placé, un match nul pouvant lui suffire contre les Sud-Américains. Le dos au mur, l'Argentine réussit donc a battre sur le fil une solide équipe africaine qui croyait tenir sa qualification, en profitant dans le même temps de la défaite islandaise contre la Croatie.

#### Groupe E

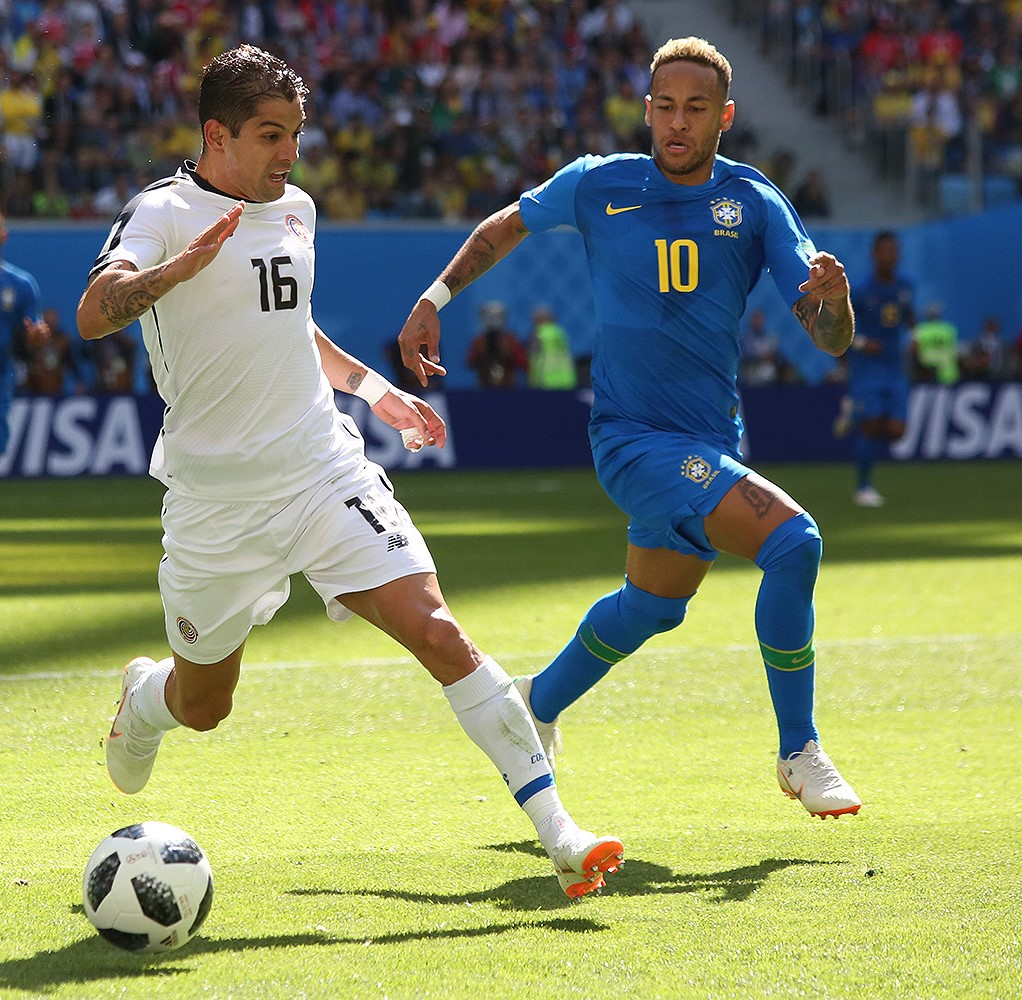
Brésil v Costa Rica

|   | Équipe     | Pts | J | G | N | P | BP | BC | Diff |
| 1 | Brésil     | 7   | 3 | 2 | 1 | 0 | 5  | 1  | +4   |
| 2 | Suisse     | 5   | 3 | 1 | 2 | 0 | 5  | 4  | +1   |
| 3 | Serbie     | 3   | 3 | 1 | 0 | 2 | 2  | 4  | -2   |
| 4 | Costa Rica | 1   | 3 | 0 | 1 | 2 | 2  | 5  | -3   |

1re journée
| Match 10                       | Costa Rica | 0 - 1   | Serbie      | Samara Arena, Samara                                                            |                                                                                 |
| 17 juin 2018 16 h heure locale |            | (0 - 0) | 56e Kolarov | Spectateurs : 41 432 Arbitrage : Malang Diedhiou Arbitre vidéo : Clément Turpin | Spectateurs : 41 432 Arbitrage : Malang Diedhiou Arbitre vidéo : Clément Turpin |
| 17 juin 2018 16 h heure locale | Rapport    |         |             | Spectateurs : 41 432 Arbitrage : Malang Diedhiou Arbitre vidéo : Clément Turpin | Spectateurs : 41 432 Arbitrage : Malang Diedhiou Arbitre vidéo : Clément Turpin |

| Match 9                        | Brésil       | 1 - 1   | Suisse               | Rostov Arena, Rostov-sur-le-Don                                                  |                                                                                  |
| 17 juin 2018 21 h heure locale | Coutinho 20e | (1 - 0) | 50e Zuber (Shaqiri ) | Spectateurs : 43 109 Arbitrage : César Arturo Ramos Arbitre vidéo : Paolo Valeri | Spectateurs : 43 109 Arbitrage : César Arturo Ramos Arbitre vidéo : Paolo Valeri |
| 17 juin 2018 21 h heure locale | Rapport      |         |                      | Spectateurs : 43 109 Arbitrage : César Arturo Ramos Arbitre vidéo : Paolo Valeri | Spectateurs : 43 109 Arbitrage : César Arturo Ramos Arbitre vidéo : Paolo Valeri |

2e journée
| Match 25                       | Brésil                                          | 2 - 0   | Costa Rica | Stade Krestovski, Saint-Pétersbourg                                           |                                                                               |
| 22 juin 2018 15 h heure locale | ( Jesus) Coutinho 90+1e · ( Costa) Neymar 90+7e | (0 - 0) |            | Spectateurs : 64 468 Arbitrage : Björn Kuipers Arbitre vidéo : Danny Makkelie | Spectateurs : 64 468 Arbitrage : Björn Kuipers Arbitre vidéo : Danny Makkelie |
| 22 juin 2018 15 h heure locale | Rapport                                         |         |            | Spectateurs : 64 468 Arbitrage : Björn Kuipers Arbitre vidéo : Danny Makkelie | Spectateurs : 64 468 Arbitrage : Björn Kuipers Arbitre vidéo : Danny Makkelie |

| Match 26                       | Serbie               | 1 - 2   | Suisse                                | Baltika Arena, Kaliningrad                                                |                                                                           |
| 22 juin 2018 20 h heure locale | ( Tadić) Mitrović 5e | (1 - 0) | 52e Xhaka · 90e Shaqiri (Gavranović ) | Spectateurs : 33 167 Arbitrage : Felix Brych Arbitre vidéo : Felix Zwayer | Spectateurs : 33 167 Arbitrage : Felix Brych Arbitre vidéo : Felix Zwayer |
| 22 juin 2018 20 h heure locale | Rapport              |         |                                       | Spectateurs : 33 167 Arbitrage : Felix Brych Arbitre vidéo : Felix Zwayer | Spectateurs : 33 167 Arbitrage : Felix Brych Arbitre vidéo : Felix Zwayer |

3e journée
| Match 41                       | Serbie  | 0 - 2   | Brésil                                         | Stade du Spartak, Moscou                                                             |                                                                                      |
| 27 juin 2018 21 h heure locale |         | (0 - 1) | 36e Paulinho (Coutinho ) · 68e Silva (Neymar ) | Spectateurs : 44 190 Arbitrage : Alireza Faghani Arbitre vidéo : Massimiliano Irrati | Spectateurs : 44 190 Arbitrage : Alireza Faghani Arbitre vidéo : Massimiliano Irrati |
| 27 juin 2018 21 h heure locale | Rapport |         |                                                | Spectateurs : 44 190 Arbitrage : Alireza Faghani Arbitre vidéo : Massimiliano Irrati | Spectateurs : 44 190 Arbitrage : Alireza Faghani Arbitre vidéo : Massimiliano Irrati |

| Match 42                       | Suisse                                        | 2 - 2   | Costa Rica                                  | Stade de Nijni Novgorod, Nijni Novgorod                                      |                                                                              |
| 27 juin 2018 21 h heure locale | ( Embolo) Džemaili 31e · ( Zakaria) Drmić 88e | (1 - 0) | 56e Waston (Campbell ) · 90+3e (csc) Sommer | Spectateurs : 43 319 Arbitrage : Clément Turpin Arbitre vidéo : Felix Zwayer | Spectateurs : 43 319 Arbitrage : Clément Turpin Arbitre vidéo : Felix Zwayer |
| 27 juin 2018 21 h heure locale | Rapport                                       |         |                                             | Spectateurs : 43 319 Arbitrage : Clément Turpin Arbitre vidéo : Felix Zwayer | Spectateurs : 43 319 Arbitrage : Clément Turpin Arbitre vidéo : Felix Zwayer |

Le Brésil, qui démarre sa compétition par un nul face à la Suisse 1-1, puis bat le Costa Rica 2-0 dans les arrêts de jeu grâce à des réalisations de Philippe Coutinho et de Neymar, n'a aucun problème pour conclure en dominant largement la Serbie, dans un match gagné 2-0 et ponctué par un but de Paulinho sur un service de Coutinho en première mi-temps, et un autre marqué de la tête par Thiago Silva sur un corner tiré par Neymar en deuxième période. L'équipe sud-américaine prend ainsi la première place de la poule pour une affiche qui l'oppose au Mexique en huitièmes de finale. La Suisse ne perd pas un match : après le nul face au Brésil, elle bat la Serbie 2-1 (les buteurs Granit Xhaka et Xherdan Shaqiri, tous deux d'origine kosovare, seront sanctionnés financièrement par la FIFA pour avoir fait le signe de l'aigle bicéphale figurant sur le drapeau albanais en fêtant leurs réalisations) puis termine sur un nul 2-2 devant le Costa Rica, prenant ainsi la deuxième place du groupe pour retrouver la Suède en huitièmes.

#### Groupe F

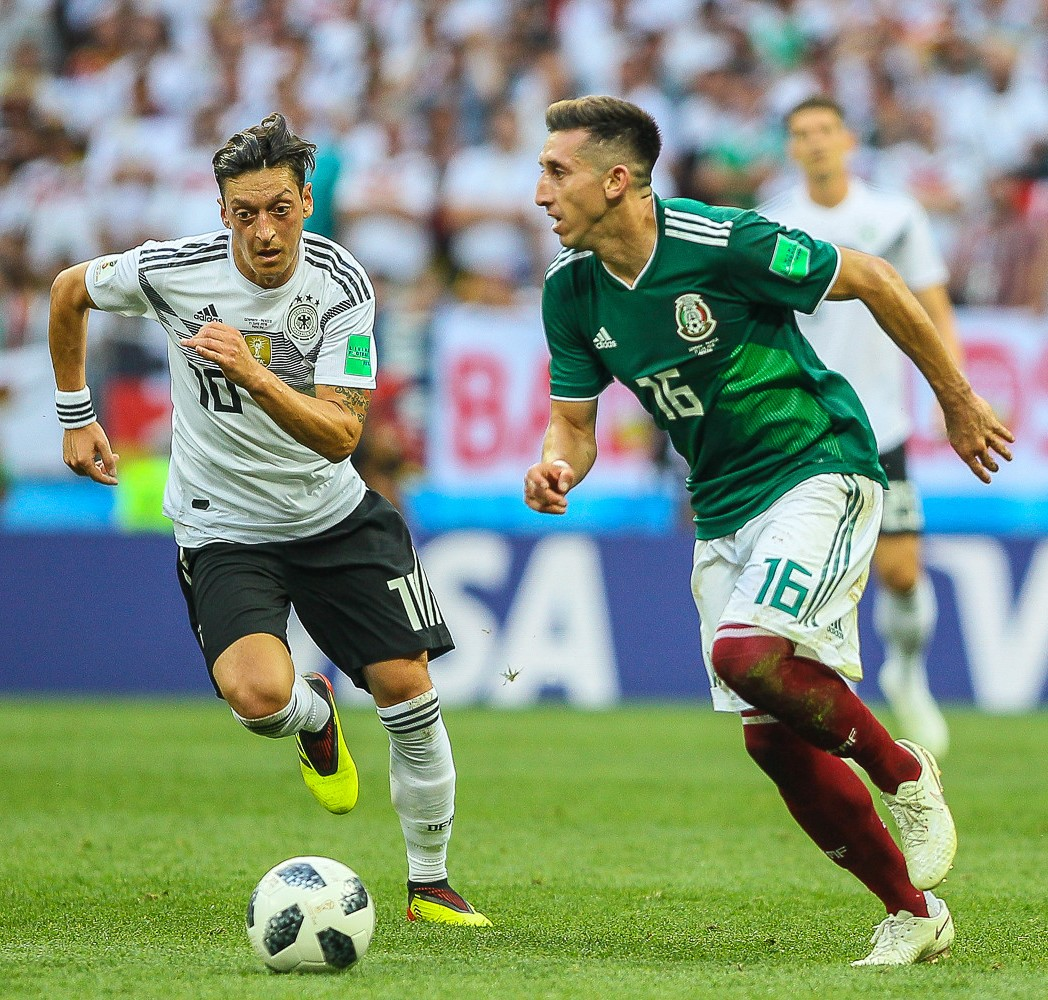
Allemagne v Mexique

|   | Équipe       | Pts | J | G | N | P | BP | BC | Diff |
| 1 | Suède        | 6   | 3 | 2 | 0 | 1 | 5  | 2  | +3   |
| 2 | Mexique      | 6   | 3 | 2 | 0 | 1 | 3  | 4  | -1   |
| 3 | Corée du Sud | 3   | 3 | 1 | 0 | 2 | 3  | 3  | 0    |
| 4 | Allemagne    | 3   | 3 | 1 | 0 | 2 | 2  | 4  | -2   |

1re journée
| Match 11                       | Allemagne | 0 - 1   | Mexique                 | Stade Loujniki, Moscou                                                               |                                                                                      |
| 17 juin 2018 18 h heure locale |           | (0 - 1) | 35e Lozano (Hernández ) | Spectateurs : 78 011 Arbitrage : Alireza Faghani Arbitre vidéo : Massimiliano Irrati | Spectateurs : 78 011 Arbitrage : Alireza Faghani Arbitre vidéo : Massimiliano Irrati |
| 17 juin 2018 18 h heure locale | Rapport   |         |                         | Spectateurs : 78 011 Arbitrage : Alireza Faghani Arbitre vidéo : Massimiliano Irrati | Spectateurs : 78 011 Arbitrage : Alireza Faghani Arbitre vidéo : Massimiliano Irrati |

| Match 12                       | Suède                | 1 - 0   | Corée du Sud | Stade de Nijni Novgorod, Nijni Novgorod                                      |                                                                              |
| 18 juin 2018 15 h heure locale | Granqvist 65e (pen.) | (0 - 0) |              | Spectateurs : 42 300 Arbitrage : Joel Aguilar Arbitre vidéo : Mauro Vigliano | Spectateurs : 42 300 Arbitrage : Joel Aguilar Arbitre vidéo : Mauro Vigliano |
| 18 juin 2018 15 h heure locale | Rapport              |         |              | Spectateurs : 42 300 Arbitrage : Joel Aguilar Arbitre vidéo : Mauro Vigliano | Spectateurs : 42 300 Arbitrage : Joel Aguilar Arbitre vidéo : Mauro Vigliano |

2e journée
| Match 28                       | Corée du Sud           | 1 - 2   | Mexique                                   | Rostov Arena, Rostov-sur-le-Don                                               |                                                                               |
| 23 juin 2018 18 h heure locale | ( Lee J.-S.) Son 90+3e | (0 - 1) | 26e (pen.) Vela · 66e Hernández (Lozano ) | Spectateurs : 43 472 Arbitrage : Milorad Mažić Arbitre vidéo : Daniele Orsato | Spectateurs : 43 472 Arbitrage : Milorad Mažić Arbitre vidéo : Daniele Orsato |
| 23 juin 2018 18 h heure locale | Rapport                |         |                                           | Spectateurs : 43 472 Arbitrage : Milorad Mažić Arbitre vidéo : Daniele Orsato | Spectateurs : 43 472 Arbitrage : Milorad Mažić Arbitre vidéo : Daniele Orsato |

| Match 27                       | Allemagne                               | 2 - 1   | Suède        | Stade Ficht, Sotchi                                                              |                                                                                  |
| 23 juin 2018 21 h heure locale | ( Gómez) Reus 48e · ( Reus) Kroos 90+5e | (0 - 1) | 32e Toivonen | Spectateurs : 44 287 Arbitrage : Szymon Marciniak Arbitre vidéo : Clément Turpin | Spectateurs : 44 287 Arbitrage : Szymon Marciniak Arbitre vidéo : Clément Turpin |
| 23 juin 2018 21 h heure locale | Rapport                                 |         |              | Spectateurs : 44 287 Arbitrage : Szymon Marciniak Arbitre vidéo : Clément Turpin | Spectateurs : 44 287 Arbitrage : Szymon Marciniak Arbitre vidéo : Clément Turpin |

3e journée
| Match 43                       | Corée du Sud                      | 2 - 0   | Allemagne | Kazan Arena, Kazan                                                          |                                                                             |
| 27 juin 2018 17 h heure locale | Kim Y.-G. 90+4e · ( Ju) Son 90+6e | (0 - 0) |           | Spectateurs : 41 835 Arbitrage : Mark Geiger Arbitre vidéo : Danny Makkelie | Spectateurs : 41 835 Arbitrage : Mark Geiger Arbitre vidéo : Danny Makkelie |
| 27 juin 2018 17 h heure locale | Rapport                           |         |           | Spectateurs : 41 835 Arbitrage : Mark Geiger Arbitre vidéo : Danny Makkelie | Spectateurs : 41 835 Arbitrage : Mark Geiger Arbitre vidéo : Danny Makkelie |

| Match 44                       | Mexique | 0 - 3   | Suède                                                                   | Iekaterinbourg Arena, Iekaterinbourg                                          |                                                                               |
| 27 juin 2018 19 h heure locale |         | (0 - 0) | 50e Augustinsson (Claesson ) · 62e (pen.) Granqvist · 74e (csc) Álvarez | Spectateurs : 33 061 Arbitrage : Néstor Pitana Arbitre vidéo : Mauro Vigliano | Spectateurs : 33 061 Arbitrage : Néstor Pitana Arbitre vidéo : Mauro Vigliano |
| 27 juin 2018 19 h heure locale | Rapport |         |                                                                         | Spectateurs : 33 061 Arbitrage : Néstor Pitana Arbitre vidéo : Mauro Vigliano | Spectateurs : 33 061 Arbitrage : Néstor Pitana Arbitre vidéo : Mauro Vigliano |

Les événements de la dernière journée du groupe sont décrites comme un « coup de tonnerre, ». Non seulement l'Allemagne, tenante du titre, ne parvient pas à marquer face à des Coréens héroïques en défense (leur gardien, Jo Hyeon-woo, auteur de six arrêts impressionnants, est d'ailleurs élu homme du match), mais ces derniers inscrivent deux buts dans les arrêts de jeu, le deuxième en prenant le ballon dans les pieds du gardien Manuel Neuer, monté dans la moitié adverse pour tenter de créer le surnombre. L'équipe de Joachim Löw, qui était parvenue en demi-finale de tous les Mondiaux depuis 2002, avait toujours atteint au moins les quarts de finale depuis 1954, sort de la compétition dès la phase de poules, comme la France en 2002, l'Italie en 2010 et l'Espagne en 2014 qui étaient elles aussi tenantes du titre. La Suède, battue lors du match précédent à la 90+5e minute par l'Allemagne sur un coup franc joué en deux temps par Toni Kroos, termine première du groupe en dominant le Mexique 3-0 au moment même où la Corée du Sud crée un exploit en battant l'Allemagne 2-0. L'Allemagne ne s’était jamais arrêtée dès le 1er tour depuis 1938 et n'avait jamais été battue par une équipe asiatique en Coupe du monde. Malgré son coup d'éclat lors de la dernière journée, la Corée du Sud est également éliminée. Le Mexique, qui avait gagné ses deux premiers matches (1-0 contre l'Allemagne puis 2-1 contre la Corée du Sud), empoche en effet la deuxième place qualificative du groupe.

#### Groupe G

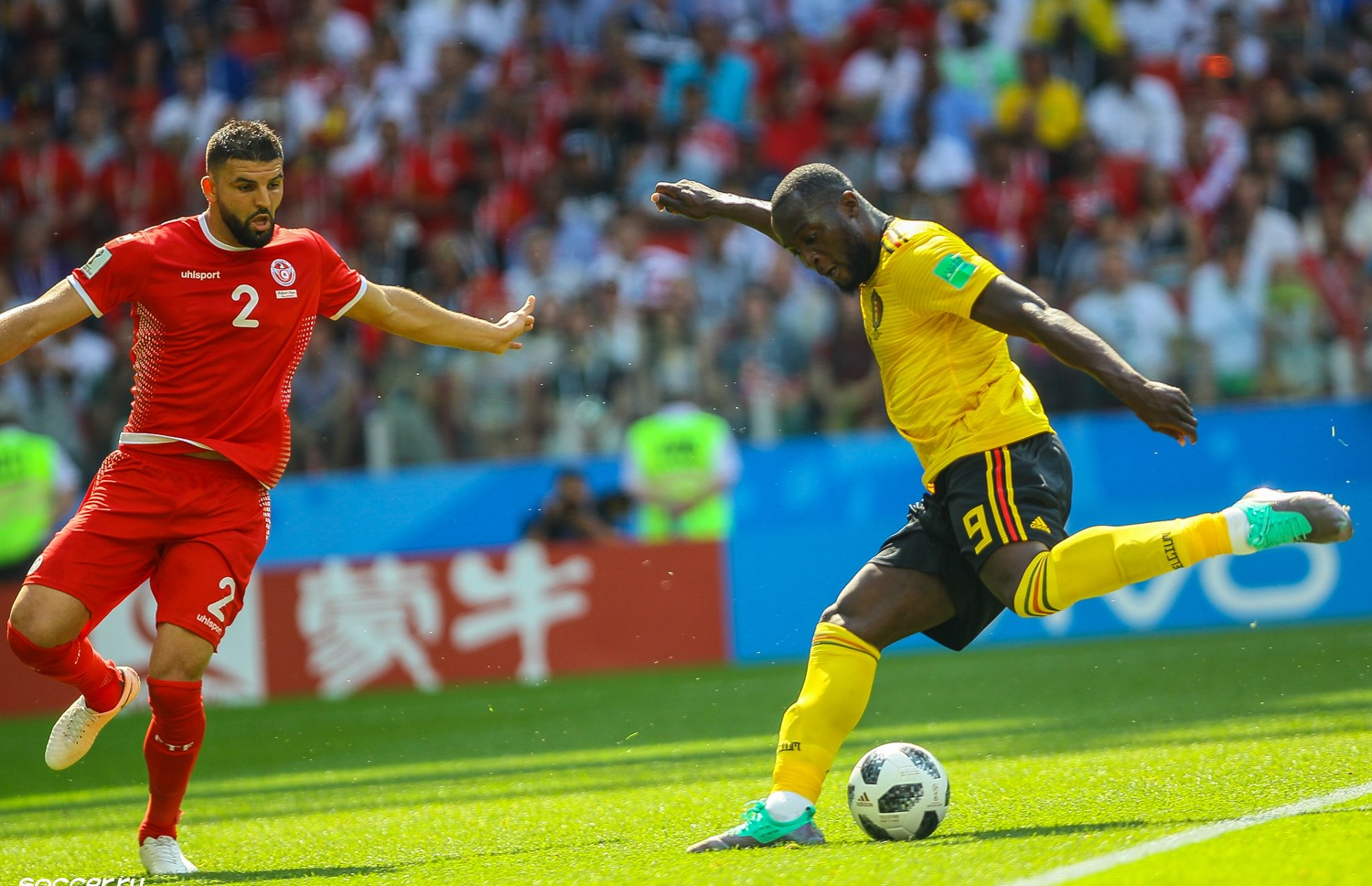
Belgique v Tunisie

|   | Équipe     | Pts | J | G | N | P | BP | BC | Diff |
| 1 | Belgique   | 9   | 3 | 3 | 0 | 0 | 9  | 2  | +7   |
| 2 | Angleterre | 6   | 3 | 2 | 0 | 1 | 8  | 3  | +5   |
| 3 | Tunisie    | 3   | 3 | 1 | 0 | 2 | 5  | 8  | -3   |
| 4 | Panama     | 0   | 3 | 0 | 0 | 3 | 2  | 11 | -9   |

1re journée
| Match 13                       | Belgique                                                        | 3 - 0   | Panama | Stade Ficht, Sotchi                                                            |                                                                                |
| 18 juin 2018 18 h heure locale | Mertens 47e · ( De Bruyne) Lukaku 69e · ( E. Hazard) Lukaku 75e | (0 - 0) |        | Spectateurs : 43 257 Arbitrage : Janny Sikazwe Arbitre vidéo : Bastian Dankert | Spectateurs : 43 257 Arbitrage : Janny Sikazwe Arbitre vidéo : Bastian Dankert |
| 18 juin 2018 18 h heure locale | Rapport                                                         |         |        | Spectateurs : 43 257 Arbitrage : Janny Sikazwe Arbitre vidéo : Bastian Dankert | Spectateurs : 43 257 Arbitrage : Janny Sikazwe Arbitre vidéo : Bastian Dankert |

| Match 14                       | Tunisie          | 1 - 2   | Angleterre                       | Volgograd Arena, Volgograd                                                  |                                                                             |
| 18 juin 2018 21 h heure locale | Sassi 35e (pen.) | (1 - 1) | 11e Kane · 90+1e Kane (Maguire ) | Spectateurs : 41 064 Arbitrage : Wilmar Roldán Arbitre vidéo : Sandro Ricci | Spectateurs : 41 064 Arbitrage : Wilmar Roldán Arbitre vidéo : Sandro Ricci |
| 18 juin 2018 21 h heure locale | Rapport          |         |                                  | Spectateurs : 41 064 Arbitrage : Wilmar Roldán Arbitre vidéo : Sandro Ricci | Spectateurs : 41 064 Arbitrage : Wilmar Roldán Arbitre vidéo : Sandro Ricci |

2e journée
| Match 29                       | Belgique | 5 - 2   | Tunisie                                       | Stade du Spartak, Moscou                                                  |                                                                           |
| 23 juin 2018 15 h heure locale | E. Hazard 6e (pen.) · ( Mertens) Lukaku 16e · ( Meunier) Lukaku 45+3e · ( Alderweireld) E. Hazard 51e · ( Tielemans) Batshuayi 90e | (3 - 1) | 18e Bronn (Khazri ) · 90+3e Khazri (Nagguez ) | Spectateurs : 44 190 Arbitrage : Jair Marrufo Arbitre vidéo : Mark Geiger | Spectateurs : 44 190 Arbitrage : Jair Marrufo Arbitre vidéo : Mark Geiger |
| 23 juin 2018 15 h heure locale | Rapport |         |                                               | Spectateurs : 44 190 Arbitrage : Jair Marrufo Arbitre vidéo : Mark Geiger | Spectateurs : 44 190 Arbitrage : Jair Marrufo Arbitre vidéo : Mark Geiger |

| Match 30                       | Angleterre | 6 - 1   | Panama             | Stade de Nijni Novgorod, Nijni Novgorod                                      |                                                                              |
| 24 juin 2018 15 h heure locale | ( Trippier) Stones 8e · Kane 22e (pen.) · ( Sterling) Lingard 36e · Stones 40e · Kane 45+1e (pen.) · Kane 62e | (5 - 0) | 78e Baloy (Ávila ) | Spectateurs : 43 319 Arbitrage : Gehad Grisha Arbitre vidéo : Danny Makkelie | Spectateurs : 43 319 Arbitrage : Gehad Grisha Arbitre vidéo : Danny Makkelie |
| 24 juin 2018 15 h heure locale | Rapport |         |                    | Spectateurs : 43 319 Arbitrage : Gehad Grisha Arbitre vidéo : Danny Makkelie | Spectateurs : 43 319 Arbitrage : Gehad Grisha Arbitre vidéo : Danny Makkelie |

3e journée
| Match 45                       | Angleterre | 0 - 1   | Belgique                 | Baltika Arena, Kaliningrad                                                       |                                                                                  |
| 28 juin 2018 20 h heure locale |            | (0 - 0) | 51e Januzaj (Tielemans ) | Spectateurs : 33 973 Arbitrage : Damir Skomina Arbitre vidéo : Artur Soares Dias | Spectateurs : 33 973 Arbitrage : Damir Skomina Arbitre vidéo : Artur Soares Dias |
| 28 juin 2018 20 h heure locale | Rapport    |         |                          | Spectateurs : 33 973 Arbitrage : Damir Skomina Arbitre vidéo : Artur Soares Dias | Spectateurs : 33 973 Arbitrage : Damir Skomina Arbitre vidéo : Artur Soares Dias |

| Match 46                       | Panama           | 1 - 2   | Tunisie                                           | Stade de Mordovie, Saransk                                                     |                                                                                |
| 28 juin 2018 21 h heure locale | Meriah 33e (csc) | (1 - 0) | 51e Ben Youssef (Khazri ) · 66e Khazri (Haddadi ) | Spectateurs : 37 168 Arbitrage : Nawaf Shukralla Arbitre vidéo : Tiago Martins | Spectateurs : 37 168 Arbitrage : Nawaf Shukralla Arbitre vidéo : Tiago Martins |
| 28 juin 2018 21 h heure locale | Rapport          |         |                                                   | Spectateurs : 37 168 Arbitrage : Nawaf Shukralla Arbitre vidéo : Tiago Martins | Spectateurs : 37 168 Arbitrage : Nawaf Shukralla Arbitre vidéo : Tiago Martins |

Les attaquants belges et anglais se montrent prolifiques dans leurs deux premiers matches, Harry Kane est le meilleur buteur du premier tour (5 buts), Romelu Lukaku envoie quatre fois le ballon au fond des filets. Les deux équipes favorites du groupe obtiennent ainsi leur qualification pour les huitièmes de finale avant de s'affronter dans la dernière rencontre du premier tour, avec des effectifs largement renouvelés, et c'est la Belgique qui l'emporte sur un exploit personnel de Adnan Januzaj. Quant à la Tunisie, elle met fin à 40 années sans victoire en Coupe du monde (depuis son succès face au Mexique dans son premier match en 1978) et à sa cinquième participation, parvient à dominer le Panama 2-1 pour quitter la compétition sur une bonne note.

#### Groupe H

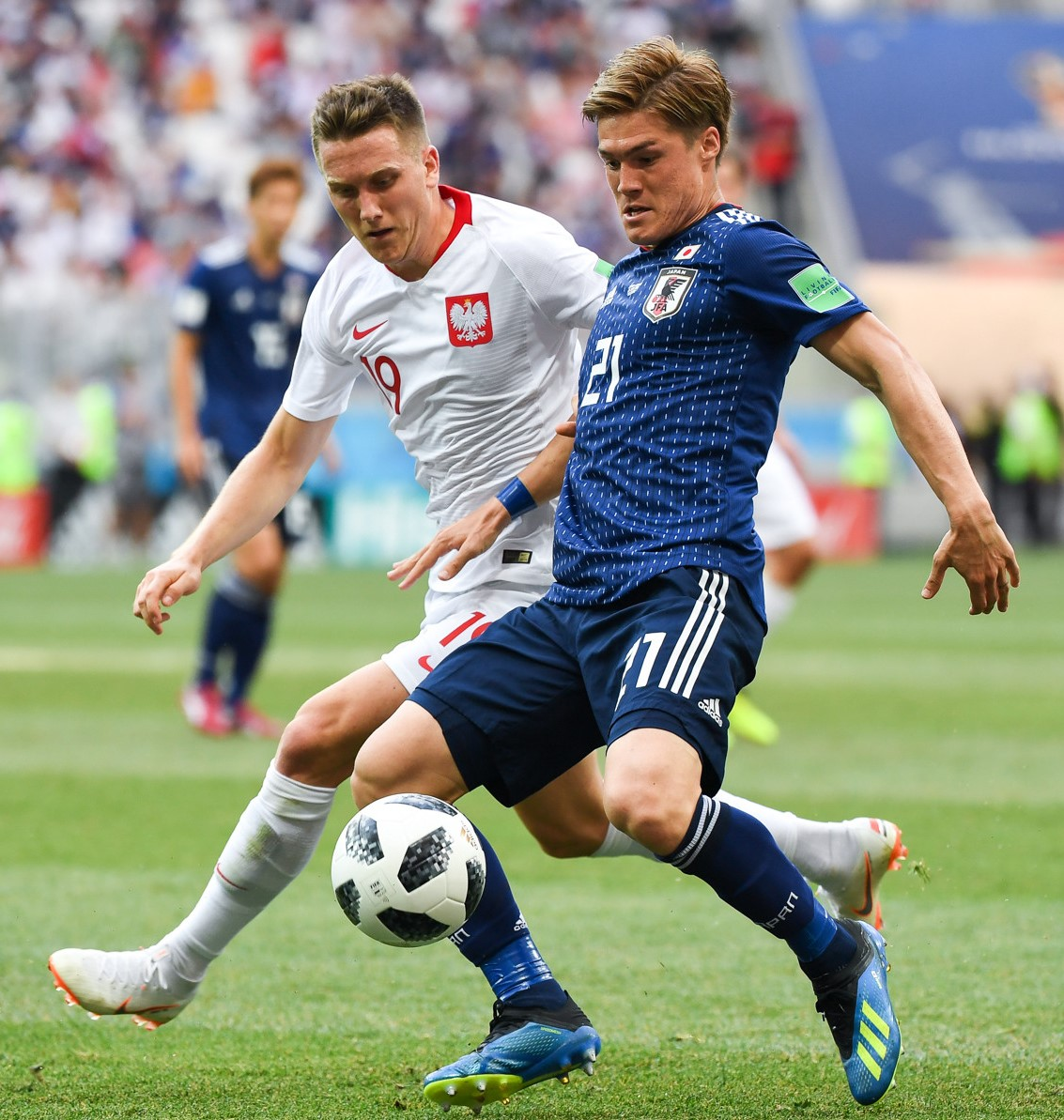
Japon v Pologne

|   | Équipe   | Pts | J | G | N | P | BP | BC | Diff |
| 1 | Colombie | 6   | 3 | 2 | 0 | 1 | 5  | 2  | +3   |
| 2 | Japon    | 4   | 3 | 1 | 1 | 1 | 4  | 4  | 0    |
| 3 | Sénégal  | 4   | 3 | 1 | 1 | 1 | 4  | 4  | 0    |
| 4 | Pologne  | 3   | 3 | 1 | 0 | 2 | 2  | 5  | -3   |

1re journée
| Match 16                       | Colombie     | 1 - 2   | Japon                                 | Stade de Mordovie, Saransk                                                    |                                                                               |
| 19 juin 2018 15 h heure locale | Quintero 39e | (1 - 1) | 6e (pen.) Kagawa · 73e Osako (Honda ) | Spectateurs : 40 842 Arbitrage : Damir Skomina Arbitre vidéo : Danny Makkelie | Spectateurs : 40 842 Arbitrage : Damir Skomina Arbitre vidéo : Danny Makkelie |
| 19 juin 2018 15 h heure locale | Rapport      |         |                                       | Spectateurs : 40 842 Arbitrage : Damir Skomina Arbitre vidéo : Danny Makkelie | Spectateurs : 40 842 Arbitrage : Damir Skomina Arbitre vidéo : Danny Makkelie |

| Match 15                       | Pologne                    | 1 - 2   | Sénégal                      | Stade du Spartak, Moscou                                                           |                                                                                    |
| 19 juin 2018 18 h heure locale | ( Grosicki) Krychowiak 86e | (0 - 1) | 37e (csc) Cionek · 60e Niang | Spectateurs : 44 190 Arbitrage : Nawaf Shukralla Arbitre vidéo : Artur Soares Dias | Spectateurs : 44 190 Arbitrage : Nawaf Shukralla Arbitre vidéo : Artur Soares Dias |
| 19 juin 2018 18 h heure locale | Rapport                    |         |                              | Spectateurs : 44 190 Arbitrage : Nawaf Shukralla Arbitre vidéo : Artur Soares Dias | Spectateurs : 44 190 Arbitrage : Nawaf Shukralla Arbitre vidéo : Artur Soares Dias |

2e journée
| Match 32                       | Japon                                    | 2 - 2   | Sénégal                       | Iekaterinbourg Arena, Iekaterinbourg                                                 |                                                                                      |
| 24 juin 2018 20 h heure locale | ( Nagatomo) Inui 34e · ( Inui) Honda 78e | (1 - 1) | 11e Mané · 71e Wagué (Niang ) | Spectateurs : 32 572 Arbitrage : Gianluca Rocchi Arbitre vidéo : Massimiliano Irrati | Spectateurs : 32 572 Arbitrage : Gianluca Rocchi Arbitre vidéo : Massimiliano Irrati |
| 24 juin 2018 20 h heure locale | Rapport                                  |         |                               | Spectateurs : 32 572 Arbitrage : Gianluca Rocchi Arbitre vidéo : Massimiliano Irrati | Spectateurs : 32 572 Arbitrage : Gianluca Rocchi Arbitre vidéo : Massimiliano Irrati |

| Match 31                       | Pologne | 0 - 3   | Colombie                                                                      | Kazan Arena, Kazan                                                                 |                                                                                    |
| 24 juin 2018 21 h heure locale |         | (0 - 1) | 40e Mina (Rodríguez ) · 70e Falcao (Quintero ) · 75e J. Cuadrado (Rodríguez ) | Spectateurs : 42 873 Arbitrage : César Arturo Ramos Arbitre vidéo : Mauro Vigliano | Spectateurs : 42 873 Arbitrage : César Arturo Ramos Arbitre vidéo : Mauro Vigliano |
| 24 juin 2018 21 h heure locale | Rapport |         |                                                                               | Spectateurs : 42 873 Arbitrage : César Arturo Ramos Arbitre vidéo : Mauro Vigliano | Spectateurs : 42 873 Arbitrage : César Arturo Ramos Arbitre vidéo : Mauro Vigliano |

3e journée
| Match 47                       | Japon   | 0 - 1   | Pologne                 | Volgograd Arena, Volgograd                                                    |                                                                               |
| 28 juin 2018 18 h heure locale |         | (0 - 0) | 59e Bednarek (Kurzawa ) | Spectateurs : 42 189 Arbitrage : Janny Sikazwe Arbitre vidéo : Daniele Orsato | Spectateurs : 42 189 Arbitrage : Janny Sikazwe Arbitre vidéo : Daniele Orsato |
| 28 juin 2018 18 h heure locale | Rapport |         |                         | Spectateurs : 42 189 Arbitrage : Janny Sikazwe Arbitre vidéo : Daniele Orsato | Spectateurs : 42 189 Arbitrage : Janny Sikazwe Arbitre vidéo : Daniele Orsato |

| Match 48                       | Sénégal | 0 - 1   | Colombie             | Samara Arena, Samara                                                          |                                                                               |
| 28 juin 2018 18 h heure locale |         | (0 - 0) | 74e Mina (Quintero ) | Spectateurs : 41 970 Arbitrage : Milorad Mazic Arbitre vidéo : Danny Makkelie | Spectateurs : 41 970 Arbitrage : Milorad Mazic Arbitre vidéo : Danny Makkelie |
| 28 juin 2018 18 h heure locale | Rapport |         |                      | Spectateurs : 41 970 Arbitrage : Milorad Mazic Arbitre vidéo : Danny Makkelie | Spectateurs : 41 970 Arbitrage : Milorad Mazic Arbitre vidéo : Danny Makkelie |

À l'issue de la dernière journée qui voit les victoires de la Colombie 1-0 face au Sénégal, et de la Pologne (déjà éliminée) sur le même score devant le Japon, les Lions de la Teranga et les Samuraï Blues se retrouvent à égalité parfaite à la deuxième place derrière la Colombie : même nombre de points, même différence de buts, autant de buts marqués (4) et match nul 2-2 entre les deux équipes. C'est le critère disciplinaire qui est utilisé pour les départager : le nombre de cartons jaunes reçus, six pour le Sénégal contre quatre pour le Japon, est favorable à l'équipe asiatique qui gagne sa place en huitièmes de finale. C'est une situation inédite, puisque pour la première fois deux équipes sont départagées de la sorte. La règle disciplinaire qui a fait son entrée lors de ce mondial 2018 a ainsi permis d'éviter un tirage au sort. Aucune équipe africaine ne parvient donc à franchir le premier tour de ce Mondial, il faut remonter à 1982 pour constater l'absence totale des équipes africaines au second tour de la compétition.

### Tableau final
Toutes les rencontres sont à élimination directe, du stade des huitièmes de finale jusqu'à celui de la finale.
Si les deux équipes qui s'affrontent sont à égalité à la fin du temps règlementaire de 90 minutes, une prolongation (ap) de deux fois 15 minutes est jouée. Si les deux équipes sont toujours à égalité à la fin de la prolongation, une épreuve de tirs au but (tab) est disputée afin de décider de la qualification pour le tour suivant, ou de l'obtention du titre s'il s'agit de la finale.
En plus des trois changements de joueurs autorisés pendant le temps réglementaire, un quatrième changement est désormais possible lors de la prolongation.
|  | Huitièmes de finale                   | Huitièmes de finale                   |          |                                | Quarts de finale               | Quarts de finale           |   |  | Demi-finales                   | Demi-finales                   |  |  | Finale                               | Finale                               |
|  | Huitièmes de finale                   | Huitièmes de finale                   |          |                                | Quarts de finale               | Quarts de finale           |   |  | Demi-finales                   | Demi-finales                   |  |  | Finale                               | Finale                               |
|  |                                       |                                       |          |                                |                                |                            |   |  |                                |                                |  |  |                                      |                                      |
|  | 30 juin à Sotchi                      | 30 juin à Sotchi                      |          |                                | 6 juillet à Nijni Novgorod     | 6 juillet à Nijni Novgorod |   |  | 10 juillet à Saint-Pétersbourg | 10 juillet à Saint-Pétersbourg |  |  | 15 juillet à Moscou (Stade Loujniki) | 15 juillet à Moscou (Stade Loujniki) |
|  | 30 juin à Sotchi                      | 30 juin à Sotchi                      |          |                                | 6 juillet à Nijni Novgorod     | 6 juillet à Nijni Novgorod |   |  | 10 juillet à Saint-Pétersbourg | 10 juillet à Saint-Pétersbourg |  |  | 15 juillet à Moscou (Stade Loujniki) | 15 juillet à Moscou (Stade Loujniki) |
|  | Uruguay                               | 2                                     |          |                                | 6 juillet à Nijni Novgorod     | 6 juillet à Nijni Novgorod |   |  | 10 juillet à Saint-Pétersbourg | 10 juillet à Saint-Pétersbourg |  |  | 15 juillet à Moscou (Stade Loujniki) | 15 juillet à Moscou (Stade Loujniki) |
|  | Uruguay                               | 2                                     |          |                                | 6 juillet à Nijni Novgorod     | 6 juillet à Nijni Novgorod |   |  | 10 juillet à Saint-Pétersbourg | 10 juillet à Saint-Pétersbourg |  |  | 15 juillet à Moscou (Stade Loujniki) | 15 juillet à Moscou (Stade Loujniki) |
|  | Portugal                              | 1                                     |          |                                | 6 juillet à Nijni Novgorod     | 6 juillet à Nijni Novgorod |   |  | 10 juillet à Saint-Pétersbourg | 10 juillet à Saint-Pétersbourg |  |  | 15 juillet à Moscou (Stade Loujniki) | 15 juillet à Moscou (Stade Loujniki) |
|  | Portugal                              | 1                                     | Uruguay  | 0                              |                                |                            |   |  | 10 juillet à Saint-Pétersbourg | 10 juillet à Saint-Pétersbourg |  |  | 15 juillet à Moscou (Stade Loujniki) | 15 juillet à Moscou (Stade Loujniki) |
|  | 30 juin à Kazan                       |                                       | Uruguay  | 0                              |                                |                            |   |  | 10 juillet à Saint-Pétersbourg | 10 juillet à Saint-Pétersbourg |  |  | 15 juillet à Moscou (Stade Loujniki) | 15 juillet à Moscou (Stade Loujniki) |
|  |                                       | France                                | 2        |                                |                                |                            |   |  | 10 juillet à Saint-Pétersbourg | 10 juillet à Saint-Pétersbourg |  |  | 15 juillet à Moscou (Stade Loujniki) | 15 juillet à Moscou (Stade Loujniki) |
|  | France                                | France                                | 2        | 4                              |                                |                            |   |  | 10 juillet à Saint-Pétersbourg | 10 juillet à Saint-Pétersbourg |  |  | 15 juillet à Moscou (Stade Loujniki) | 15 juillet à Moscou (Stade Loujniki) |
|  | France                                | 6 juillet à Kazan                     |          | 4                              |                                |                            |   |  | 10 juillet à Saint-Pétersbourg | 10 juillet à Saint-Pétersbourg |  |  | 15 juillet à Moscou (Stade Loujniki) | 15 juillet à Moscou (Stade Loujniki) |
|  | Argentine                             | 3                                     |          |                                |                                |                            |   |  | 10 juillet à Saint-Pétersbourg | 10 juillet à Saint-Pétersbourg |  |  | 15 juillet à Moscou (Stade Loujniki) | 15 juillet à Moscou (Stade Loujniki) |
|  | Argentine                             | 3                                     | France   | 1                              |                                |                            |   |  |                                |                                |  |  | 15 juillet à Moscou (Stade Loujniki) | 15 juillet à Moscou (Stade Loujniki) |
|  | 2 juillet à Samara                    |                                       | France   | 1                              |                                |                            |   |  |                                |                                |  |  | 15 juillet à Moscou (Stade Loujniki) | 15 juillet à Moscou (Stade Loujniki) |
|  |                                       | Belgique                              | 0        |                                |                                |                            |   |  |                                |                                |  |  | 15 juillet à Moscou (Stade Loujniki) | 15 juillet à Moscou (Stade Loujniki) |
|  | Brésil                                | Belgique                              | 0        | 2                              |                                |                            |   |  |                                |                                |  |  | 15 juillet à Moscou (Stade Loujniki) | 15 juillet à Moscou (Stade Loujniki) |
|  | Brésil                                | 11 juillet à Moscou (Stade Loujniki)  |          | 2                              |                                |                            |   |  |                                |                                |  |  | 15 juillet à Moscou (Stade Loujniki) | 15 juillet à Moscou (Stade Loujniki) |
|  | Mexique                               | 0                                     |          |                                |                                |                            |   |  |                                |                                |  |  | 15 juillet à Moscou (Stade Loujniki) | 15 juillet à Moscou (Stade Loujniki) |
|  | Mexique                               | 0                                     | Brésil   | 1                              |                                |                            |   |  |                                |                                |  |  | 15 juillet à Moscou (Stade Loujniki) | 15 juillet à Moscou (Stade Loujniki) |
|  | 2 juillet à Rostov-sur-le-Don         |                                       | Brésil   | 1                              |                                |                            |   |  |                                |                                |  |  | 15 juillet à Moscou (Stade Loujniki) | 15 juillet à Moscou (Stade Loujniki) |
|  |                                       | Belgique                              | 2        |                                |                                |                            |   |  |                                |                                |  |  | 15 juillet à Moscou (Stade Loujniki) | 15 juillet à Moscou (Stade Loujniki) |
|  | Belgique                              | Belgique                              | 2        | 3                              |                                |                            |   |  |                                |                                |  |  | 15 juillet à Moscou (Stade Loujniki) | 15 juillet à Moscou (Stade Loujniki) |
|  | Belgique                              | 7 juillet à Sotchi                    |          | 3                              |                                |                            |   |  |                                |                                |  |  | 15 juillet à Moscou (Stade Loujniki) | 15 juillet à Moscou (Stade Loujniki) |
|  | Japon                                 | 2                                     |          |                                |                                |                            |   |  |                                |                                |  |  | 15 juillet à Moscou (Stade Loujniki) | 15 juillet à Moscou (Stade Loujniki) |
|  | Japon                                 | 2                                     | France   | 4                              |                                |                            |   |  |                                |                                |  |  |                                      |                                      |
|  | 1er juillet à Moscou (Stade Loujniki) |                                       | France   | 4                              |                                |                            |   |  |                                |                                |  |  |                                      |                                      |
|  |                                       | Croatie                               | 2        |                                |                                |                            |   |  |                                |                                |  |  |                                      |                                      |
|  | Espagne                               | Croatie                               | 2        | 1ap (3)                        |                                |                            |   |  |                                |                                |  |  |                                      |                                      |
|  | Espagne                               |                                       |          | 1ap (3)                        |                                |                            |   |  |                                |                                |  |  |                                      |                                      |
|  | Russie                                | 1 tab(4)                              |          |                                |                                |                            |   |  |                                |                                |  |  |                                      |                                      |
|  | Russie                                | 1 tab(4)                              | Russie   | 2ap (3)                        |                                |                            |   |  |                                |                                |  |  |                                      |                                      |
|  | 1er juillet à Nijni Novgorod          |                                       | Russie   | 2ap (3)                        |                                |                            |   |  |                                |                                |  |  |                                      |                                      |
|  |                                       | Croatie                               | 2 tab(4) |                                |                                |                            |   |  |                                |                                |  |  |                                      |                                      |
|  | Croatie                               | Croatie                               | 2 tab(4) | 1ap (3)                        |                                |                            |   |  |                                |                                |  |  |                                      |                                      |
|  | Croatie                               | 7 juillet à Samara                    |          | 1ap (3)                        |                                |                            |   |  |                                |                                |  |  |                                      |                                      |
|  | Danemark                              | 1 tab(2)                              |          |                                |                                |                            |   |  |                                |                                |  |  |                                      |                                      |
|  | Danemark                              | 1 tab(2)                              | Croatie  | 2 ap                           |                                |                            |   |  |                                |                                |  |  |                                      |                                      |
|  | 3 juillet à Saint-Pétersbourg         |                                       | Croatie  | 2 ap                           |                                |                            |   |  |                                |                                |  |  |                                      |                                      |
|  |                                       | Angleterre                            | 1        |                                |                                |                            |   |  |                                |                                |  |  |                                      |                                      |
|  | Suède                                 | Angleterre                            | 1        | 1                              |                                |                            |   |  |                                |                                |  |  |                                      |                                      |
|  | Suède                                 |                                       |          | 1                              |                                |                            |   |  |                                |                                |  |  |                                      |                                      |
|  | Suisse                                | 0                                     |          | Match pour la 3e place         | Match pour la 3e place         |                            |   |  |                                |                                |  |  |                                      |                                      |
|  | Suisse                                | 0                                     | Suède    | Match pour la 3e place         | Match pour la 3e place         | 0                          |   |  |                                |                                |  |  |                                      |                                      |
|  | 3 juillet à Moscou (Stade du Spartak) | 3 juillet à Moscou (Stade du Spartak) | Suède    | 14 juillet à Saint-Pétersbourg | 14 juillet à Saint-Pétersbourg | 0                          |   |  |                                |                                |  |  |                                      |                                      |
|  | 3 juillet à Moscou (Stade du Spartak) | 3 juillet à Moscou (Stade du Spartak) |          | 14 juillet à Saint-Pétersbourg | 14 juillet à Saint-Pétersbourg | Angleterre                 | 2 |  |                                |                                |  |  |                                      |                                      |
|  | Colombie                              | 1ap (3)                               | Belgique | 2                              |                                | Angleterre                 | 2 |  |                                |                                |  |  |                                      |                                      |
|  | Colombie                              | 1ap (3)                               | Belgique | 2                              |                                |                            |   |  |                                |                                |  |  |                                      |                                      |
|  | Angleterre                            | 1 tab(4)                              |          | Angleterre                     | 0                              |                            |   |  |                                |                                |  |  |                                      |                                      |
|  | Angleterre                            | 1 tab(4)                              |          | Angleterre                     | 0                              |                            |   |  |                                |                                |  |  |                                      |                                      |

#### Huitièmes de finale
| Match 50                       | France                                                                             | 4 - 3   | Argentine                                                             | Kazan Arena, Kazan                                                                   |                                                                                      |
| 30 juin 2018 17 h heure locale | Griezmann 13e (pen.) · ( Hernandez) Pavard 57e · Mbappé 64e · ( Giroud) Mbappé 68e | (1 - 1) | 41e Di María (Banega ) · 48e Mercado (Messi ) · 90+3e Agüero (Messi ) | Spectateurs : 42 873 Arbitrage : Alireza Faghani Arbitre vidéo : Massimiliano Irrati | Spectateurs : 42 873 Arbitrage : Alireza Faghani Arbitre vidéo : Massimiliano Irrati |
| 30 juin 2018 17 h heure locale | Rapport                                                                            |         |                                                                       | Spectateurs : 42 873 Arbitrage : Alireza Faghani Arbitre vidéo : Massimiliano Irrati | Spectateurs : 42 873 Arbitrage : Alireza Faghani Arbitre vidéo : Massimiliano Irrati |

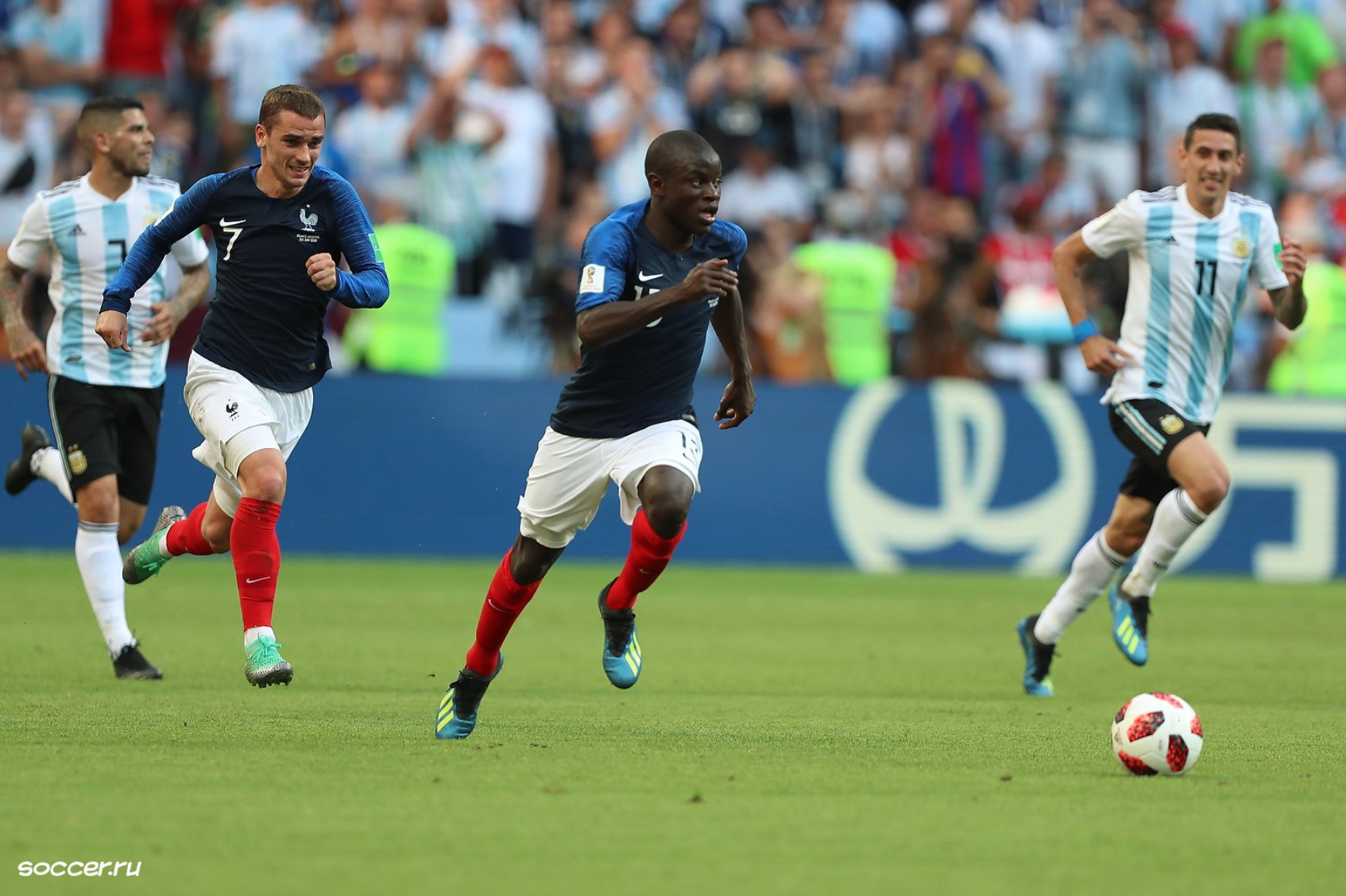
France v Argentine

 Dans ce premier huitième de finale, la France affronte l'Argentine, sortie in extremis de son groupe grâce à une victoire face au Nigeria obtenue dans les derniers instants. Le début du match est à l'avantage des Français qui se veulent très pragmatiques et opèrent en contre-attaque grâce, notamment, à la vitesse de Kylian Mbappé qui provoque en première mi-temps trois coups francs dangereux et un pénalty transformé par Antoine Griezmann. Néanmoins, l'Albiceleste parvient à renverser la situation en menant 2-1 au bout de 50 minutes grâce à Ángel Di María (d'un tir des 25 m) et Gabriel Mercado (qui dévie une frappe de Lionel Messi et prend Hugo Lloris à contre-pied), sur un manque d'attention de la défense tricolore. Finalement les Bleus remontent au score : Benjamin Pavard égalise d'une reprise en demi-volée aux 20 m de l'extérieur du pied droit sur un centre de Lucas Hernandez, qui sera à l'issue de la compétition élu le meilleur but de la Coupe du monde 2018, puis Mbappé marque deux buts en l'espace de quatre minutes, le premier en crochetant dans la surface pour se dégager un angle de tir, le deuxième à l'arrivée d'une action collective partant d'une relance de Hugo Lloris pour aboutir à une passe décisive d'Olivier Giroud. Kylian Mbappé est le plus jeune joueur à inscrire un doublé en match éliminatoire de la Coupe du monde depuis Pelé en 1958. L'équipe de France sort ainsi vainqueur de la confrontation, malgré une tête victorieuse de Sergio Agüero dans le temps additionnel sur un centre de Lionel Messi. La France est donc qualifiée pour les quarts de finale, mais encaisse trois buts dans un match de coupe du monde pour la première fois depuis 1982.
| Match 49                       | Uruguay                                       | 2 - 1   | Portugal              | Stade Ficht, Sotchi                                                             |                                                                                 |
| 30 juin 2018 21 h heure locale | ( Suárez) Cavani 7e · ( Bentancur) Cavani 62e | (1 - 0) | 55e Pepe (Guerreiro ) | Spectateurs : 44 287 Arbitrage : César Arturo Ramos Arbitre vidéo : Mark Geiger | Spectateurs : 44 287 Arbitrage : César Arturo Ramos Arbitre vidéo : Mark Geiger |
| 30 juin 2018 21 h heure locale | Rapport                                       |         |                       | Spectateurs : 44 287 Arbitrage : César Arturo Ramos Arbitre vidéo : Mark Geiger | Spectateurs : 44 287 Arbitrage : César Arturo Ramos Arbitre vidéo : Mark Geiger |

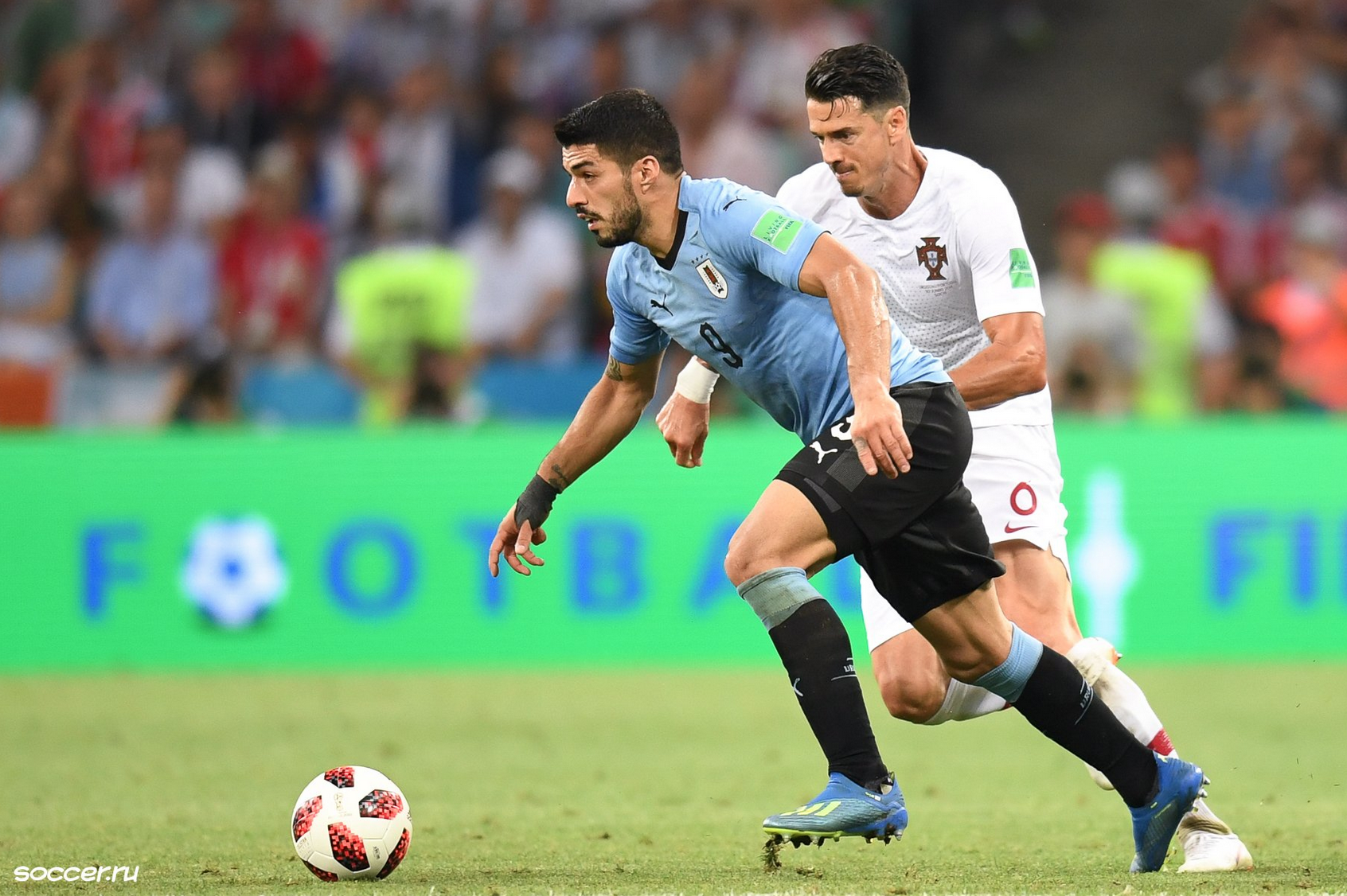
Uruguay v Portugal

 L'Uruguay ouvre le score sur un long une-deux entre ses deux attaquants : Edinson Cavani d'un coté du terrain, adresse une transversale à Luis Suárez situé de l'autre coté, et ce dernier effectue le même geste pour lui déposer le ballon sur la tête dans sa course, au second poteau. Le Portugal égalise en deuxième mi-temps sur un corner joué à deux et une reprise de la tête de Pepe qui s'élève plus haut que tout le monde, mettant ainsi fin à la période d'invincibilité de Muslera, la plus longue du tournoi. Enfin, à la 62e minute, un dégagement du gardien Fernando Muslera trouve Rodrigo Bentancur qui décale Cavani sur sa gauche, l'avant-centre parisien enroulant sa frappe pour tromper une nouvelle fois Rui Patrício. Le score en reste à 2-1 et l'Uruguay se qualifie pour affronter la France en quart de finale.
| Match 51                           | Espagne                                | 1 - 1 a. p.           | Russie                                        | Stade Loujniki, Moscou                                                        |                                                                               |
| 1er juillet 2018 17 h heure locale | Ignachevitch 12e (csc)                 | (1 - 1, 1 - 1, 1 - 1) | 41e (pen.) Dziouba                            | Spectateurs : 78 011 Arbitrage : Björn Kuipers Arbitre vidéo : Danny Makkelie | Spectateurs : 78 011 Arbitrage : Björn Kuipers Arbitre vidéo : Danny Makkelie |
| 1er juillet 2018 17 h heure locale | Rapport                                |                       |                                               | Spectateurs : 78 011 Arbitrage : Björn Kuipers Arbitre vidéo : Danny Makkelie | Spectateurs : 78 011 Arbitrage : Björn Kuipers Arbitre vidéo : Danny Makkelie |
| 1er juillet 2018 17 h heure locale | Iniesta · Piqué · Koke · Ramos · Aspas | Tirs au but 3 - 4     | Smolov · Ignachevitch · Golovine · Tcherychev | Spectateurs : 78 011 Arbitrage : Björn Kuipers Arbitre vidéo : Danny Makkelie | Spectateurs : 78 011 Arbitrage : Björn Kuipers Arbitre vidéo : Danny Makkelie |

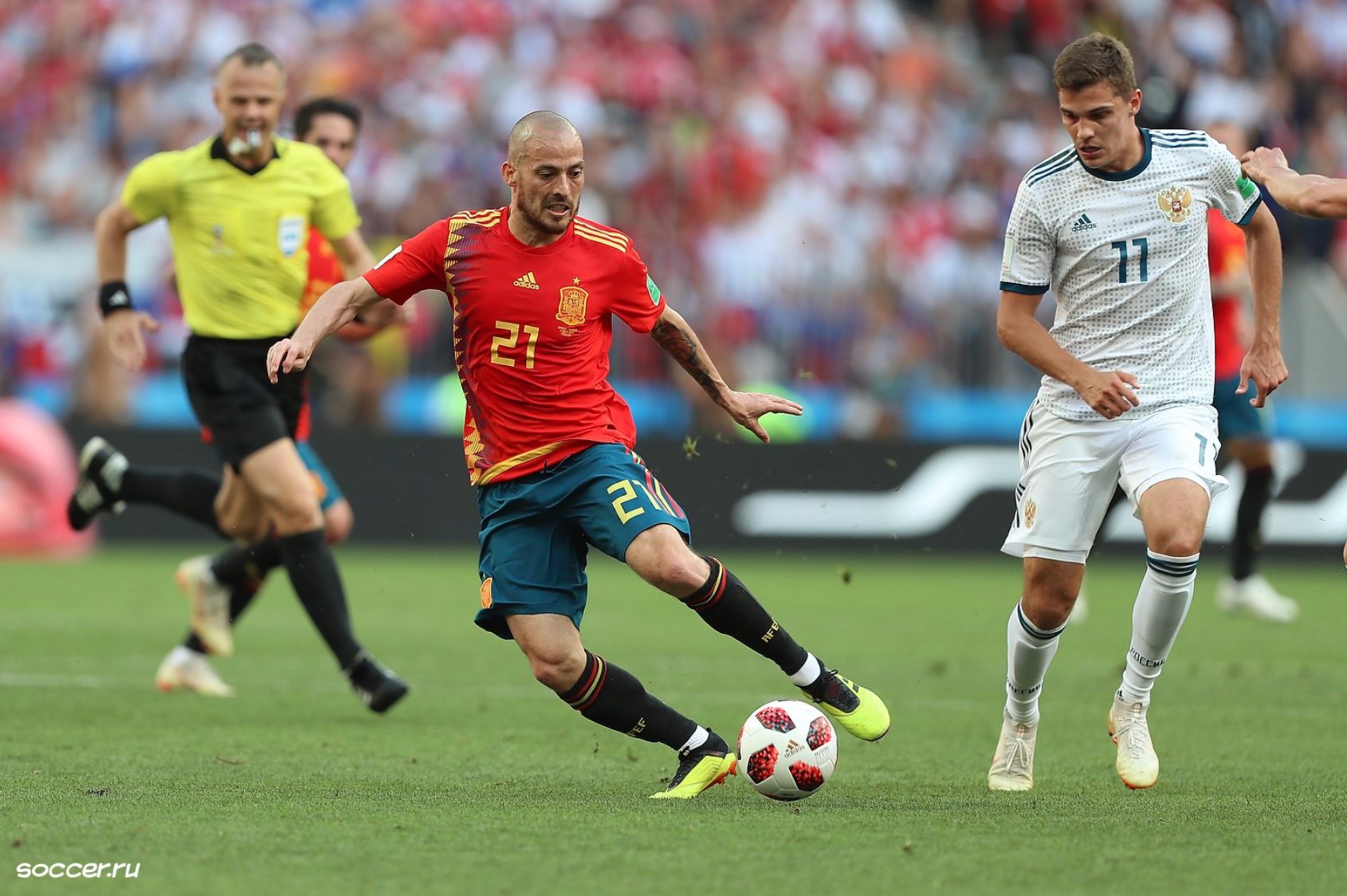
Espagne v Russie

Les Espagnols pratiquent leur fameux tiki-taka jusqu'à la caricature, avec 85 % de possession de balle et un double record de 1 029 passes en tout, dont 141 pour le seul Sergio Ramos. Mais ce style de jeu qui a valu tant de succès à la Roja est impuissant face à la défense renforcée des Russes. Ainsi, après un malheureux but contre son camp de Sergueï Ignachevitch à la lutte avec Sergio Ramos devant la cage d'Igor Akinfeïev et une égalisation en fin de première mi-temps d'Artyom Dziouba sur un pénalty sifflé pour une main de Gerard Piqué, le jeu espagnol reste improductif jusqu'à la fin de la prolongation. Les quatre tireurs russes réussissent leurs tirs au but, Akinfeïev repousse ceux de Koke et d'Iago Aspas (en déviant ce dernier du bout du pied), et il qualifie la Russie pour les quarts de finale. La presse espagnole est quasi unanime à estimer que le limogeage de l'entraîneur Julen Lopetegui à deux jours du début de la compétition (à la suite de l'annonce de son arrivée au Real Madrid), et son remplacement au pied levé par Fernando Hierro sont largement responsables de ce fiasco. À noter également que lors de ce match, le Russe Alexandre Ierokhine devient le premier joueur de l’histoire de la Coupe du monde à bénéficier de la nouvelle règle de la FIFA autorisant un quatrième changement lors des prolongations d’un match. 
| Match 52                           | Croatie                                        | 1 - 1 a. p.           | Danemark                                             | Stade de Nijni Novgorod, Nijni Novgorod                                       |                                                                               |
| 1er juillet 2018 21 h heure locale | Mandžukić 4e                                   | (1 - 1, 1 - 1, 1 - 1) | 1re M. Jørgensen (Delaney )                          | Spectateurs : 40 851 Arbitrage : Néstor Pitana Arbitre vidéo : Mauro Vigliano | Spectateurs : 40 851 Arbitrage : Néstor Pitana Arbitre vidéo : Mauro Vigliano |
| 1er juillet 2018 21 h heure locale | Rapport                                        |                       |                                                      | Spectateurs : 40 851 Arbitrage : Néstor Pitana Arbitre vidéo : Mauro Vigliano | Spectateurs : 40 851 Arbitrage : Néstor Pitana Arbitre vidéo : Mauro Vigliano |
| 1er juillet 2018 21 h heure locale | Badelj · Kramarić · Modrić · Pivarić · Rakitić | Tirs au but 3 - 2     | Eriksen · Kjær · Krohn-Dehli · Schöne · N. Jørgensen | Spectateurs : 40 851 Arbitrage : Néstor Pitana Arbitre vidéo : Mauro Vigliano | Spectateurs : 40 851 Arbitrage : Néstor Pitana Arbitre vidéo : Mauro Vigliano |

Les deux gardiens de but, Kasper Schmeichel et Danijel Subašić, se mettent particulièrement en valeur dans ce huitième de finale qui s'achève aux tirs au but. Les deux seuls buts du match sont inscrits dans les quatre premières minutes, par le Danois Mathias Jørgensen puis le Croate Mario Mandžukić, tous deux marquant de près dans une surface embouteillée. L'organisation danoise annihile ensuite les intentions croates. À quatre minutes de la fin de la prolongation, Ante Rebić est fauché dans les 6 mètres. Luka Modrić tire le pénalty et Schmeichel l'arrête. Lors de la séance de tirs au but, le fils de Peter Schmeichel arrête deux tirs, mais Danijel Subašić en arrête trois, exploit rarissime, et délivre l'équipe croate, prête à défier la Russie en quart de finale.
| Match 53                         | Brésil                              | 2 - 0   | Mexique | Stade de Samara, Samara                                                              |                                                                                      |
| 2 juillet 2018 18 h heure locale | ( Willian) Neymar 51e · Firmino 88e | (0 - 0) |         | Spectateurs : 41 970 Arbitrage : Gianluca Rocchi Arbitre vidéo : Massimiliano Irrati | Spectateurs : 41 970 Arbitrage : Gianluca Rocchi Arbitre vidéo : Massimiliano Irrati |
| 2 juillet 2018 18 h heure locale | Rapport                             |         |         | Spectateurs : 41 970 Arbitrage : Gianluca Rocchi Arbitre vidéo : Massimiliano Irrati | Spectateurs : 41 970 Arbitrage : Gianluca Rocchi Arbitre vidéo : Massimiliano Irrati |

Le Mexique subit sa septième élimination consécutive en huitièmes de finale de la Coupe du monde, tandis que le Brésil redevient la seule équipe ayant marqué le plus de buts depuis 1930, avec 228 réalisations. Neymar est l'acteur principal de la victoire 2-0 du Brésil qui n'a jamais vraiment tremblé face à El Tri. Par les nombreuses fautes dont il est victime, en rajoutant par moments, puis en étant au départ (une talonnade pour Willian) et à l'arrivée (reprise du bout du pied du centre à ras de terre de ce dernier) du premier but, avant d'être impliqué dans le deuxième : débordement, centre dévié par le gardien Guillermo Ochoa dans les pieds de Roberto Firmino qui scelle le score à la 88e minute.
| Match 54                         | Belgique                                                             | 3 - 2   | Japon                                           | Rostov Arena, Rostov-sur-le-Don                                               |                                                                               |
| 2 juillet 2018 21 h heure locale | Vertonghen 69e · ( E. Hazard) Fellaini 74e · ( Meunier) Chadli 90+4e | (0 - 0) | 48e Haraguchi (Shibasaki ) · 52e Inui (Kagawa ) | Spectateurs : 41 466 Arbitrage : Malang Diedhiou Arbitre vidéo : Felix Zwayer | Spectateurs : 41 466 Arbitrage : Malang Diedhiou Arbitre vidéo : Felix Zwayer |
| 2 juillet 2018 21 h heure locale | Rapport                                                              |         |                                                 | Spectateurs : 41 466 Arbitrage : Malang Diedhiou Arbitre vidéo : Felix Zwayer | Spectateurs : 41 466 Arbitrage : Malang Diedhiou Arbitre vidéo : Felix Zwayer |

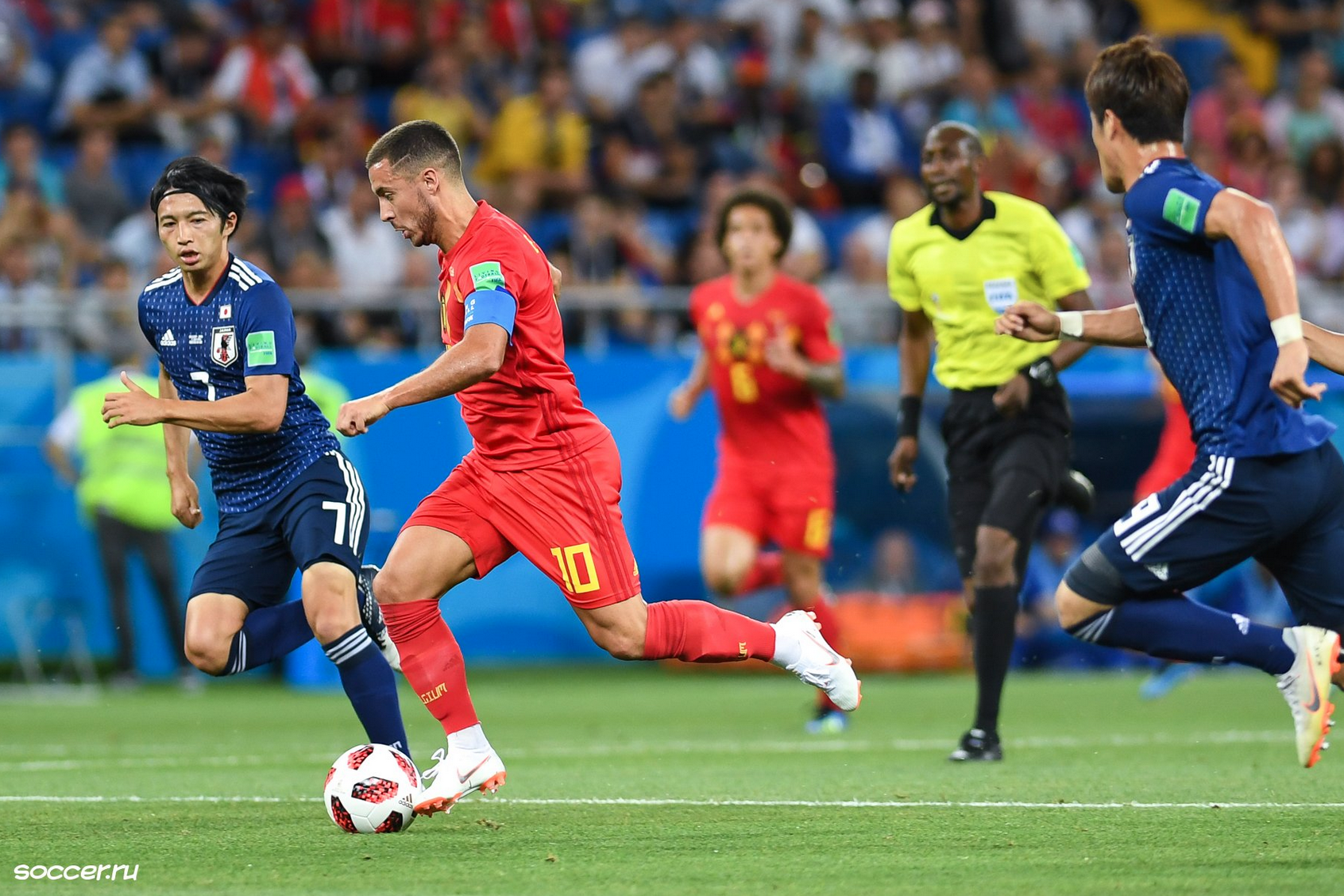
Belgique v Japon

Les Diables Rouges sont cueillis à froid par les Samurai Blues en début de deuxième mi-temps : deux buts marqués en l'espace de quatre minutes par Genki Haraguchi qui bat Thibaut Courtois d'une frappe croisée après un contre et une intervention ratée de Jan Vertonghen, puis par Takashi Inui, laissé libre d'armer un tir puissant devant la surface. En Coupe du monde, aucune équipe n'avait réussi au cours d'un match à élimination directe à remonter 2 buts de handicap pour l'emporter depuis l'Allemagne de l'Ouest en 1970 (victoire 3-2 contre l'Angleterre). Plus récemment, en 1982, l'Allemagne de l'Ouest avait également comblé un déficit de deux buts face à la France mais n'avait obtenu sa qualification qu'aux tirs au but (sans gagner le match donc). Et les Belges vont à leur tour réaliser cette performance rare en renversant le score : tout d'abord sur une tête envoyée du bord de la surface par Vertonghen qui atterrit dans la lucarne, sans que l'on sache si l'intention du joueur était de marquer ou de remettre la balle dans le paquet. Juste avant ce premier but belge, l'entraîneur Roberto Martinez a fait entrer les remplaçants Marouane Fellaini et Nacer Chadli sur le terrain : le premier égalise d'une tête puissante sur un centre d'Eden Hazard, le second délivre les siens à la dernière minute des arrêts de jeu : après un corner japonais, Courtois relance rapidement à la main sur Kevin De Bruyne, ce dernier transmet à Thomas Meunier à droite du terrain, il centre, Romelu Lukaku mystifie son défenseur en laissant passer la balle pour Chadli qui n'a plus qu'à la pousser dans le but.
| Match 55                         | Suède                    | 1 - 0   | Suisse | Stade Krestovski, Saint-Pétersbourg                                           |                                                                               |
| 3 juillet 2018 17 h heure locale | ( Toivonen) Forsberg 66e | (0 - 0) |        | Spectateurs : 64 042 Arbitrage : Damir Skomina Arbitre vidéo : Daniele Orsato | Spectateurs : 64 042 Arbitrage : Damir Skomina Arbitre vidéo : Daniele Orsato |
| 3 juillet 2018 17 h heure locale | Rapport                  |         |        | Spectateurs : 64 042 Arbitrage : Damir Skomina Arbitre vidéo : Daniele Orsato | Spectateurs : 64 042 Arbitrage : Damir Skomina Arbitre vidéo : Daniele Orsato |

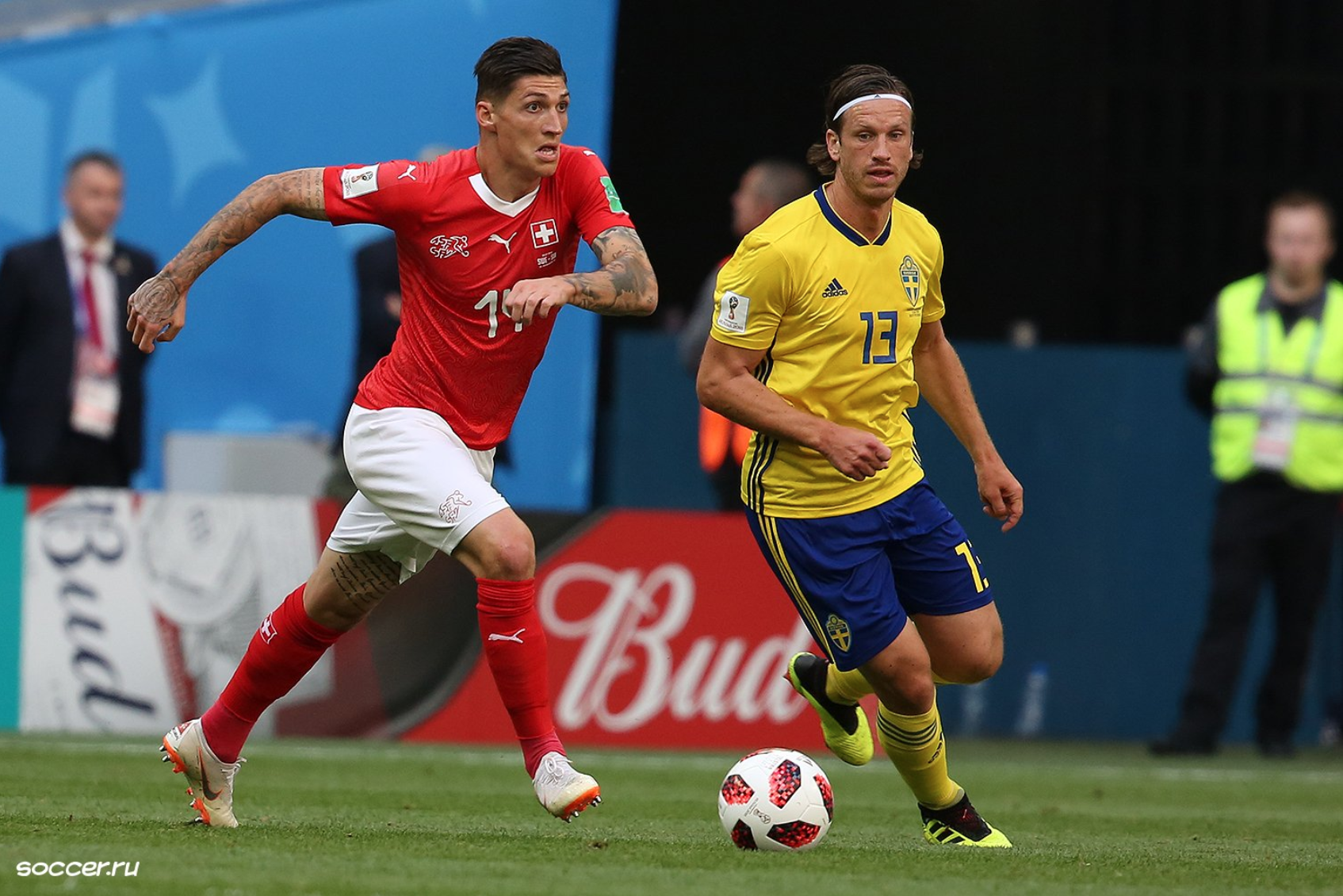
Suède v Suisse

Un but marqué par Emil Forsberg et la Suède, très bien organisée, retrouve les quarts de finale pour la première fois depuis la Coupe du monde 1994. Passée l'heure de jeu, l'attaquant suédois laisse en effet le gardien Yann Sommer sans réaction sur son tir dévié par le défenseur suisse Manuel Akanji. Quant à la Suisse, elle est éliminée en huitièmes de finale d'un tournoi majeur pour la cinquième fois depuis 1994. Le match est pauvre en occasions, la Suisse manque cruellement de créativité et ne parvient que trop rarement à mettre en danger une formation scandinave elle aussi attentiste. En fin de match, dans le temps additionnel, l'arbitre siffle un pénalty pour une faute de Michael Lang sur le Suédois Martin Olsson, qui filait au but, et expulse Lang car celui-ci était en position de dernier défenseur. Mais il apparait après consultation de la VAR que la faute a été commise juste en dehors de la surface : le pénalty est donc annulé et laisse place à un coup franc qui ne donne rien.
| Match 56                         | Colombie                                   | 1 - 1 a. p.           | Angleterre                                    | Stade du Spartak, Moscou                                                    |                                                                             |
| 3 juillet 2018 21 h heure locale | ( J. Cuadrado) Mina 90+3e                  | (0 - 0, 1 - 1, 1 - 1) | 57e (pen.) Kane                               | Spectateurs : 44 190 Arbitrage : Mark Geiger Arbitre vidéo : Danny Makkelie | Spectateurs : 44 190 Arbitrage : Mark Geiger Arbitre vidéo : Danny Makkelie |
| 3 juillet 2018 21 h heure locale | Rapport                                    |                       |                                               | Spectateurs : 44 190 Arbitrage : Mark Geiger Arbitre vidéo : Danny Makkelie | Spectateurs : 44 190 Arbitrage : Mark Geiger Arbitre vidéo : Danny Makkelie |
| 3 juillet 2018 21 h heure locale | Falcao · Cuadrado · Muriel · Uribe · Bacca | Tirs au but 3 - 4     | Kane · Rashford · Henderson · Trippier · Dier | Spectateurs : 44 190 Arbitrage : Mark Geiger Arbitre vidéo : Danny Makkelie | Spectateurs : 44 190 Arbitrage : Mark Geiger Arbitre vidéo : Danny Makkelie |

Privés de leur meneur de jeu et créateur James Rodríguez, blessé, les Cafeteros n'arrivent pas à développer le jeu qui leur a permis de passer le premier tour, face à des Anglais fébriles. Le match est ainsi fermé et haché par les fautes, avec huit cartons jaunes distribués dont six pour les Colombiens. Finalement, les Three Lions obtiennent un pénalty à la 57e minute, pour une faute de Carlos Sánchez sur Harry Kane. Ce dernier marque son 6e et dernier but de la compétition (dont il est le meilleur buteur), le troisième sur pénalty. Dans les arrêts de jeu, sur leur seul corner de la partie, les Colombiens égalisent grâce à une tête piquée du défenseur Yerry Mina qui inscrit son 3e but de la tête dans ce Mondial. La prolongation ne donnant rien, l'Angleterre gagne sa place en quarts de finale aux tirs au but, sur une tentative de Carlos Bacca stoppée par Jordan Pickford et une ultime transformation de Eric Dier. L'équipe anglaise a ainsi vaincu la « malédiction », puisqu'elle n'avait jusqu'alors jamais remporté une séance de tirs au but en Coupe du monde, et restait sur cinq échecs d'affilée dans cet exercice lors des grandes compétitions internationales,,.

#### Quarts de finale
| Match 57                         | Uruguay | 0 - 2   | France                                             | Stade de Nijni Novgorod, Nijni Novgorod                                            |                                                                                    |
| 6 juillet 2018 17 h heure locale |         | (0 - 1) | 40e Varane (Griezmann ) · 61e Griezmann (Tolisso ) | Spectateurs : 43 319 Arbitrage : Néstor Pitana Arbitre vidéo : Massimiliano Irrati | Spectateurs : 43 319 Arbitrage : Néstor Pitana Arbitre vidéo : Massimiliano Irrati |
| 6 juillet 2018 17 h heure locale | Rapport |         |                                                    | Spectateurs : 43 319 Arbitrage : Néstor Pitana Arbitre vidéo : Massimiliano Irrati | Spectateurs : 43 319 Arbitrage : Néstor Pitana Arbitre vidéo : Massimiliano Irrati |

L'équipe de Didier Deschamps maîtrise globalement le match face à des Uruguayens privés de leur attaquant Edinson Cavani, blessé. Raphaël Varane marque le premier but après 40 minutes en coupant de la tête au point de pénalty un coup franc tiré de la droite par Antoine Griezmann. Dans la foulée, Hugo Lloris sauve son équipe en réalisant une parade en extension sur une tête de Martín Cáceres. À l'heure de jeu, Paul Pogba prend le ballon des pieds adverses dans son camp, progresse et transmet à Corentin Tolisso qui trouve Antoine Griezmann sur la gauche à l'extérieur de la surface. Le tir flottant de ce dernier scelle le score, car en essayant de le capter, Fernando Muslera commet une faute de main. Les Bleus ne sont pas mis en danger durant la fin du match et atteignent l'objectif fixé au départ : être présents dans le dernier carré.
| Match 58                         | Brésil                  | 1 - 2   | Belgique                                        | Kazan Arena, Kazan                                                            |                                                                               |
| 6 juillet 2018 21 h heure locale | ( Coutinho) Augusto 76e | (0 - 2) | 13e (csc) Fernandinho · 31e De Bruyne (Lukaku ) | Spectateurs : 42 873 Arbitrage : Milorad Mažić Arbitre vidéo : Daniele Orsato | Spectateurs : 42 873 Arbitrage : Milorad Mažić Arbitre vidéo : Daniele Orsato |
| 6 juillet 2018 21 h heure locale | Rapport                 |         |                                                 | Spectateurs : 42 873 Arbitrage : Milorad Mažić Arbitre vidéo : Daniele Orsato | Spectateurs : 42 873 Arbitrage : Milorad Mažić Arbitre vidéo : Daniele Orsato |

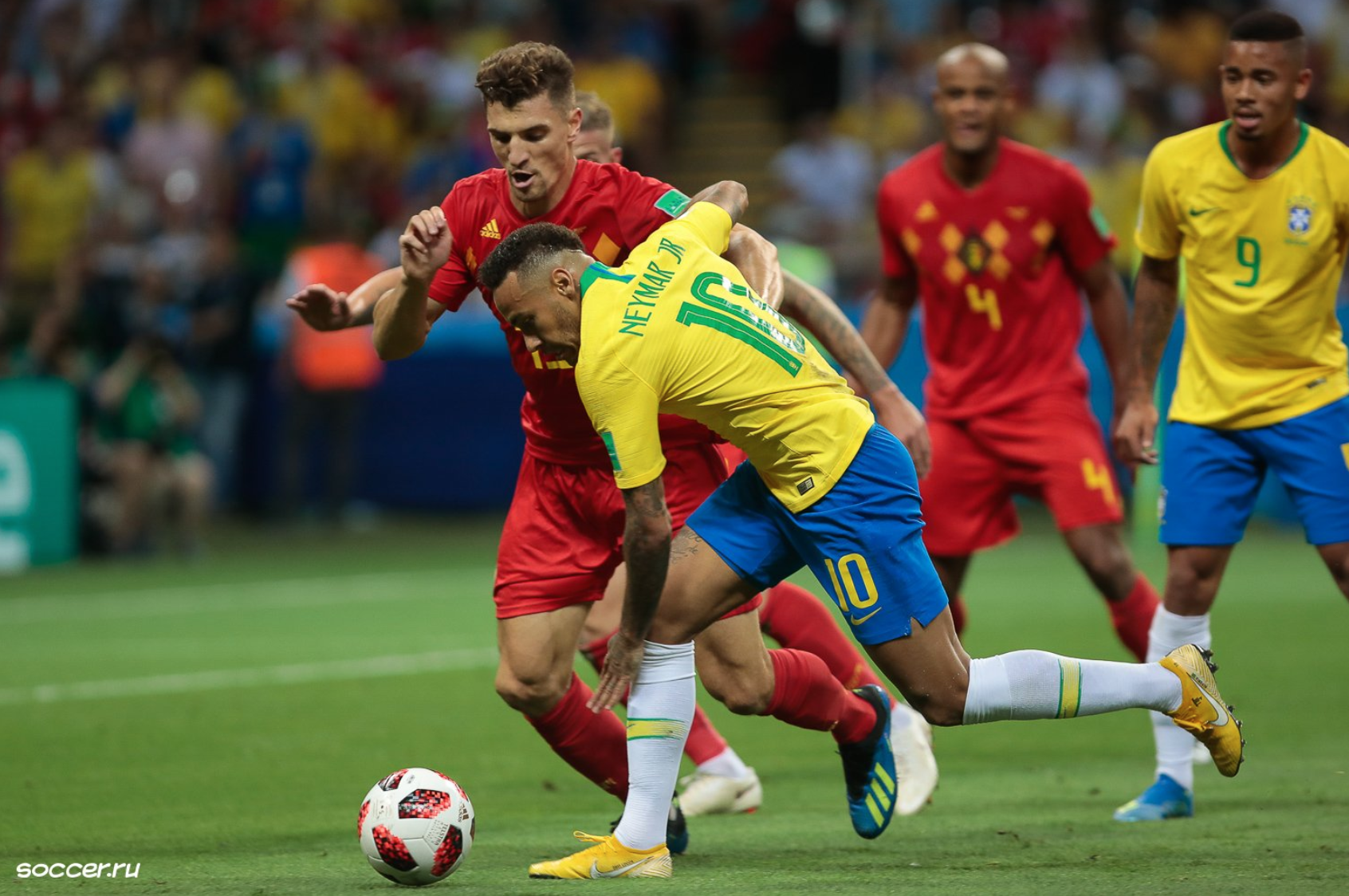
Brésil v Belgique

 Comme l'écrit la presse brésilienne, « le trio De Bruyne-Hazard-Lukaku a détruit la Seleçao en 45 minutes ». Les Diables Rouges ouvrent le score dès la 13e minute : sur un corner tiré par Nacer Chadli, une déviation de la tête de Vincent Kompany au premier poteau rebondit sur le bras de Fernandinho qui marque contre son camp. 31 minutes de jeu se sont écoulées quand Lukaku récupère le ballon dans la moitié de terrain belge, charge sur 50 m et décale De Bruyne sur sa droite qui d'une frappe puissante à l'angle de la surface, le met hors de portée d'Alisson Becker. Par la suite, les Brésiliens tentent de revenir, mais ils redoublent de maladresses et se heurtent aux parades de Thibaut Courtois. Ils parviennent à réduire le score grâce au remplaçant Renato Augusto à la réception d'un centre de Philippe Coutinho à 20 minutes de la fin du match. Puis, se ruent à l'attaque jusqu'à la dernière minute, sans parvenir à tromper Courtois et la défense belge. Éliminés en quarts de finale en 2006 et en 2010, battus 7-1 par l'Allemagne en demi-finale lors de la Coupe du monde organisée en 2014 dans leur pays, les Auriverde quittent encore prématurément la compétition dont ils étaient une nouvelle fois l'un des favoris, alors que la Belgique parvient pour la deuxième fois de son histoire en demi-finale, après 1986.
| Match 60                         | Suède   | 0 - 2   | Angleterre                                 | Samara Arena, Samara                                                          |                                                                               |
| 7 juillet 2018 18 h heure locale |         | (0 - 1) | 30e Maguire (Young ) · 59e Alli (Lingard ) | Spectateurs : 39 991 Arbitrage : Björn Kuipers Arbitre vidéo : Danny Makkelie | Spectateurs : 39 991 Arbitrage : Björn Kuipers Arbitre vidéo : Danny Makkelie |
| 7 juillet 2018 18 h heure locale | Rapport |         |                                            | Spectateurs : 39 991 Arbitrage : Björn Kuipers Arbitre vidéo : Danny Makkelie | Spectateurs : 39 991 Arbitrage : Björn Kuipers Arbitre vidéo : Danny Makkelie |

L'Angleterre, qui est l'équipe qui totalise le plus grand nombre d'éliminations au stade des quarts de finale de la Coupe du monde, franchit cette fois le cap et atteint les demi-finales pour la troisième fois après 1966 (où elle avait été sacrée à domicile) et 1990. Elle doit sa victoire face à la Suède à deux coups de tête et aux parades de son gardien Jordan Pickford. L'ouverture du score vient du premier corner obtenu par les Three Lions : tiré par Ashley Young et repris au point de pénalty par Harry Maguire. Les Anglais se montrent particulièrement efficaces sur les coups de pied arrêtés, puisqu'il s'agit de leur septième but de ce type dans la compétition. À l'heure de jeu, un mouvement collectif aboutit à un centre de Jesse Lingard au second poteau pour une tête victorieuse de Dele Alli. En manque de créativité, les joueurs suédois butent ensuite sur la défense à cinq de l'équipe anglaise et à son dernier rempart, élu homme du match.
| Match 59                         | Russie                                                  | 2 - 2 a. p.           | Croatie                                         | Stade Ficht, Sotchi                                                               |                                                                                   |
| 7 juillet 2018 21 h heure locale | ( Dziouba) Cheryshev 31e · ( Dzagoev) Fernandes 115e    | (1 - 1, 1 - 1, 1 - 2) | 39e Kramarić (Mandžukić ) · 101e Vida (Modrić ) | Spectateurs : 44 287 Arbitrage : Sandro Ricci Arbitre vidéo : Massimiliano Irrati | Spectateurs : 44 287 Arbitrage : Sandro Ricci Arbitre vidéo : Massimiliano Irrati |
| 7 juillet 2018 21 h heure locale | Rapport                                                 |                       |                                                 | Spectateurs : 44 287 Arbitrage : Sandro Ricci Arbitre vidéo : Massimiliano Irrati | Spectateurs : 44 287 Arbitrage : Sandro Ricci Arbitre vidéo : Massimiliano Irrati |
| 7 juillet 2018 21 h heure locale | Smolov · Dzagoev · Fernandes · Ignachevitch · Kouziaïev | Tirs au but 3 - 4     | Brozović · Kovačić · Modrić · Vida · Rakitić    | Spectateurs : 44 287 Arbitrage : Sandro Ricci Arbitre vidéo : Massimiliano Irrati | Spectateurs : 44 287 Arbitrage : Sandro Ricci Arbitre vidéo : Massimiliano Irrati |

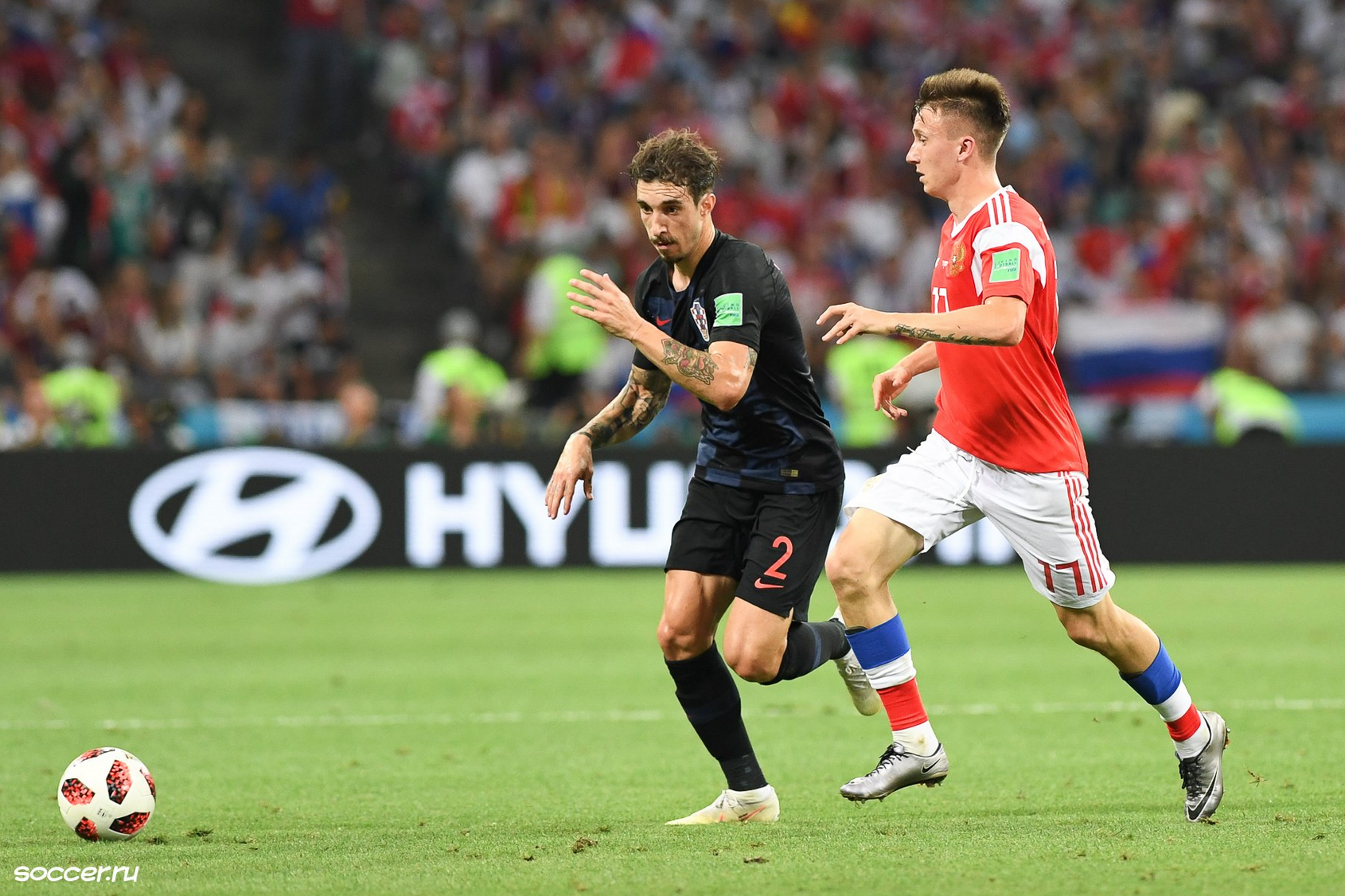
Russie v Croatie

 La Croatie parvient une nouvelle fois à s'imposer au bout des tirs au but face aux Russes et atteint à nouveau les demi-finales, 20 ans après l'épopée de Davor Šuker et ses coéquipiers en France. Dans un match fermé, ce sont les hôtes du Mondial, bourreaux de l'Espagne en 8es, qui ouvrent le score d'une superbe frappe de Denis Tcherychev, la réponse croate intervient 8 minutes plus tard avec une tête de Andrej Kramarić. Au retour des vestiaires, le score n'évolue pas et les deux équipes sont contraintes à jouer les prolongations pour un deuxième match consécutif. La Croatie en profite par une nouvelle tête, cette fois-ci celle de Domagoj Vida, mais les Russes, poussés par leur public, égalisent d'une tête de Mário Fernandes sur coup franc à 5 minutes du terme des prolongations. Finalement, la Sbornaïa s'incline dans l'exercice des tirs au but (commencé par une panenka ratée de Smolov), mais elle sort la tête haute de son Mondial après un parcours inespéré avant le début de la compétition.

#### Demi-finales
| Match 61                          | France                  | 1 - 0   | Belgique | Stade Krestovski, Saint-Pétersbourg                                               |                                                                                   |
| 10 juillet 2018 21 h heure locale | ( Griezmann) Umtiti 51e | (0 - 0) |          | Spectateurs : 64 286 Arbitrage : Andrés Cunha Arbitre vidéo : Massimiliano Irrati | Spectateurs : 64 286 Arbitrage : Andrés Cunha Arbitre vidéo : Massimiliano Irrati |
| 10 juillet 2018 21 h heure locale | Rapport                 |         |          | Spectateurs : 64 286 Arbitrage : Andrés Cunha Arbitre vidéo : Massimiliano Irrati | Spectateurs : 64 286 Arbitrage : Andrés Cunha Arbitre vidéo : Massimiliano Irrati |

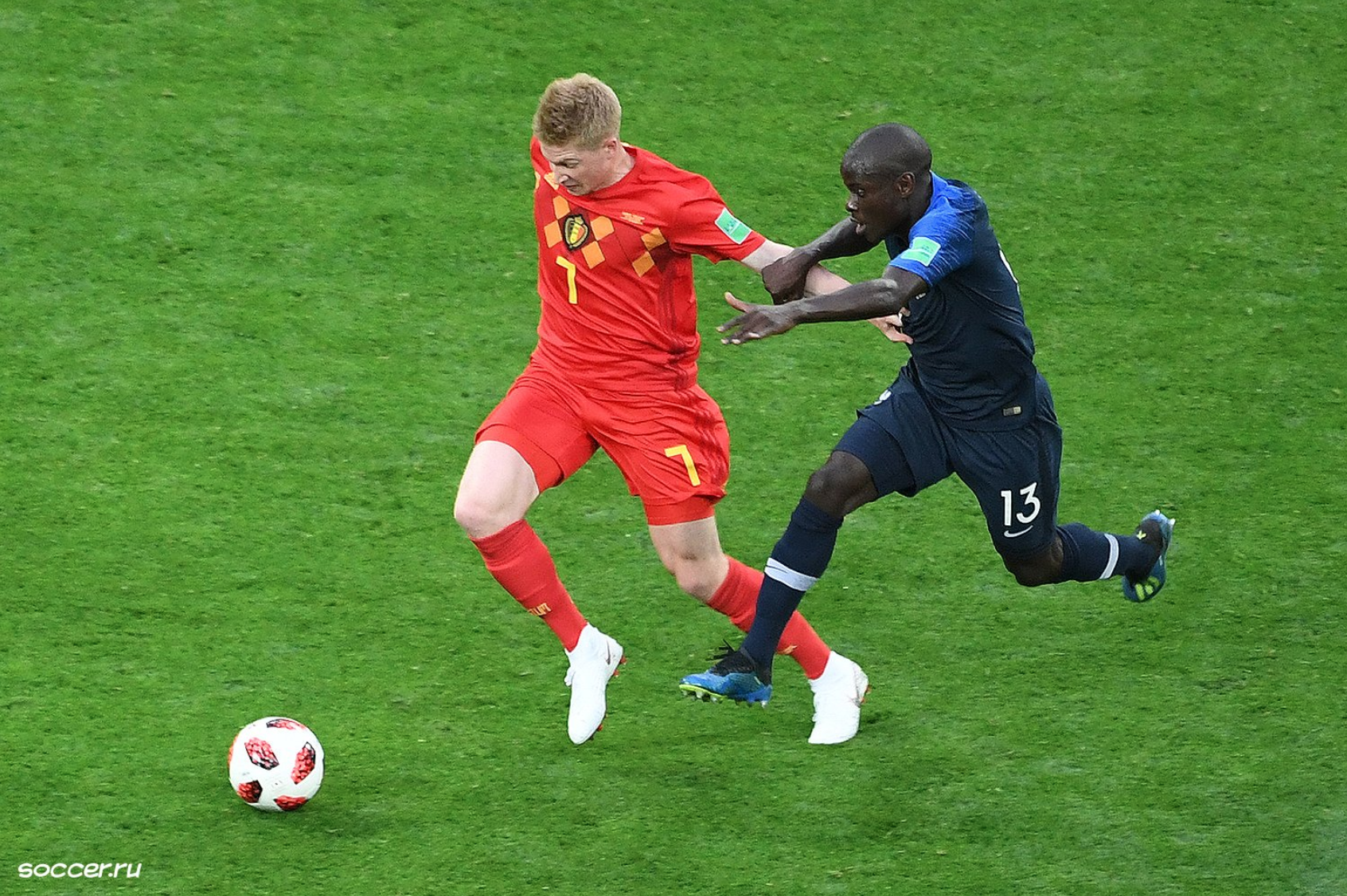
Belgique v France

La France se qualifie pour la sixième fois de son histoire pour les demi-finales de la Coupe du monde, après 1958, 1982, 1986, 1998 et 2006. Ce qui la place derrière l'Allemagne, le Brésil et l'Italie qui ont atteint respectivement 13, 11 et 8 fois le « dernier carré ». La rencontre est très attendue par l'ensemble des observateurs : la Belgique a produit jusque-là un niveau de jeu extrêmement séduisant, tourné vers l'attaque (14 buts depuis le début de la compétition) et a réussi le tour de force d'éliminer le Brésil, l'un des grands favoris de la compétition. La France a connu un début de tournoi plus poussif, avec une montée en puissance à partir des matches à élimination directe, éliminant successivement l'Argentine de Lionel Messi, puis l'Uruguay de Luis Suárez et Edinson Cavani (forfait). Le choc est indécis, même si certains observateurs considèrent la France comme favorite du fait de son expérience dans ces grands rendez-vous et de son invincibilité face aux Belges en phase finale de grande compétition internationale,. Les 25 premières minutes sont dominées par les Belges, grâce notamment à Eden Hazard, qui parvient plusieurs fois à déborder son vis-à-vis. Toby Alderweireld claque un tir en pivot paré par Hugo Lloris (22e). Puis les choses s'équilibrent entre ces deux équipes qui se craignent. Au retour des vestiaires, Samuel Umtiti marque un but de la tête (51e) sur un corner obtenu par Olivier Giroud, concédé par Vincent Kompany et tiré par Antoine Griezmann. Olivier Giroud (57e) aurait pu doubler la mise quelques minutes plus tard sur une offrande de Kylian Mbappé. Axel Witsel (82e) se procure l'occasion belge la plus franche de la partie, sur une frappe surpuissante des 25 mètres, astucieusement boxée par Hugo Lloris. Malgré la pression imposée par l'équipe belge, le score n'évoluera plus. La France manquera même d'aggraver la marque dans les arrêts de jeu sur des tentatives d'Antoine Griezmann (90+3e) puis de Corentin Tolisso (90+6e).
| Match 62                          | Croatie                                             | 2 - 1 a. p.           | Angleterre  | Stade Loujniki, Moscou                                                       |                                                                              |
| 11 juillet 2018 21 h heure locale | ( Vrsaljko) Perišić 68e · ( Perišić) Mandžukić 109e | (0 - 1, 1 - 1, 1 - 1) | 5e Trippier | Spectateurs : 78 011 Arbitrage : Cüneyt Çakır Arbitre vidéo : Danny Makkelie | Spectateurs : 78 011 Arbitrage : Cüneyt Çakır Arbitre vidéo : Danny Makkelie |
| 11 juillet 2018 21 h heure locale | Rapport                                             |                       |             | Spectateurs : 78 011 Arbitrage : Cüneyt Çakır Arbitre vidéo : Danny Makkelie | Spectateurs : 78 011 Arbitrage : Cüneyt Çakır Arbitre vidéo : Danny Makkelie |

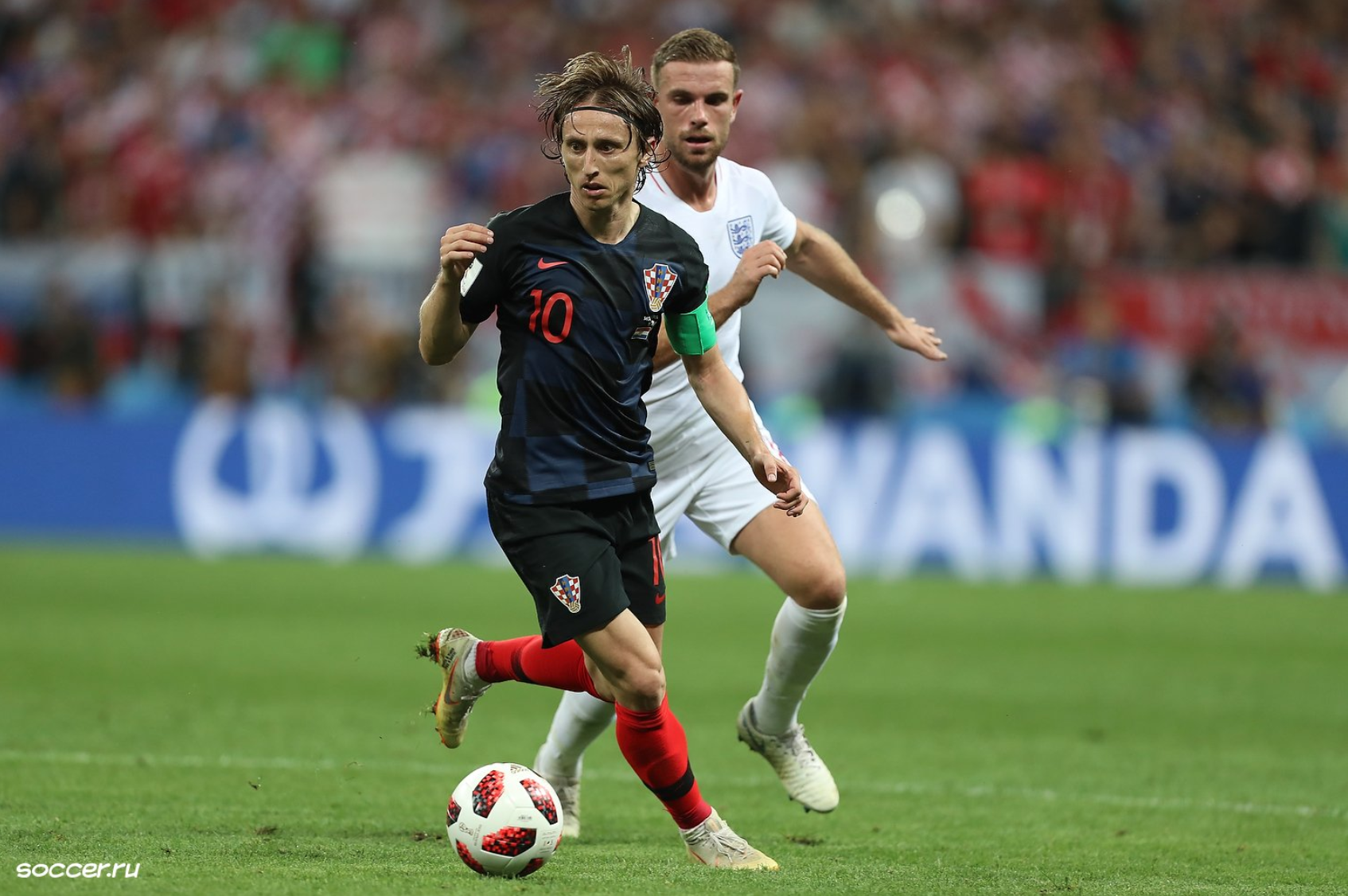
Croatie v Angleterre

 L'Angleterre ouvre le score dès la 4e minute de la rencontre, sur un coup franc en pleine lucarne de Kieran Trippier consécutif à une faute de Luka Modrić sur Dele Alli juste devant la surface. Tentant de protéger leur avantage, les Three Lions se replient en défense, face à des Croates qui s'enhardissent au fil des minutes. Passée l'heure de jeu, un centre de Šime Vrsaljko trouve Ivan Perišić dans la surface, qui égalise d'un geste acrobatique du pied gauche. Le match débouche sur une prolongation, qui est la troisième consécutive pour les joueurs croates dans cette Coupe du monde. À la 109e minute, Perisic remet de la tête sur Mario Mandžukić qui bat Jordan Pickford de près et envoie son équipe dans la première finale de son histoire.

#### Match pour la troisième place
| Match 63                          | Belgique                                       | 2 - 0   | Angleterre | Stade Krestovski, Saint-Pétersbourg                                          |                                                                              |
| 14 juillet 2018 17 h heure locale | ( Chadli) Meunier 4e · ( De Bruyne) Hazard 82e | (1 - 0) |            | Spectateurs : 64 406 Arbitrage : Alireza Faghani Arbitre vidéo : Mark Geiger | Spectateurs : 64 406 Arbitrage : Alireza Faghani Arbitre vidéo : Mark Geiger |
| 14 juillet 2018 17 h heure locale | Rapport                                        |         |            | Spectateurs : 64 406 Arbitrage : Alireza Faghani Arbitre vidéo : Mark Geiger | Spectateurs : 64 406 Arbitrage : Alireza Faghani Arbitre vidéo : Mark Geiger |

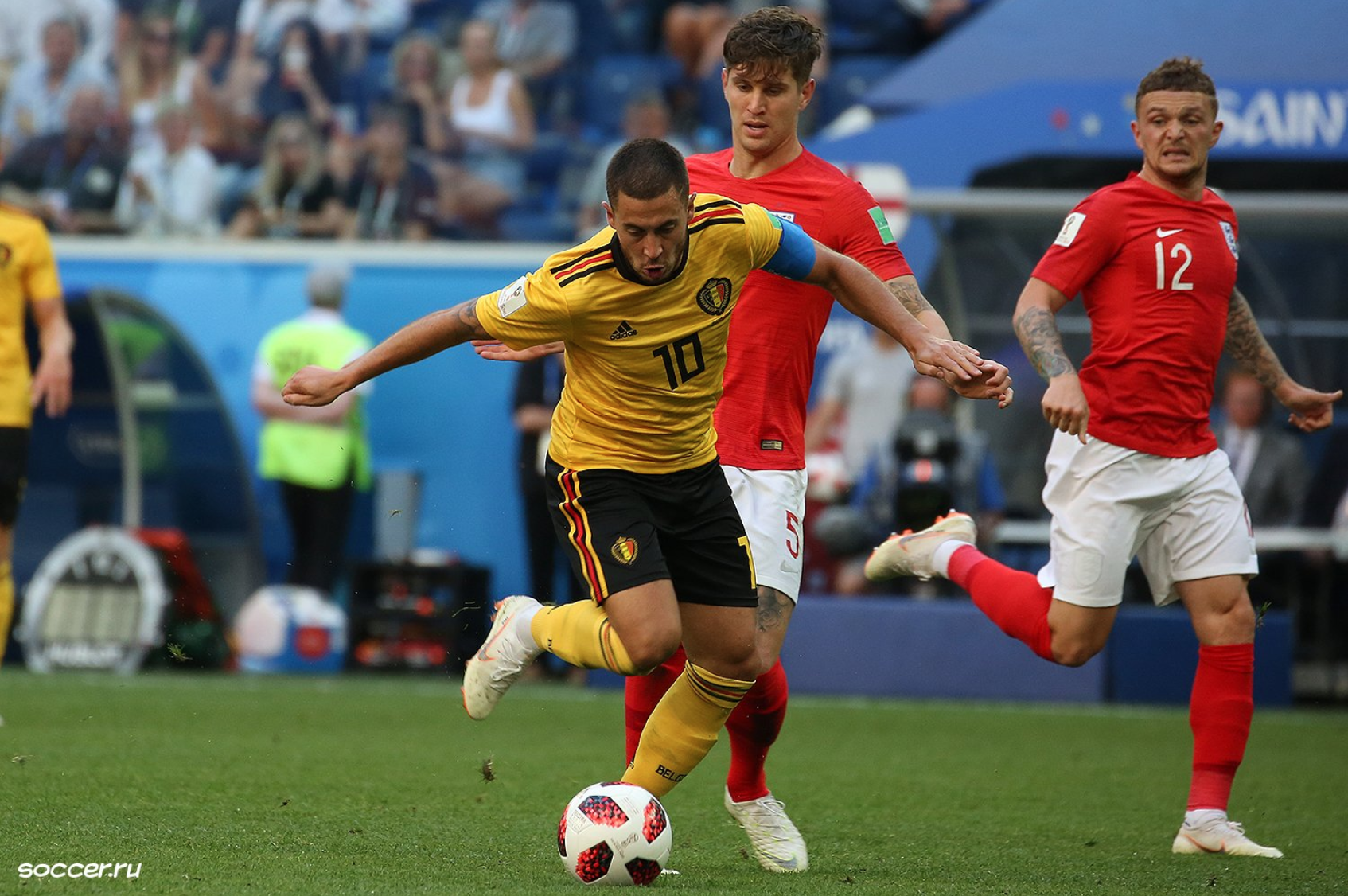
Belgique v Angleterre

 Une action collective partant de Romelu Lukaku, qui lance Nacer Chadli à gauche de la surface, ce dernier centrant pour Thomas Meunier aboutit au premier but belge après 4 minutes de jeu, le défenseur latéral du Paris Saint-Germain parvenant à passer devant Danny Rose pour ouvrir le score de près. Les Anglais tentent de revenir mais manquent d'idées et se montrent maladroits dans le dernier geste. Plus le match avance, plus ils s'exposent aux contres belges, et à dix minutes de la fin, Eden Hazard servi par Kevin De Bruyne part en dribble dans la surface et scelle définitivement le score. La Belgique monte sur le podium de la Coupe du monde pour la première fois de son histoire.

#### Finale

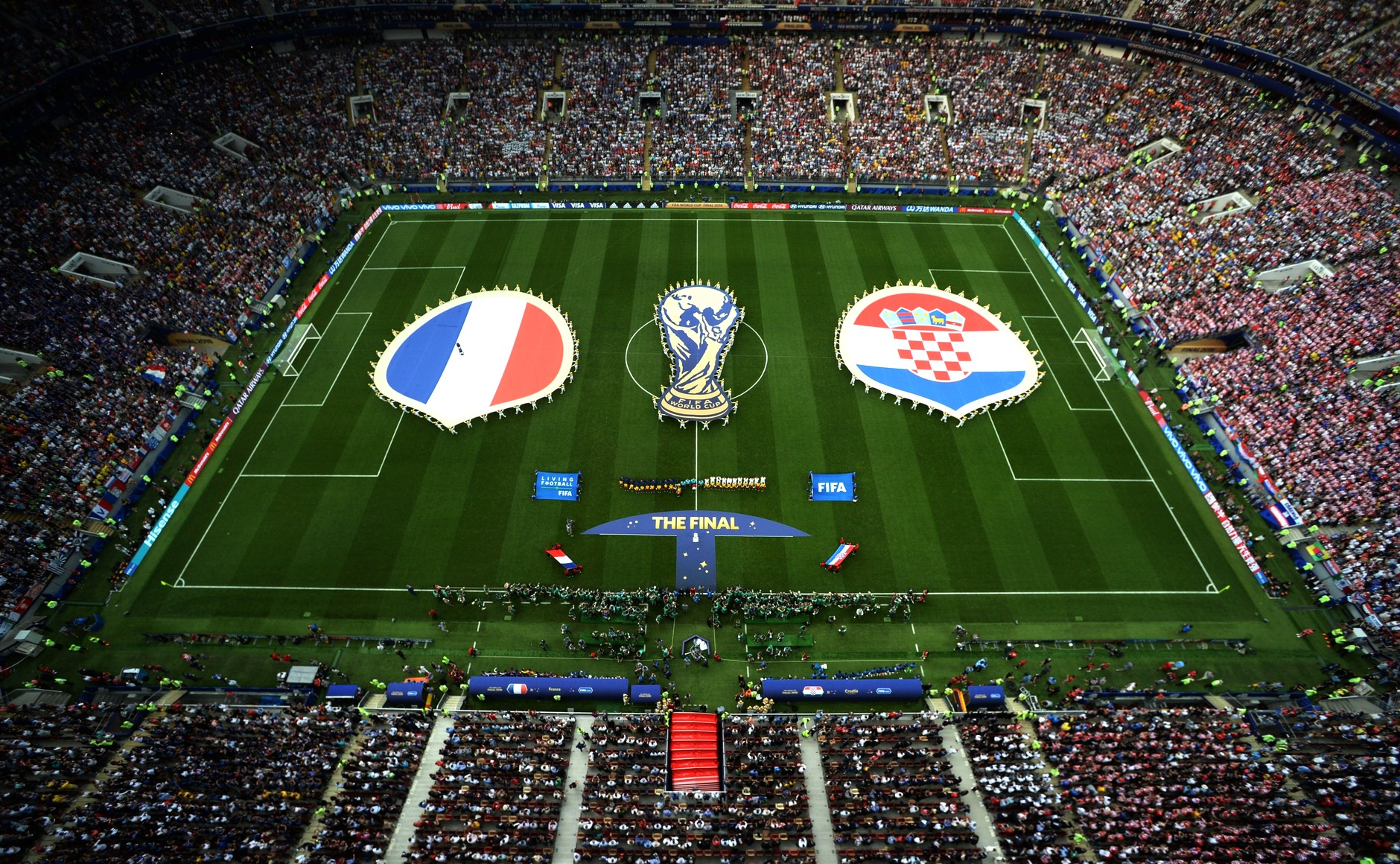
Finale entre la France et la Croatie au Stade Loujniki.

| Match 64 ; Finale                                                    | France | 4 - 2   | Croatie                                                | Stade Loujniki, Moscou                                                                                              | |
| Dimanche 15 juillet 2018 · 18:00 (UTC+3) · Historique des rencontres | Mario Mandžukić 18e (csc) · Antoine Griezmann 38e (pen.) · Paul Pogba 59e · ( Lucas Hernandez) Kylian Mbappé 65e | (2 - 1) | 28e Ivan Perišić (Domagoj Vida ) · 69e Mario Mandžukić | Spectateurs : 78 011 Diffuseur : TF1 et Bein Sports 1 Arbitrage : Néstor Pitana Arbitre vidéo : Massimiliano Irrati | Spectateurs : 78 011 Diffuseur : TF1 et Bein Sports 1 Arbitrage : Néstor Pitana Arbitre vidéo : Massimiliano Irrati |
| Dimanche 15 juillet 2018 · 18:00 (UTC+3) · Historique des rencontres | Rapport |         |                                                        | Spectateurs : 78 011 Diffuseur : TF1 et Bein Sports 1 Arbitrage : Néstor Pitana Arbitre vidéo : Massimiliano Irrati | Spectateurs : 78 011 Diffuseur : TF1 et Bein Sports 1 Arbitrage : Néstor Pitana Arbitre vidéo : Massimiliano Irrati |

| France | Croatie |

| FRANCE :         |    |                   |     |     |
|                  |    |                   |     |     |
| Gardien de but   | 01 | Hugo Lloris       |     |     |
|                  | 02 | Benjamin Pavard   |     |     |
|                  | 04 | Raphaël Varane    |     |     |
|                  | 05 | Samuel Umtiti     |     |     |
|                  | 21 | Lucas Hernandez   | 41e |     |
|                  | 06 | Paul Pogba        |     |     |
|                  | 13 | N'Golo Kanté      | 27e | 55e |
|                  | 10 | Kylian Mbappé     |     |     |
|                  | 07 | Antoine Griezmann |     |     |
|                  | 14 | Blaise Matuidi    |     | 73e |
|                  | 09 | Olivier Giroud    |     | 81e |
| Remplaçants :    |    |                   |     |     |
|                  | 15 | Steven Nzonzi     |     | 55e |
|                  | 12 | Corentin Tolisso  |     | 73e |
|                  | 18 | Nabil Fekir       |     | 81e |
| Sélectionneur :  |    |                   |     |     |
| Didier Deschamps |    |                   |     |     |

| CROATIE :       |    |                  |       |     |
|                 |    |                  |       |     |
| Gardien de but  | 23 | Danijel Subašić  |       |     |
|                 | 02 | Šime Vrsaljko    | 90+2e |     |
|                 | 06 | Dejan Lovren     |       |     |
|                 | 21 | Domagoj Vida     |       |     |
|                 | 03 | Ivan Strinić     |       | 81e |
|                 | 07 | Ivan Rakitić     |       |     |
|                 | 11 | Marcelo Brozović |       |     |
|                 | 18 | Ante Rebić       |       | 71e |
|                 | 10 | Luka Modrić      |       |     |
|                 | 04 | Ivan Perišić     |       |     |
|                 | 17 | Mario Mandžukić  |       |     |
| Remplaçants :   |    |                  |       |     |
|                 | 9  | Andrej Kramarić  |       | 71e |
|                 | 20 | Marko Pjaca      |       | 81e |
| Sélectionneur : |    |                  |       |     |
| Zlatko Dalić    |    |                  |       |     |

| Assistants : Hernan Maidana Juan Belatti Quatrième arbitre : Björn Kuipers Cinquième arbitre : Erwin Zeinstra Arbitre vidéo : Massimiliano Irrati Assistants arbitre vidéo : Carlos Astroza Mauro Vigliano Danny Makkelie Homme du Match : Antoine Griezmann |

« Mangés au milieu, transparents dans les duels, pauvres techniquement, incapables de se faire cinq passes », les Bleus souffrent en première période, face à des Croates à plus de 68 % de possession qui dictent le jeu, mais les joueurs de Didier Deschamps parviennent toutefois à atteindre la pause en menant 2-1 : le premier but est inscrit contre son camp par Mario Mandžukić qui dévie de la tête hors de portée de son gardien Danijel Subašić un coup franc tiré par Antoine Griezmann. Ivan Perišić égalise dix minutes plus tard après trois duels aériens remportés par les Croates dans la surface française : contrôle et frappe imparable. Mais une main du même Perišić pressé par Blaise Matuidi sur un corner tiré par Antoine Griezmann débouche sur un penalty après consultation de la VAR par l'arbitre, lequel est transformé à la 38e minute par le joueur de l'Atlético Madrid, le seul « tir cadré » des Bleus en première mi-temps. En l'espace de six minutes, de la 59e à la 65e en deuxième période, le score bascule définitivement en faveur de la France : Paul Pogba est au départ (une longue ouverture sur Kylian Mbappé) et à l'arrivée du troisième but français après une remise de Griezmann : il s'y reprend à deux fois, tout d'abord avec un tir du pied droit contré, puis le ballon lui revenant dans les pieds, il bat Subašić d'une frappe sèche du pied gauche,. Kylian Mbappé devient ensuite le plus jeune joueur après Pelé à marquer en finale de Coupe du monde, après une phase de conservation du ballon aboutissant sur un débordement et un centre de Lucas Hernandez. Le jeune Parisien de 19 ans contrôle le ballon devant la surface aux 25 mètres et marque au ras du poteau du pied droit pour porter le score à 4-1. Enfin, une erreur de Hugo Lloris sur une passe en retrait de Samuel Umtiti (le capitaine français tentant de crocheter devant Mario Mandžukić accouru à sa rencontre) aboutit à la réduction de l'écart pour la Croatie. Le match s'achève à 4-2. La France est la première équipe à gagner la finale en marquant quatre buts depuis le Brésil en 1970 et remporte sa deuxième étoile vingt ans après la première pour rejoindre l'Argentine et l'Uruguay, alors que trois joueurs de la finale sont honorés : Antoine Griezmann est désigné homme du match, Luka Modrić est élu le meilleur joueur de la Coupe du monde, et Kylian Mbappé le meilleur jeune de la compétition. Quant à Didier Deschamps, il devient le troisième homme après Mário Zagallo et Franz Beckenbauer à gagner le trophée planétaire comme joueur puis comme sélectionneur.

## Statistiques, classements et buteurs

### Statistiques
Les 32 équipes présentes disputent un total de 64 rencontres : 48 au premier tour et 16 dans la phase à élimination directe.

### Nombre d'équipes par confédération et par tour
| UEFA     | 14 Allemagne, Angleterre, Belgique, Croatie, Danemark, Espagne, France, Islande, Pologne, Portugal, Russie (organisateur), Serbie, Suède, Suisse | 10 Angleterre, Belgique, Croatie, Danemark, Espagne, France, Portugal, Russie, Suède, Suisse | 6 Angleterre, Belgique, Croatie, France, Russie, Suède | 4 Angleterre, Belgique, Croatie, France | 2 Croatie, France |               |               |               |
| CONMEBOL | 5 Argentine, Brésil, Colombie, Pérou, Uruguay | 4 Argentine, Brésil, Colombie, Uruguay                                                       | 2 Brésil, Uruguay                                      | Aucune équipe                           | Aucune équipe     | Aucune équipe | Aucune équipe | Aucune équipe |
| AFC      | 5 Arabie saoudite, Australie, Corée du Sud, Iran, Japon                                                                                          | 1 Japon                                                                                      | Aucune équipe                                          | Aucune équipe                           | Aucune équipe     |               |               |               |
| CONCACAF | 3 Costa Rica, Mexique, Panama | 1 Mexique                                                                                    | Aucune équipe                                          | Aucune équipe                           | Aucune équipe     |               |               |               |
| CAF      | 5 Égypte, Maroc, Nigeria, Sénégal, Tunisie | Aucune équipe                                                                                | Aucune équipe                                          | Aucune équipe                           | Aucune équipe     |               |               |               |
| OFC      | Aucune équipe | Aucune équipe                                                                                | Aucune équipe                                          | Aucune équipe                           | Aucune équipe     |               |               |               |
| Total    | 32 | 16                                                                                           | 8                                                      | 4                                       | 2                 |               |               |               |

### Classement final
Le classement complet des 32 équipes ayant participé au tournoi prend en compte, en plus du stade de la compétition atteint, le nombre total de points obtenus, puis la différence de buts et enfin le nombre de buts inscrits. Le nombre de points est calculé de la même manière que pour le premier tour, à savoir en attribuant 3 points pour un match gagné, 1 point pour un match nul et 0 point pour une défaite.
| Place              | Équipe          | Matches | Victoires | Nuls | Défaites | BP | BC | Diff. |    |   | Class. FIFA avant CM (7 juin) | Class. FIFA après CM (16 août) | Progression CM     |
| ------------------ | --------------- | ------- | --------- | ---- | -------- | -- | -- | ----- | -- | - | ----------------------------- | ------------------------------ | ------------------ |
| Médaille d'or      | France          | 7       | 6         | 1    | 0        | 14 | 6  | +8    | 12 | 0 | 7                             | 1                              | Vainqueur          |
| Médaille d'argent  | Croatie         | 7       | 4         | 2    | 1        | 14 | 9  | +5    | 15 | 0 | 20                            | 4                              | Finaliste (2e)     |
| Médaille de bronze | Belgique        | 7       | 6         | 0    | 1        | 16 | 6  | +10   | 11 | 0 | 3                             | 2                              | 3e                 |
| 4                  | Angleterre      | 7       | 3         | 1    | 3        | 12 | 8  | +4    | 8  | 0 | 12                            | 6                              | 4e                 |
| 5                  | Uruguay         | 5       | 4         | 0    | 1        | 7  | 3  | +4    | 3  | 0 | 14                            | 5                              | Quart de finale    |
| 6                  | Brésil          | 5       | 3         | 1    | 1        | 8  | 3  | +5    | 7  | 0 | 2                             | 3                              | Quart de finale    |
| 7                  | Suède           | 5       | 3         | 0    | 2        | 6  | 4  | +2    | 8  | 0 | 24                            | 13                             | Quart de finale    |
| 8                  | Russie          | 5       | 2         | 2    | 1        | 11 | 7  | +4    | 6  | 1 | 70                            | 49                             | Quart de finale    |
| 9                  | Colombie        | 4       | 2         | 1    | 1        | 6  | 3  | +3    | 9  | 1 | 16                            | 14                             | Huitième de finale |
| 10                 | Espagne         | 4       | 1         | 3    | 0        | 7  | 6  | +1    | 2  | 0 | 10                            | 9                              | Huitième de finale |
| 11                 | Danemark        | 4       | 1         | 3    | 0        | 3  | 2  | +1    | 6  | 0 | 12                            | 9                              | Huitième de finale |
| 12                 | Mexique         | 4       | 2         | 0    | 2        | 3  | 6  | -3    | 9  | 0 | 15                            | 16                             | Huitième de finale |
| 13                 | Portugal        | 4       | 1         | 2    | 1        | 6  | 6  | 0     | 7  | 0 | 4                             | 7                              | Huitième de finale |
| 14                 | Suisse          | 4       | 1         | 2    | 1        | 5  | 5  | 0     | 8  | 1 | 6                             | 8                              | Huitième de finale |
| 15                 | Japon           | 4       | 1         | 1    | 2        | 6  | 7  | -1    | 5  | 0 | 61                            | 55                             | Huitième de finale |
| 16                 | Argentine       | 4       | 1         | 1    | 2        | 6  | 9  | -3    | 11 | 0 | 5                             | 11                             | Huitième de finale |
| 17                 | Sénégal         | 3       | 1         | 1    | 1        | 4  | 4  | 0     | 6  | 0 | 27                            | 24                             | Premier tour       |
| 18                 | Iran            | 3       | 1         | 1    | 1        | 2  | 2  | 0     | 7  | 0 | 37                            | 32                             | Premier tour       |
| 19                 | Corée du Sud    | 3       | 1         | 0    | 2        | 3  | 3  | 0     | 10 | 0 | 57                            | 57                             | Premier tour       |
| 20                 | Pérou           | 3       | 1         | 0    | 2        | 2  | 2  | 0     | 5  | 0 | 11                            | 20                             | Premier tour       |
| 21                 | Nigeria         | 3       | 1         | 0    | 2        | 3  | 4  | -1    | 4  | 0 | 48                            | 49                             | Premier tour       |
| 22                 | Allemagne       | 3       | 1         | 0    | 2        | 2  | 4  | -2    | 2  | 1 | 1                             | 15                             | Premier tour       |
| 22                 | Serbie          | 3       | 1         | 0    | 2        | 2  | 4  | -2    | 9  | 0 | 34                            | 36                             | Premier tour       |
| 24                 | Tunisie         | 3       | 1         | 0    | 2        | 5  | 8  | -3    | 4  | 0 | 21                            | 24                             | Premier tour       |
| 25                 | Pologne         | 3       | 1         | 0    | 2        | 2  | 5  | -3    | 3  | 0 | 8                             | 18                             | Premier tour       |
| 26                 | Arabie saoudite | 3       | 1         | 0    | 2        | 2  | 7  | -5    | 1  | 0 | 67                            | 70                             | Premier tour       |
| 27                 | Maroc           | 3       | 0         | 1    | 2        | 2  | 4  | -2    | 8  | 0 | 41                            | 46                             | Premier tour       |
| 28                 | Islande         | 3       | 0         | 1    | 2        | 2  | 5  | -3    | 3  | 0 | 22                            | 32                             | Premier tour       |
| 28                 | Costa Rica      | 3       | 0         | 1    | 2        | 2  | 5  | -3    | 6  | 0 | 23                            | 32                             | Premier tour       |
| 28                 | Australie       | 3       | 0         | 1    | 2        | 2  | 5  | -3    | 7  | 0 | 36                            | 43                             | Premier tour       |
| 31                 | Égypte          | 3       | 0         | 0    | 3        | 2  | 6  | -4    | 5  | 0 | 45                            | 65                             | Premier tour       |
| 32                 | Panama          | 3       | 0         | 0    | 3        | 2  | 11 | -9    | 11 | 0 | 55                            | 69                             | Premier tour       |

### Ballon d'or du meilleur joueur

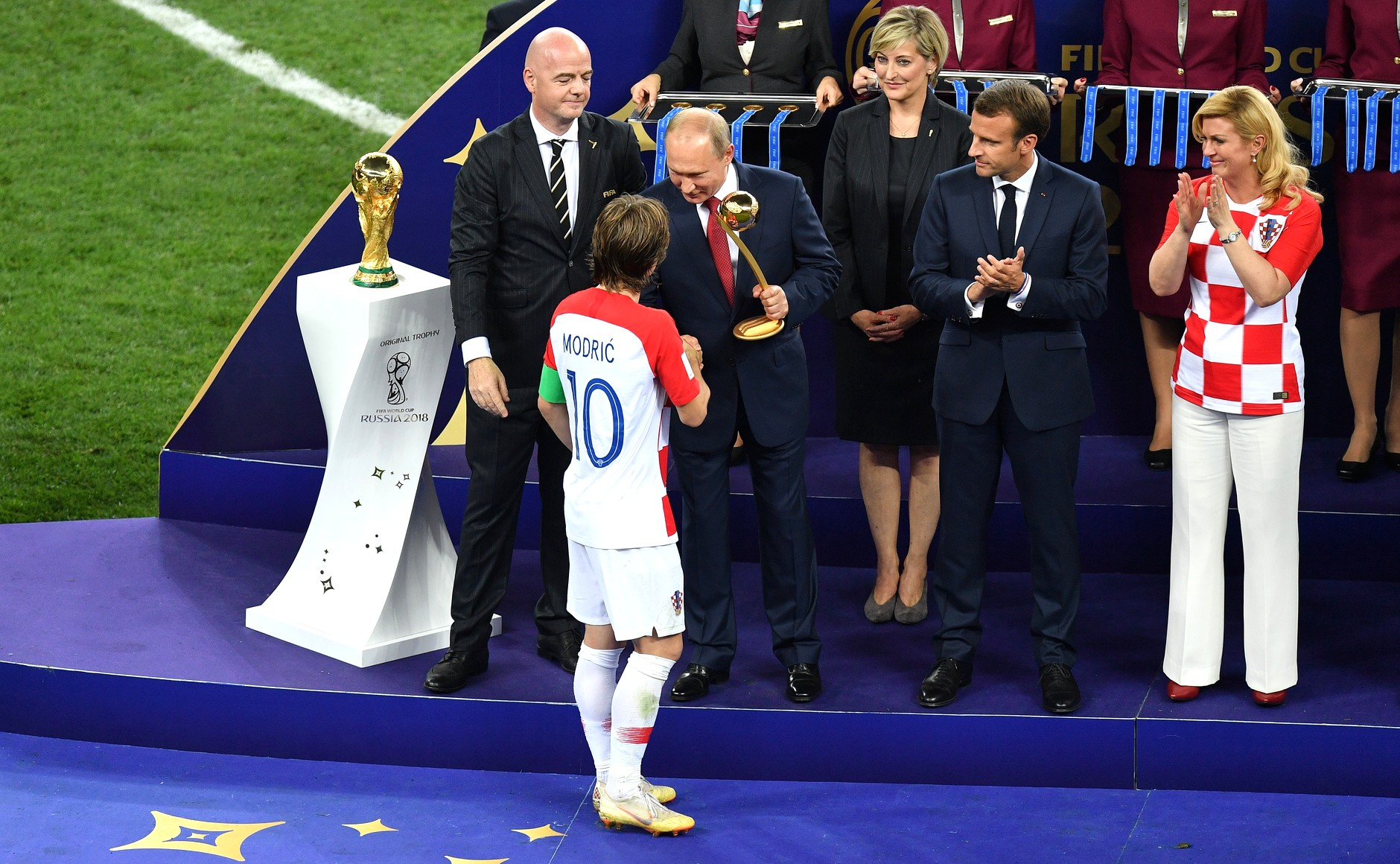
Luka Modrić recevant le Ballon d'or Adidas des mains de Vladimir Poutine.

Le Ballon d'or Adidas est la récompense attribuée au meilleur joueur de la Coupe du monde 2018. Les deuxième et troisième joueurs reçoivent respectivement les Ballons d'argent et de bronze.
| Place              | Joueur            |
| ------------------ | ----------------- |
| Médaille d'or      | Luka Modrić       |
| Médaille d'argent  | Eden Hazard       |
| Médaille de bronze | Antoine Griezmann |

### Soulier d'or du meilleur buteur
Le Soulier d'or est attribué au meilleur buteur de la compétition. Deux joueurs ou plus à égalité à la fin de la compétition sont départagés au nombre des passes décisives et s’ils sont toujours ex æquo, c’est le joueur ayant passé le moins de temps sur le terrain qui reçoit la récompense. Le nombre de matchs joués et de pénalties sont là uniquement à titre d’information. La colonne « pénalties » indique les pénalties transformés pendant le temps réglementaire ou durant les prolongations : les tirs au but ne sont pas des pénalties. Le trophée représente une chaussure de football de couleur dorée.

| Place              | Joueur            | Buts marqués | Passes déc. | Matches joués | Minutes jouées | Pénalty |
| ------------------ | ----------------- | ------------ | ----------- | ------------- | -------------- | ------- |
| Médaille d'or      | Harry Kane        | 6            | 0           | 6             | 573            | 3       |
| Médaille d'argent  | Antoine Griezmann | 4            | 2           | 7             | 570            | 3       |
| Médaille de bronze | Romelu Lukaku     | 4            | 1           | 6             | 476            | 0       |
| 4                  | Denis Tcherychev  | 4            | 0           | 4             | 304            | 0       |
| 5                  | Cristiano Ronaldo | 4            | 0           | 4             | 360            | 1       |
| 6                  | Kylian Mbappé     | 4            | 0           | 7             | 534            | 0       |
| 7                  | Artyom Dziouba    | 3            | 2           | 4             | 333            | 1       |
| 8                  | Eden Hazard       | 3            | 2           | 6             | 518            | 1       |
| 9                  | Mario Mandžukić   | 3            | 1           | 6             | 608            | 0       |
| 10                 | Ivan Perišić      | 3            | 1           | 7             | 632            | 0       |

### Liste des buteurs
| 6 buts - Harry Kane (dont 3 pénaltys) 4 buts - Romelu Lukaku - Antoine Griezmann (dont 3 pénaltys) - Kylian Mbappé - Cristiano Ronaldo (dont 1 pénalty) - Denis Cheryshev 3 buts - Eden Hazard (dont 1 pénalty) - Yerry Mina - Mario Mandžukić - Ivan Perišić - Diego Costa - Artyom Dziouba (dont 1 pénalty) - Edinson Cavani 2 buts - John Stones - Sergio Agüero - Mile Jedinak (dont 2 pénaltys) - Philippe Coutinho - Neymar - Son Heung-min - Luka Modrić (dont 1 pénalty) - Mohamed Salah (dont 1 pénalty) - Takashi Inui - Ahmed Musa - Andreas Granqvist (dont 2 pénaltys) - Wahbi Khazri - Luis Suárez | 1 but - Salem al-Dossari - Salman Al-Faraj (sur pénalty) - Toni Kroos - Marco Reus - Dele Alli - Jesse Lingard - Harry Maguire - Kieran Trippier - Ángel Di María - Gabriel Mercado - Lionel Messi - Marcos Rojo - Michy Batshuayi - Nacer Chadli - Kevin De Bruyne - Marouane Fellaini - Adnan Januzaj - Dries Mertens - Thomas Meunier - Jan Vertonghen - Renato Augusto - Roberto Firmino - Paulinho - Thiago Silva - Juan Cuadrado - Radamel Falcao - Juan Fernando Quintero - Kim Young-gwon | - Kendall Waston - Milan Badelj - Andrej Kramarić - Ivan Rakitić - Ante Rebić - Domagoj Vida - Christian Eriksen - Mathias Jørgensen - Yussuf Poulsen - Iago Aspas - Isco - Nacho - Benjamin Pavard - Paul Pogba - Samuel Umtiti - Raphaël Varane - Karim Ansarifard (sur pénalty) - Alfreð Finnbogason - Gylfi Sigurðsson (sur pénalty) - Genki Haraguchi - Keisuke Honda - Shinji Kagawa (sur pénalty) - Yuya Osako - Khalid Boutaïb - Youssef En-Nesyri - Javier Hernández - Hirving Lozano - Carlos Vela (sur pénalty) | - Victor Moses (sur pénalty) - Felipe Baloy - André Carrillo - Paolo Guerrero - Jan Bednarek - Grzegorz Krychowiak - Pepe - Ricardo Quaresma - Mário Fernandes - Iouri Gazinski - Alexandre Golovine - Sadio Mané - M'Baye Niang - Moussa Wagué - Aleksandar Kolarov - Aleksandar Mitrović - Ludwig Augustinsson - Emil Forsberg - Ola Toivonen - Josip Drmić - Blerim Džemaili - Xherdan Shaqiri - Granit Xhaka - Steven Zuber - Fakhreddine Ben Youssef - Dylan Bronn - Ferjani Sassi (sur pénalty) - José María Giménez |

| Contre son camp (csc) - Aziz Behich (but pour la France) - Fernandinho (but pour la Belgique) - Mario Mandžukić (but pour la France) | - Ahmed Fathy (but pour la Russie) - Aziz Bouhaddouz (but pour l'Iran) - Edson Álvarez (but pour la Suède) | - Oghenekaro Etebo (but pour la Croatie) - Thiago Cionek (but pour le Sénégal) - Denis Cheryshev (but pour l'Uruguay) | - Sergueï Ignachevitch (but pour l'Espagne) - Yann Sommer (but pour le Costa Rica) - Yassine Meriah (but pour le Panama) |

### Buteurs par équipe
| Équipe          | Joueur                         | Buts                  | Buts                  | Total                  | Total                  | Statistiques | Statistiques |
| Équipe          | Joueur                         | Premier tour          | Phase à élim. directe | Joueur                 | Équipe                 | Nb de matchs | Ratio        |
| --------------- | ------------------------------ | --------------------- | --------------------- | ---------------------- | ---------------------- | ------------ | ------------ |
| Allemagne       | Toni Kroos                     | 1                     |                       | 1                      | 2 buts                 | 3 matchs     | 0,67 but     |
| Allemagne       | Marco Reus                     | 1                     | 1                     |                        | 2 buts                 | 3 matchs     | 0,67 but     |
| Angleterre      | Harry Kane                     | 5                     | 1                     | 6                      | 12 buts                | 7 matchs     | 1,71 buts    |
| Angleterre      | John Stones                    | 2                     | -                     | 2                      | 12 buts                | 7 matchs     | 1,71 buts    |
| Angleterre      | Dele Alli                      | -                     | 1                     | 1                      | 12 buts                | 7 matchs     | 1,71 buts    |
| Angleterre      | Jesse Lingard                  | 1                     | -                     | 1                      | 12 buts                | 7 matchs     | 1,71 buts    |
| Angleterre      | Harry Maguire                  | -                     | 1                     | 1                      | 12 buts                | 7 matchs     | 1,71 buts    |
| Angleterre      | Kieran Trippier                | -                     | 1                     | 1                      | 12 buts                | 7 matchs     | 1,71 buts    |
| Arabie saoudite | Salem Al-Dawsari               | 1                     |                       | 1                      | 2 buts                 | 3 matchs     | 0,67 but     |
| Arabie saoudite | Salman Al-Faraj                | 1                     | 1                     |                        | 2 buts                 | 3 matchs     | 0,67 but     |
| Argentine       | Sergio Agüero                  | 1                     | 1                     | 2                      | 6 buts                 | 4 matchs     | 1,50 buts    |
| Argentine       | Ángel Di María                 | -                     | 1                     | 1                      | 6 buts                 | 4 matchs     | 1,50 buts    |
| Argentine       | Gabriel Mercado                | -                     | 1                     | 1                      | 6 buts                 | 4 matchs     | 1,50 buts    |
| Argentine       | Lionel Messi                   | 1                     | -                     | 1                      | 6 buts                 | 4 matchs     | 1,50 buts    |
| Argentine       | Marcos Rojo                    | 1                     | -                     | 1                      | 6 buts                 | 4 matchs     | 1,50 buts    |
| Australie       | Mile Jedinak                   | 2                     |                       | 2                      | 2 buts                 | 3 matchs     | 0,67 but     |
| Belgique        | Romelu Lukaku                  | 4                     | -                     | 4                      | 16 buts                | 7 matchs     | 2,29 buts    |
| Belgique        | Eden Hazard                    | 2                     | 1                     | 3                      | 16 buts                | 7 matchs     | 2,29 buts    |
| Belgique        | Michy Batshuayi                | 1                     | -                     | 1                      | 16 buts                | 7 matchs     | 2,29 buts    |
| Belgique        | Nacer Chadli                   | -                     | 1                     | 1                      | 16 buts                | 7 matchs     | 2,29 buts    |
| Belgique        | Kevin De Bruyne                | -                     | 1                     | 1                      | 16 buts                | 7 matchs     | 2,29 buts    |
| Belgique        | Marouane Fellaini              | -                     | 1                     | 1                      | 16 buts                | 7 matchs     | 2,29 buts    |
| Belgique        | Adnan Januzaj                  | 1                     | -                     | 1                      | 16 buts                | 7 matchs     | 2,29 buts    |
| Belgique        | Dries Mertens                  | 1                     | -                     | 1                      | 16 buts                | 7 matchs     | 2,29 buts    |
| Belgique        | Thomas Meunier                 | -                     | 1                     | 1                      | 16 buts                | 7 matchs     | 2,29 buts    |
| Belgique        | Jan Vertonghen                 | -                     | 1                     | 1                      | 16 buts                | 7 matchs     | 2,29 buts    |
| Belgique        | CSC                            | -                     | 1                     | 1                      | 16 buts                | 7 matchs     | 2,29 buts    |
| Brésil          | Philippe Coutinho              | 2                     | -                     | 2                      | 8 buts                 | 5 matchs     | 1,60 buts    |
| Brésil          | Neymar                         | 1                     | 1                     | 2                      | 8 buts                 | 5 matchs     | 1,60 buts    |
| Brésil          | Renato Augusto                 | -                     | 1                     | 1                      | 8 buts                 | 5 matchs     | 1,60 buts    |
| Brésil          | Roberto Firmino                | -                     | 1                     | 1                      | 8 buts                 | 5 matchs     | 1,60 buts    |
| Brésil          | Paulinho                       | 1                     | -                     | 1                      | 8 buts                 | 5 matchs     | 1,60 buts    |
| Brésil          | Thiago Silva                   | 1                     | -                     | 1                      | 8 buts                 | 5 matchs     | 1,60 buts    |
| Colombie        | Yerry Mina                     | 2                     | 1                     | 3                      | 6 buts                 | 4 matchs     | 1,50 buts    |
| Colombie        | Juan Cuadrado                  | 1                     | -                     | 1                      | 6 buts                 | 4 matchs     | 1,50 buts    |
| Colombie        | Radamel Falcao                 | 1                     | -                     | 1                      | 6 buts                 | 4 matchs     | 1,50 buts    |
| Colombie        | Juan Fernando Quintero         | 1                     | -                     | 1                      | 6 buts                 | 4 matchs     | 1,50 buts    |
| Corée du Sud    | Son Heung-min                  | 2                     |                       | 2                      | 3 buts                 | 3 matchs     | 1,00 but     |
| Corée du Sud    | Kim Young-gwon                 | 1                     | 1                     |                        | 3 buts                 | 3 matchs     | 1,00 but     |
| Costa Rica      | Kendall Waston                 | 1                     |                       | 1                      | 2 buts                 | 3 matchs     | 0,67 but     |
| Costa Rica      | CSC                            | 1                     | 1                     |                        | 2 buts                 | 3 matchs     | 0,67 but     |
| Croatie         | Mario Mandžukić                | -                     | 3                     | 3                      | 14 buts                | 7 matchs     | 2,00 buts    |
| Croatie         | Ivan Perišić                   | 1                     | 2                     | 3                      | 14 buts                | 7 matchs     | 2,00 buts    |
| Croatie         | Luka Modrić                    | 2                     | -                     | 2                      | 14 buts                | 7 matchs     | 2,00 buts    |
| Croatie         | Milan Badelj                   | 1                     | -                     | 1                      | 14 buts                | 7 matchs     | 2,00 buts    |
| Croatie         | Andrej Kramarić                | -                     | 1                     | 1                      | 14 buts                | 7 matchs     | 2,00 buts    |
| Croatie         | Ivan Rakitić                   | 1                     | -                     | 1                      | 14 buts                | 7 matchs     | 2,00 buts    |
| Croatie         | Ante Rebić                     | 1                     | -                     | 1                      | 14 buts                | 7 matchs     | 2,00 buts    |
| Croatie         | Domagoj Vida                   | -                     | 1                     | 1                      | 14 buts                | 7 matchs     | 2,00 buts    |
| Croatie         | CSC                            | 1                     | -                     | 1                      | 14 buts                | 7 matchs     | 2,00 buts    |
| Danemark        | Christian Eriksen              | 1                     | -                     | 1                      | 3 buts                 | 4 matchs     | 0,75 but     |
| Danemark        | Mathias Jørgensen              | -                     | 1                     | 1                      | 3 buts                 | 4 matchs     | 0,75 but     |
| Danemark        | Yussuf Poulsen                 | 1                     | -                     | 1                      | 3 buts                 | 4 matchs     | 0,75 but     |
| Égypte          | Mohamed Salah                  | 2                     |                       | 2                      | 2 buts                 | 3 matchs     | 0,67 but     |
| Espagne         | Diego Costa                    | 3                     | -                     | 3                      | 7 buts                 | 4 matchs     | 1,75 buts    |
| Espagne         | Iago Aspas                     | 1                     | -                     | 1                      | 7 buts                 | 4 matchs     | 1,75 buts    |
| Espagne         | Isco                           | 1                     | -                     | 1                      | 7 buts                 | 4 matchs     | 1,75 buts    |
| Espagne         | Nacho                          | 1                     | -                     | 1                      | 7 buts                 | 4 matchs     | 1,75 buts    |
| Espagne         | CSC                            | -                     | 1                     | 1                      | 7 buts                 | 4 matchs     | 1,75 buts    |
| France          | Antoine Griezmann              | 1                     | 3                     | 4                      | 14 buts                | 7 matchs     | 2,00 buts    |
| France          | Kylian Mbappé                  | 1                     | 3                     | 4                      | 14 buts                | 7 matchs     | 2,00 buts    |
| France          | Benjamin Pavard                | -                     | 1                     | 1                      | 14 buts                | 7 matchs     | 2,00 buts    |
| France          | Paul Pogba                     | -                     | 1                     | 1                      | 14 buts                | 7 matchs     | 2,00 buts    |
| France          | Samuel Umtiti                  | -                     | 1                     | 1                      | 14 buts                | 7 matchs     | 2,00 buts    |
| France          | Raphaël Varane                 | -                     | 1                     | 1                      | 14 buts                | 7 matchs     | 2,00 buts    |
| France          | CSC                            | 1                     | 1                     | 2                      | 14 buts                | 7 matchs     | 2,00 buts    |
| Iran            | Karim Ansarifard               | 1                     |                       | 1                      | 2 buts                 | 3 matchs     | 0,67 but     |
| Iran            | CSC                            | 1                     | 1                     |                        | 2 buts                 | 3 matchs     | 0,67 but     |
| Islande         | Alfreð Finnbogason             | 1                     |                       | 1                      | 2 buts                 | 3 matchs     | 0,67 but     |
| Islande         | Gylfi Sigurðsson               | 1                     | 1                     |                        | 2 buts                 | 3 matchs     | 0,67 but     |
| Japon           | Takashi Inui                   | 1                     | 1                     | 2                      | 6 buts                 | 4 matchs     | 1,50 buts    |
| Japon           | Genki Haraguchi                | -                     | 1                     | 1                      | 6 buts                 | 4 matchs     | 1,50 buts    |
| Japon           | Keisuke Honda                  | 1                     | -                     | 1                      | 6 buts                 | 4 matchs     | 1,50 buts    |
| Japon           | Shinji Kagawa                  | 1                     | -                     | 1                      | 6 buts                 | 4 matchs     | 1,50 buts    |
| Japon           | Yuya Osako                     | 1                     | -                     | 1                      | 6 buts                 | 4 matchs     | 1,50 buts    |
| Maroc           | Khalid Boutaïb                 | 1                     |                       | 1                      | 2 buts                 | 3 matchs     | 0,67 buts    |
| Maroc           | Youssef En-Nesyri              | 1                     | 1                     |                        | 2 buts                 | 3 matchs     | 0,67 buts    |
| Mexique         | Javier Hernández               | 1                     | -                     | 1                      | 3 buts                 | 4 matchs     | 0,75 but     |
| Mexique         | Hirving Lozano                 | 1                     | -                     | 1                      | 3 buts                 | 4 matchs     | 0,75 but     |
| Mexique         | Carlos Vela                    | 1                     | -                     | 1                      | 3 buts                 | 4 matchs     | 0,75 but     |
| Nigeria         | Ahmed Musa                     | 2                     |                       | 2                      | 3 buts                 | 3 matchs     | 1,00 but     |
| Nigeria         | Victor Moses                   | 1                     | 1                     |                        | 3 buts                 | 3 matchs     | 1,00 but     |
| Panama          | Felipe Baloy                   | 1                     |                       | 1                      | 2 buts                 | 3 matchs     | 0,67 but     |
| Panama          | CSC                            | 1                     | 1                     |                        | 2 buts                 | 3 matchs     | 0,67 but     |
| Pérou           | André Carrillo                 | 1                     |                       | 1                      | 2 buts                 | 3 matchs     | 0,67 but     |
| Pérou           | Paolo Guerrero                 | 1                     | 1                     |                        | 2 buts                 | 3 matchs     | 0,67 but     |
| Pologne         | Jan Bednarek                   | 1                     |                       | 1                      | 2 buts                 | 3 matchs     | 0,67 but     |
| Pologne         | Grzegorz Krychowiak            | 1                     | 1                     |                        | 2 buts                 | 3 matchs     | 0,67 but     |
| Portugal        | Cristiano Ronaldo              | 4                     | -                     | 4                      | 6 buts                 | 4 matchs     | 1,50 buts    |
| Portugal        | Pepe                           | -                     | 1                     | 1                      | 6 buts                 | 4 matchs     | 1,50 buts    |
| Portugal        | Ricardo Quaresma               | 1                     | -                     | 1                      | 6 buts                 | 4 matchs     | 1,50 buts    |
| Russie          | Denis Cheryshev                | 3                     | 1                     | 4                      | 11 buts                | 5 matchs     | 2,20 buts    |
| Russie          | Artyom Dziouba                 | 2                     | 1                     | 3                      | 11 buts                | 5 matchs     | 2,20 buts    |
| Russie          | Mário Fernandes                | -                     | 1                     | 1                      | 11 buts                | 5 matchs     | 2,20 buts    |
| Russie          | Iouri Gazinski                 | 1                     | -                     | 1                      | 11 buts                | 5 matchs     | 2,20 buts    |
| Russie          | Aleksandr Golovine             | 1                     | -                     | 1                      | 11 buts                | 5 matchs     | 2,20 buts    |
| Russie          | CSC                            | 1                     | -                     | 1                      | 11 buts                | 5 matchs     | 2,20 buts    |
| Sénégal         | Sadio Mané                     | 1                     |                       | 1                      | 4 buts                 | 3 matchs     | 1,33 buts    |
| Sénégal         | M'Baye Niang                   | 1                     | 1                     |                        | 4 buts                 | 3 matchs     | 1,33 buts    |
| Sénégal         | Moussa Wagué                   | 1                     | 1                     |                        | 4 buts                 | 3 matchs     | 1,33 buts    |
| Sénégal         | CSC                            | 1                     | 1                     |                        | 4 buts                 | 3 matchs     | 1,33 buts    |
| Serbie          | Aleksandar Kolarov             | 1                     |                       | 1                      | 2 buts                 | 3 matchs     | 0,67 but     |
| Serbie          | Aleksandar Mitrović            | 1                     | 1                     |                        | 2 buts                 | 3 matchs     | 0,67 but     |
| Suède           | Andreas Granqvist              | 1                     | 1                     | 2                      | 6 buts                 | 5 matchs     | 1,20 buts    |
| Suède           | Ludwig Augustinsson            | 1                     | -                     | 1                      | 6 buts                 | 5 matchs     | 1,20 buts    |
| Suède           | Emil Forsberg                  | -                     | 1                     | 1                      | 6 buts                 | 5 matchs     | 1,20 buts    |
| Suède           | Ola Toivonen                   | 1                     | -                     | 1                      | 6 buts                 | 5 matchs     | 1,20 buts    |
| Suède           | CSC                            | 1                     | -                     | 1                      | 6 buts                 | 5 matchs     | 1,20 buts    |
| Suisse          | Josip Drmić                    | 1                     | -                     | 1                      | 5 buts                 | 4 matchs     | 1,25 buts    |
| Suisse          | Blerim Džemaili                | 1                     | -                     | 1                      | 5 buts                 | 4 matchs     | 1,25 buts    |
| Suisse          | Xherdan Shaqiri                | 1                     | -                     | 1                      | 5 buts                 | 4 matchs     | 1,25 buts    |
| Suisse          | Granit Xhaka                   | 1                     | -                     | 1                      | 5 buts                 | 4 matchs     | 1,25 buts    |
| Suisse          | Steven Zuber                   | 1                     | -                     | 1                      | 5 buts                 | 4 matchs     | 1,25 buts    |
| Tunisie         | Wahbi Khazri                   | 2                     |                       | 2                      | 5 buts                 | 3 matchs     | 1,67 buts    |
| Tunisie         | Fakhreddine Ben Youssef        | 1                     | 1                     |                        | 5 buts                 | 3 matchs     | 1,67 buts    |
| Tunisie         | Dylan Bronn                    | 1                     | 1                     |                        | 5 buts                 | 3 matchs     | 1,67 buts    |
| Tunisie         | Ferjani Sassi                  | 1                     | 1                     |                        | 5 buts                 | 3 matchs     | 1,67 buts    |
| Uruguay         | Edinson Cavani                 | 1                     | 2                     | 3                      | 7 buts                 | 5 matchs     | 1,40 buts    |
| Uruguay         | Luis Suárez                    | 2                     | -                     | 2                      | 7 buts                 | 5 matchs     | 1,40 buts    |
| Uruguay         | José María Giménez             | 1                     | -                     | 1                      | 7 buts                 | 5 matchs     | 1,40 buts    |
| Uruguay         | CSC                            | 1                     | -                     | 1                      | 7 buts                 | 5 matchs     | 1,40 buts    |
| TOTAL           |                                |                       |                       |                        |                        |              |              |
| 32 équipes      | 110 buteurs (+ 12 buteurs CSC) | 122 buts (dont 9 CSC) | 47 buts (dont 3 CSC)  | 169 buts (dont 12 CSC) | 169 buts (dont 12 CSC) | 64 matchs    | 2,64 buts    |

### Liste des passeurs
| 2 passes décisives - Éver Banega - Lionel Messi - Kevin De Bruyne - Eden Hazard - Thomas Meunier - Youri Tielemans - Juan Fernando Quintero - James Rodríguez - Antoine Griezmann - Lucas Hernandez - Hirving Lozano - Artyom Dziouba - Alexandre Golovine - Viktor Claesson - Wahbi Khazri - Carlos Sánchez | 1 passe décisive - Mario Gómez - Marco Reus - Jesse Lingard - Harry Maguire - Raheem Sterling - Kieran Trippier - Ashley Young - Abdullah Otayf - Gabriel Mercado - Marcos Rojo - Toby Alderweireld - Nacer Chadli - Romelu Lukaku - Dries Mertens - Renato Augusto - Douglas Costa - Philippe Coutinho - Gabriel Jesus - Neymar - Willian - Juan Cuadrado - Ju Se-jong - Lee Jae-sung - Joel Campbell | - Milan Badelj - Marcelo Brozović - Mateo Kovačić - Mario Mandžukić - Luka Modrić - Ivan Perišić - Josip Pivarić - Domagoj Vida - Šime Vrsaljko - Thomas Delaney - Christian Eriksen - Nicolai Jørgensen - Abdallah Saïd - Sergio Busquets - Dani Carvajal - Andrés Iniesta - Olivier Giroud - Corentin Tolisso - Keisuke Honda - Takashi Inui - Shinji Kagawa - Yūto Nagatomo - Gaku Shibasaki - Fayçal Fajr - Javier Hernández | - Victor Moses - Kenneth Omeruo - Ricardo Ávila - Paolo Guerrero - Kamil Grosicki - Rafał Kurzawa - Gonçalo Guedes - Raphaël Guerreiro - João Moutinho - Adrien Silva - Alan Dzagoev - Mário Fernandes - Ilia Koutepov - Roman Zobnine - M'Baye Niang - Dušan Tadić - Ola Toivonen - Breel Embolo - Mario Gavranović - Xherdan Shaqiri - Denis Zakaria - Oussama Haddadi - Hamdi Nagguez - Rodrigo Bentancur - Luis Suárez |

### Joueurs élus homme du match
Le trophée d'homme du match est attribué à la suite d'un vote des internautes pendant la rencontre sur le site de la FIFA.
| 3 fois - Harry Kane - Eden Hazard - Luka Modrić - Antoine Griezmann 2 fois - Philippe Coutinho - Kylian Mbappé - Denis Tcherychev - Cristiano Ronaldo - Luis Suárez | 1 fois - Marco Reus - Jordan Pickford - Lionel Messi - Kevin De Bruyne - Adnan Januzaj - Romelu Lukaku - Neymar - Paulinho - Yerry Mina - James Rodríguez - Cho Hyun-woo - Milan Badelj - Ivan Perišić - Christian Eriksen | - Yussuf Poulsen - Kasper Schmeichel - Mohamed El-Shenawy - Mohamed Salah - Diego Costa - Isco - N'Golo Kanté - Samuel Umtiti - Hannes Halldórsson - Yuya Osako - Amine Harit - Javier Hernández - Hirving Lozano - Ahmed Musa | - André Carrillo - Jan Bednarek - Ricardo Quaresma - Igor Akinfeïev - M'Baye Niang - Sadio Mané - Aleksandar Kolarov - Ludwig Augustinsson - Emil Forsberg - Andreas Granqvist - Xherdan Shaqiri - Blerim Džemaili - Fakhreddine Ben Youssef - Edinson Cavani |

### Discipline

#### Joueurs avertis
| 1 carton rouge + 1 carton jaune - Carlos Sánchez 1 carton rouge - Jérôme Boateng - Igor Smolnikov - Michael Lang 3 cartons jaunes - Sebastian Larsson | 2 cartons jaunes - Harry Maguire - Kyle Walker - Éver Banega - Javier Mascherano - Nicolás Otamendi - Toby Alderweireld - Thomas Meunier - Jan Vertonghen - Casemiro - Wílmar Barrios - Jung Woo-young - Marcelo Brozović | - Mario Mandžukić - Ante Rebić - Šime Vrsaljko - Mathias Jørgensen - Yussuf Poulsen - Lucas Hernandez - N'Golo Kanté - Blaise Matuidi - Kylian Mbappé - Karim El Ahmadi - Héctor Herrera - Héctor Moreno | - Armando Cooper - Michael Murillo - Cristiano Ronaldo - Iouri Gazinski - M'Baye Niang - Nemanja Matić - Aleksandar Mitrović - Mikael Lustig - Valon Behrami - Stephan Lichtsteiner - Fabian Schär - Ferjani Sassi - Rodrigo Bentancur |

| 1 carton jaune144 joueurs |

#### Joueurs suspendus
Le tableau ci-dessous résume les joueurs suspendus pendant la compétition.
| Joueurs              | Cartons | Suspensions                                              |
| -------------------- | --- | -------------------------------------------------------- |
| Carlos Sánchez       | Groupe H, 1re journée, contre Japon (19 juin 2018)                                                             | Groupe H, 2e journée, contre Pologne (24 juin 2018)      |
| Yussuf Poulsen       | Groupe C, 1re journée, contre Pérou (16 juin 2018) · Groupe C, 2e journée, contre Australie (21 juin 2018)     | Groupe C, 3e journée, contre France (26 juin 2018)       |
| Jérôme Boateng       | Groupe F, 2e journée, contre Suède (23 juin 2018)                                                              | Groupe F, 3e journée, contre Corée du Sud (27 juin 2018) |
| Armando Cooper       | Groupe G, 1re journée, contre Belgique (18 juin 2018) · Groupe G, 2e journée, contre Angleterre (24 juin 2018) | Groupe G, 3e journée, contre Tunisie (28 juin 2018)      |
| Michael Murillo      | Groupe G, 1re journée, contre Belgique (18 juin 2018) · Groupe G, 2e journée, contre Angleterre (24 juin 2018) | Groupe G, 3e journée, contre Tunisie (28 juin 2018)      |
| Igor Smolnikov       | Groupe A, 3e journée, contre Uruguay (25 juin 2018)                                                            | 1/8 de finale, contre Espagne (1er juillet 2018)         |
| Sebastian Larsson    | Groupe F, 2e journée, contre Allemagne (23 juin 2018) · Groupe F, 3e journée, contre Mexique (27 juin 2018)    | 1/8 de finale, contre Suisse (3 juillet 2018)            |
| Héctor Moreno        | Groupe F, 1re journée, contre Allemagne (17 juin 2018) · Groupe F, 3e journée, contre Suède (27 juin 2018)     | 1/8 de finale, contre Brésil (2 juillet 2018)            |
| Stephan Lichtsteiner | Groupe E, 1re journée, contre Brésil (17 juin 2018) · Groupe E, 3e journée, contre Costa Rica (27 juin 2018)   | 1/8 de finale, contre Suède (3 juillet 2018)             |
| Fabian Schär         | Groupe E, 1re journée, contre Brésil (17 juin 2018) · Groupe E, 3e journée, contre Costa Rica (27 juin 2018)   | 1/8 de finale, contre Suède (3 juillet 2018)             |
| Blaise Matuidi       | Groupe C, 2e journée, contre Pérou (21 juin 2018) · 1/8 de finale, contre Argentine (30 juin 2018)             | 1/4 de finale, contre Uruguay (6 juillet 2018)           |
| Casemiro             | Groupe E, 1re journée, contre Suisse (17 juin 2018) · 1/8 de finale, contre Mexique (2 juillet 2018)           | 1/4 de finale, contre Belgique (6 juillet 2018)          |
| Mikael Lustig        | Groupe F, 3e journée, contre Mexique (27 juin 2018) · 1/8 de finale, contre Suisse (3 juillet 2018)            | 1/4 de finale, contre Angleterre (7 juillet 2018)        |
| Michael Lang         | 1/8 de finale, contre Suède (3 juillet 2018)                                                                   | Ligue des Nations contre Islande (8 septembre 2018)      |
| Thomas Meunier       | Groupe G, 1re journée, contre Panama (18 juin 2018) · 1/4 de finale, contre Brésil (6 juillet 2018)            | 1/2 finale, contre France (10 juillet 2018)              |
| N'Golo Kanté         | 1/2 finale, contre Belgique (10 juillet 2018) · Finale, contre Croatie (15 juillet 2018)                       | Ligue des Nations contre Allemagne (6 septembre 2018)    |

### Équipes-types
La FIFA en elle-même n’a pas donné d’équipe-type pour la compétition. Toutefois, trois équipes-types ont été publiées sur le site de la FIFA :
- deux par McDonald's, sponsor de la Coupe du monde ;
- il était également possible de voter pour son équipe-type (la Fan Dream Team) sur le site de la FIFA.

Seuls trois joueurs figurent dans les trois équipes-types : le défenseur brésilien Thiago Silva, le milieu brésilien Philippe Coutinho et l’attaquant anglais Harry Kane. Le gardien belge Thibaut Courtois élu meilleur gardien ne figure que dans deux d’entre elles comme le Ballon d’or de la compétition, le joueur croate Luka Modrić. Les Ballons d’argent et de bronze, les joueurs belge et français Eden Hazard et Antoine Griezmann ne sont que dans une seule des trois équipes-types publiées.

#### Fantasy McDonald’s
McDonald's, sponsor officiel de la Coupe du monde, a classé les joueurs à l’occasion du jeu Fantasy McDonald’s à partir de statistiques individuelles ou collectives pondérées différemment en fonction du poste habituellement dévolu au joueur noté (participation à un match, temps de jeu, buts marqués ou concédés, passes décisives, pénaltys obtenus, concédés, réussis, manqués et arrêtés, cartons…) recueillies tout au long de la Coupe du monde. Deux équipes-types en ont été tirées, une par total de points recueillis, une autre par moyenne de points par match pour les joueurs ayant joué au moins trois matchs.
| Gardien          | Défenseurs                                               | Milieux                                        | Attaquants                               |
| ---------------- | -------------------------------------------------------- | ---------------------------------------------- | ---------------------------------------- |
| Thibaut Courtois | Andreas Granqvist Yerry Mina Thiago Silva Raphaël Varane | Denis Tcherychev Philippe Coutinho Luka Modrić | Antoine Griezmann Eden Hazard Harry Kane |

| Gardien           | Défenseurs                                                   | Milieux                                                   | Attaquants                                |
| ----------------- | ------------------------------------------------------------ | --------------------------------------------------------- | ----------------------------------------- |
| Kasper Schmeichel | José María Giménez Andreas Granqvist Yerry Mina Thiago Silva | Denis Tcherychev Philippe Coutinho Juan Fernando Quintero | Cristiano Ronaldo Harry Kane Wahbi Khazri |

#### Fan Dream Team
À l’issue d’un vote en ligne ouvert à tous, une équipe appelée Fan Dream Team a été dévoilée quelques jours après la fin de la compétition le 18 juillet.
| Gardien          | Défenseurs                                      | Milieux                                       | Attaquants                                 |
| ---------------- | ----------------------------------------------- | --------------------------------------------- | ------------------------------------------ |
| Thibaut Courtois | Marcelo Raphaël Varane Diego Godín Thiago Silva | Philippe Coutinho Luka Modrić Kevin De Bruyne | Cristiano Ronaldo Harry Kane Kylian Mbappé |

### Autres récompenses
| Prix                  | Lauréat          |
| --------------------- | ---------------- |
| Meilleur gardien      | Thibaut Courtois |
| Meilleur jeune joueur | Kylian Mbappé    |
| Prix du fair-play     | Espagne          |

| Classement | But et buteur                                                                         |
| ---------- | ------------------------------------------------------------------------------------- |
| 1          | But de Benjamin Pavard pour la France contre l'Argentine, lors du huitième de finale. |
| 2          | But de Juan Fernando Quintero pour la Colombie contre le Japon, lors du premier tour. |
| 3          | But de Luka Modrić pour la Croatie contre l'Argentine, lors du premier tour.          |

La récompense de l'équipe la plus spectaculaire existant depuis l'édition de 1994 n'est plus accordée pour cette Coupe du monde.

### Influence de l'assistance vidéo à l'arbitrage
L'assistance vidéo à l'arbitrage a été utilisée pour la première fois en Coupe du monde.
Elle a permis :
- d'accorder 8 pénaltys sur faute litigieuse (1 lors de France - Australie, Suède - Corée du Sud, Danemark - Australie, Nigeria - Islande, Arabie saoudite - Égypte, France - Croatie et 2 lors de Iran - Portugal) ;
- de refuser 3 pénaltys sur faute litigieuse (Brésil - Costa Rica, Nigeria - Argentine, Sénégal - Colombie) ;
- de refuser 1 pénalty pour cause de hors-jeu antérieur (Suisse - Costa Rica) ;
- d'accorder 2 buts sur litige de hors-jeu (Espagne - Maroc, Corée du Sud - Allemagne) ;
- d'adresser un carton jaune sur une faute litigieuse sanctionnable par carton rouge (Iran - Portugal).

### Particularités du déroulement de cette Coupe du monde

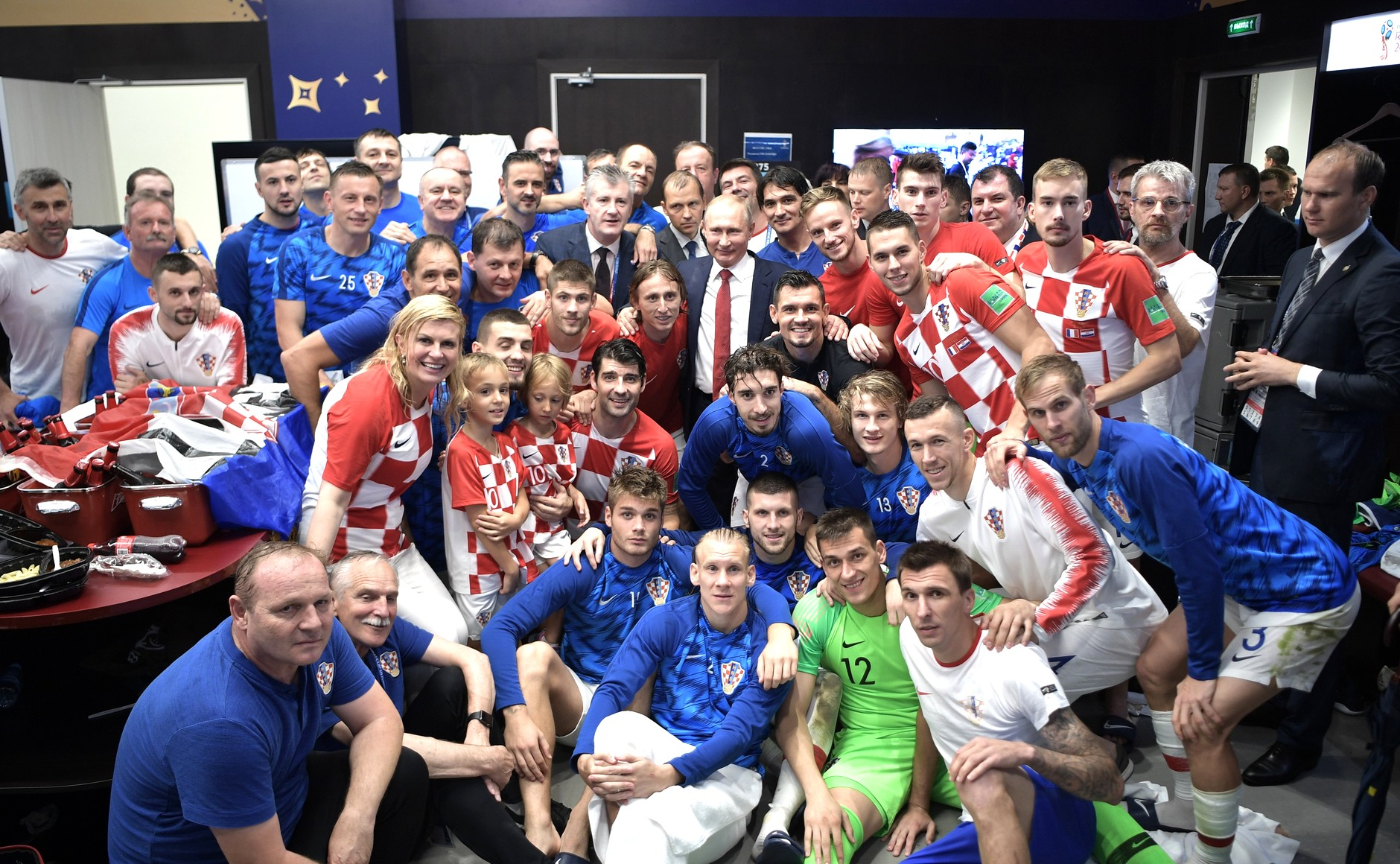
L'équipe de Croatie dans le vestiaire du stade Loujniki à Moscou, avec le président russe Vladimir Poutine et la présidente croate Kolinda Grabar-Kitarović, après la finale de la coupe du monde 2018.

- Depuis 1986 et l'instauration de la « phase moderne » de la Coupe du monde (16 équipes disputant les huitièmes de finale après le premier tour), c'est la première fois qu'aucune équipe africaine ne parvient à se qualifier pour les huitièmes de finale[131].
- Cinquième fois dans l'histoire de la coupe du monde (après 1934, 1966, 1982 et 2006), qu'aucune équipe sud-américaine ne figure dans le dernier carré[132].
- Pour la quatrième fois en six éditions (depuis le passage à 32 équipes en 1998), le champion du monde sortant — l'Allemagne en 2014 — ne se qualifie pas pour les huitièmes de finale (après la France en 2002, l'Italie en 2010 et l'Espagne en 2014)[133].
- Première fois depuis 1970 et le match Allemagne de l'Ouest-Angleterre (3-2 après prolongations), qu'une équipe parvient au cours d'une rencontre à élimination directe à remonter deux buts et à gagner le match (Belgique-Japon, 3-2 en huitièmes de finale)[134]. En 1982 au cours de la demi-finale France-Allemagne de l'Ouest (3-3), les Allemands remontent également deux buts, mais ne se qualifient que grâce aux tirs au but.
- La Croatie est le pays le moins peuplé (4,1 millions d'habitants) à se qualifier pour une finale de Coupe du monde depuis l'Uruguay en 1950 (2,2 millions d'habitants à l'époque)[135].
- Lors de chaque tour à élimination directe, une même équipe, la Croatie, a systématiquement encaissé le premier but puis égalisé, pour finalement parvenir en finale où le scénario se reproduit, malgré la défaite sur le score de 4 à 2 en faveur de la France.
- Avec dix buteurs différents lors de cette Coupe du monde, la Belgique égale le record détenu jusqu'ici par la France (en 1982) et l'Italie (en 2006)[136],[137]. Les dix buteurs belges sont Dries Mertens, Romelu Lukaku, Eden Hazard, Michy Batshuayi, Adnan Januzaj, Jan Vertonghen, Marouane Fellaini, Nacer Chadli, Kevin De Bruyne et Thomas Meunier.
- Pour la dixième édition consécutive (depuis 1982 inclus), il y a au moins un joueur du Bayern de Munich et un autre de l'Inter de Milan qui jouent la finale : cette année le Français Corentin Tolisso pour le club allemand et les Croates Marcelo Brozović et Ivan Perišić pour le club italien.
- Un quart (4 sur 16) des matchs à élimination directe se sont terminés par une séance de tirs au but, égalant le record des éditions de 1990, 2006 et 2014.
- Sur 64 rencontres, une seule est restée sans but (score nul et vierge de 0-0) : le Danemark-France de la dernière journée du groupe C, avec un match nul favorable pour les deux équipes (la France assurée de la 1re place du groupe et le Danemark assuré de la seconde place qualificative pour les huitièmes de finale).
- L'équipe qui a marqué le plus de buts après le premier tour, la France, 11 buts lors de la phase à élimination directe[138], est également celle qui, avec le Danemark, a joué le seul match sans but du tournoi.
- 12 buts « contre son camp » ont été marqués durant la compétition, ce qui est le double du précédent record datant de 1998. Également premier but contre son camp à être enregistré en finale avec le Croate Mario Mandžukić déviant le ballon dans son but pour la France, Mandžukić marquera une autre fois dans le même match, mais pour son équipe cette fois-ci.
- 73 buts ont été marqués sur coups de pied arrêtés (26 corners, 23 coups francs - 17 indirects et 6 directs, 22 penalties), soit 43,2 % du total. Le double ou presque de celui de 2014 (24,1 %) et 2010 (22,2 %).

## Critiques et contestations
Tout comme pour les Jeux olympiques d'hiver de 2014 à Sotchi, le choix de la Russie comme pays organisateur de la Coupe du monde de football de 2018 a été critiqué et plusieurs demandes de changement de pays hôte ont été émises, en général par des personnalités politiques de pays occidentaux, mais systématiquement refusées par la FIFA.
Boris Johnson compare le Mondial 2018 aux Jeux olympiques de Berlin en 1936, organisés par l'Allemagne nazie. Selon lui, Poutine s'apprête à utiliser la Coupe du monde « comme Hitler a utilisé les Jeux olympiques de 1936 ».

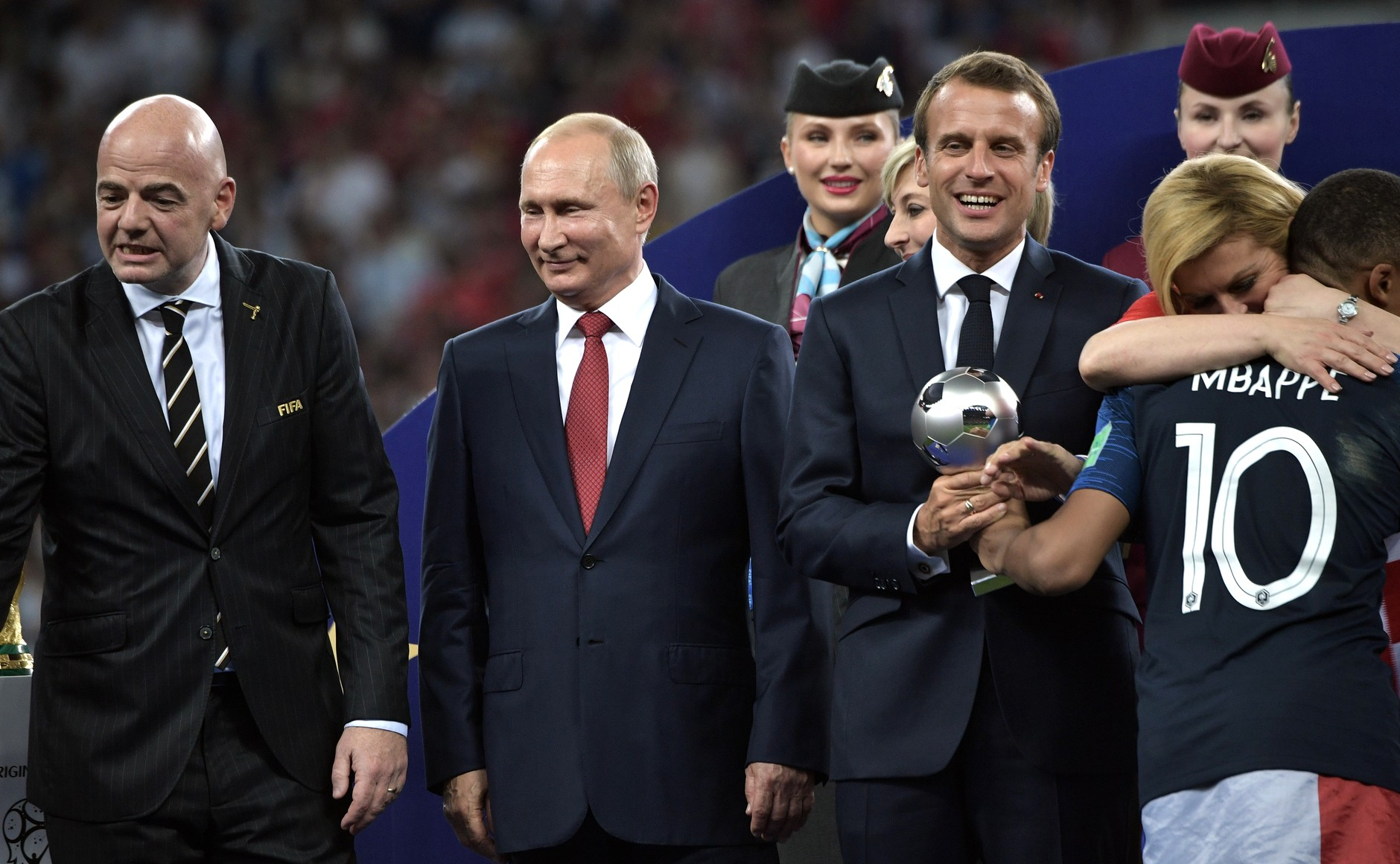
Gianni Infantino, Vladimir Poutine, Kolinda Grabar-Kitarović, Emmanuel Macron et Kylian Mbappé à Moscou

### Conditions d'attribution
Alors qu'elle est saluée par de nombreuses fédérations nationales de football, la désignation de la Russie pour l'organisation de la Coupe du monde 2018 est suivie de plusieurs polémiques, et ce dès l'annonce du résultat du vote. En effet, le dossier russe est celui qui nécessite le plus d'investissements en termes d'infrastructures, ce qui laisse un doute sur le fait que le pays sera prêt en 2018. L'influence de Vladimir Poutine semble avoir été grande, lui qui était alors Premier ministre russe, a notamment soutenu publiquement la FIFA, dont certains membres ont été accusés de corruption dans le processus de désignation. Des enquêtes réalisées à ce sujet par plusieurs médias anglais comme la BBC ou le Sunday Times pourraient ainsi avoir joué en défaveur de la candidature anglaise. Celle-ci ne récolta que deux voix et fut éliminée dès le premier tour du scrutin.
Il est annoncé en 2015 que les Pays-Bas et la Belgique étudient l'opportunité de déposer une plainte commune contre la FIFA. La KNVB se dit biaisée par le système, car elle avait procédé de manière transparente.

### Accusations de discrimination

#### Racisme dans les stades
Après l'annonce de la désignation de la Russie en tant que pays hôte de la Coupe du monde 2018, Rafal Pankowski, secrétaire général de l'organisation FARE (« le football contre le racisme en Europe »), affiliée à l'UEFA, a accusé la Fédération russe de football de minimiser les chants racistes dans les stades. En octobre 2013, après avoir été l'objet de chants racistes lors d'un match de Ligue des champions entre le CSKA Moscou et Manchester City, le footballeur ivoirien Yaya Touré a déclaré que les joueurs noirs pourraient boycotter la Coupe du monde 2018 si la Russie n'aborde pas le problème du racisme dans les stades de football.
Le 13 juillet 2014, lorsque la Coupe du monde a été remise entre le Brésil et la Russie, le président russe Vladimir Poutine a déclaré : « Le président Blatter met beaucoup d'effort personnel dans les problèmes sociaux et nous espérons que les préparatifs pour la Coupe du monde en Russie contribueront également à des tâches telles que la lutte contre la drogue, le racisme et les autres défis auxquels nous sommes confrontés aujourd'hui. ».

#### Déclarations racistes envers les touristes et supporteurs
Deux députés de la Douma ont tenu des propos de craintes envers les étrangers venus à l'occasion de la coupe du monde, dont une déclaration qui déconseille aux femmes russes d'avoir des rapports sexuels avec des hommes « non-blancs », pour éviter la naissance d'enfants issus d'une union avec une « race différente », qui pourraient alors être victimes de discrimination, et la crainte de l'apport de virus risquant de contaminer les Russes. Tamara Pletniova, une députée communiste de la Douma (Chambre basse du Parlement), demande aux femmes de ne pas se laisser aller à des coucheries avec les supporteurs étrangers.

#### Droits de l'homme
Le choix de la Russie, sous la présidence de Vladimir Poutine, est également questionné voire contesté à cause de la condition difficile des défenseurs des droits de l'homme en Russie,. Selon Nicolas Tenzer, 70 prisonniers politiques ukrainiens sont détenus par le gouvernement russe. Le Parlement européen a condamné les violations des droits de l'homme et demandé la libération inconditionnelle de ces prisonniers,. À l'occasion de la coupe du monde, Reporters sans frontières lance une campagne de mobilisation qui dénonce les atteintes à la liberté de la presse.
Des campagnes d'appel au boycott ont été menées par des associations de défense des droits des personnes LGBT.

### Diplomatie
Des boycotts diplomatiques de la cérémonie d'ouverture sont annoncés à la suite de la crise diplomatique qui suit l'affaire Skripal par le Royaume-Uni et l'Islande.

### Implication dans la guerre en Syrie et en Ukraine
D'autres appels au boycott ont lieu en raison du soutien de la Russie au régime de Bachar el-Assad dans la guerre civile en Syrie,, ainsi que pour son soutien aux rebelles du Donbass et pour l'annexion de la Crimée, notamment.

### Iekaterinbourg Arena
Le stade de Iekaterinbourg ayant été jugé trop petit par la FIFA, son propriétaire a décidé d'installer des tribunes temporaires à l'extérieur du stade faisant peser de sérieux doutes sur les conditions de sécurité. Toutefois, les tribunes ont été testées officiellement et validées par la FIFA en vue de la Coupe du monde et quatre matchs de phases de groupes s'y déroulent entre le 15 et le 27 juin sans incidents (groupe A : Égypte-Uruguay, groupe C : France-Pérou, groupe H : Japon-Sénégal et groupe F : Mexique-Suède).

## Supporteurs

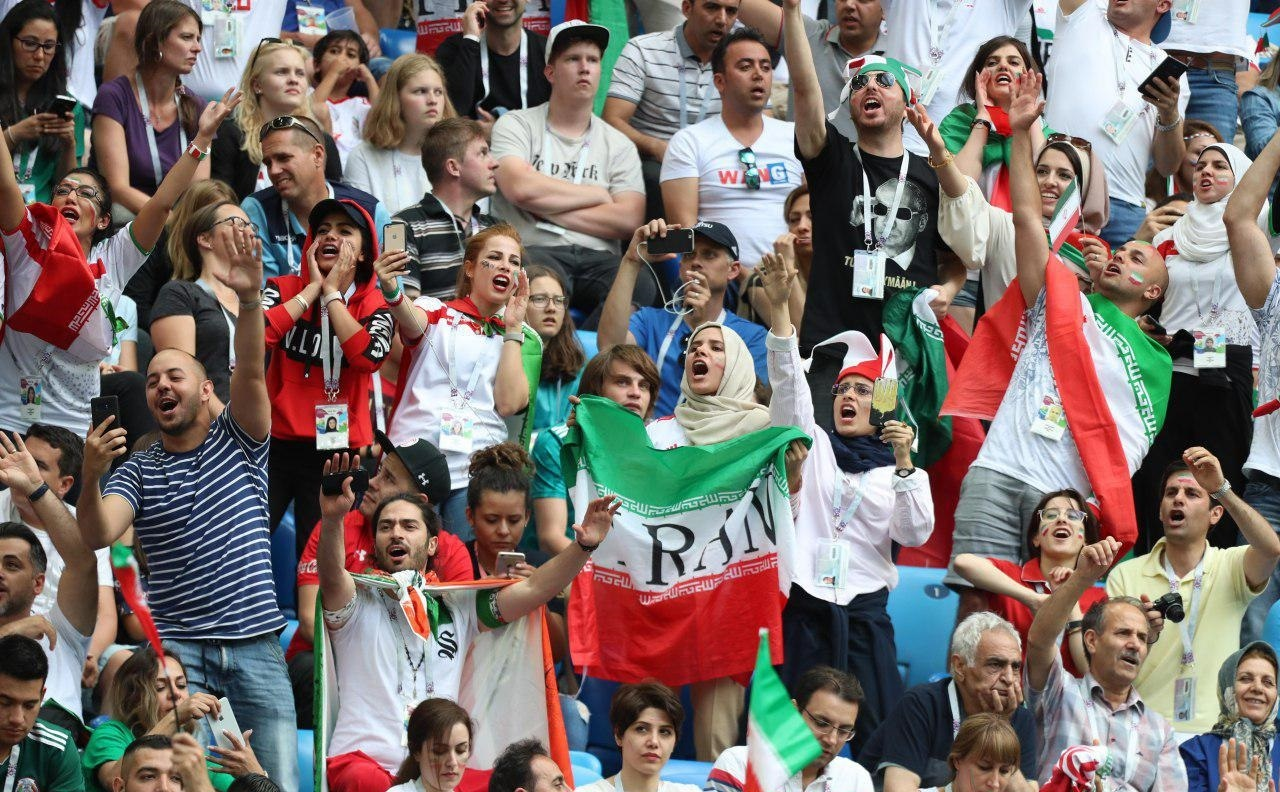
Supporteurs iraniens
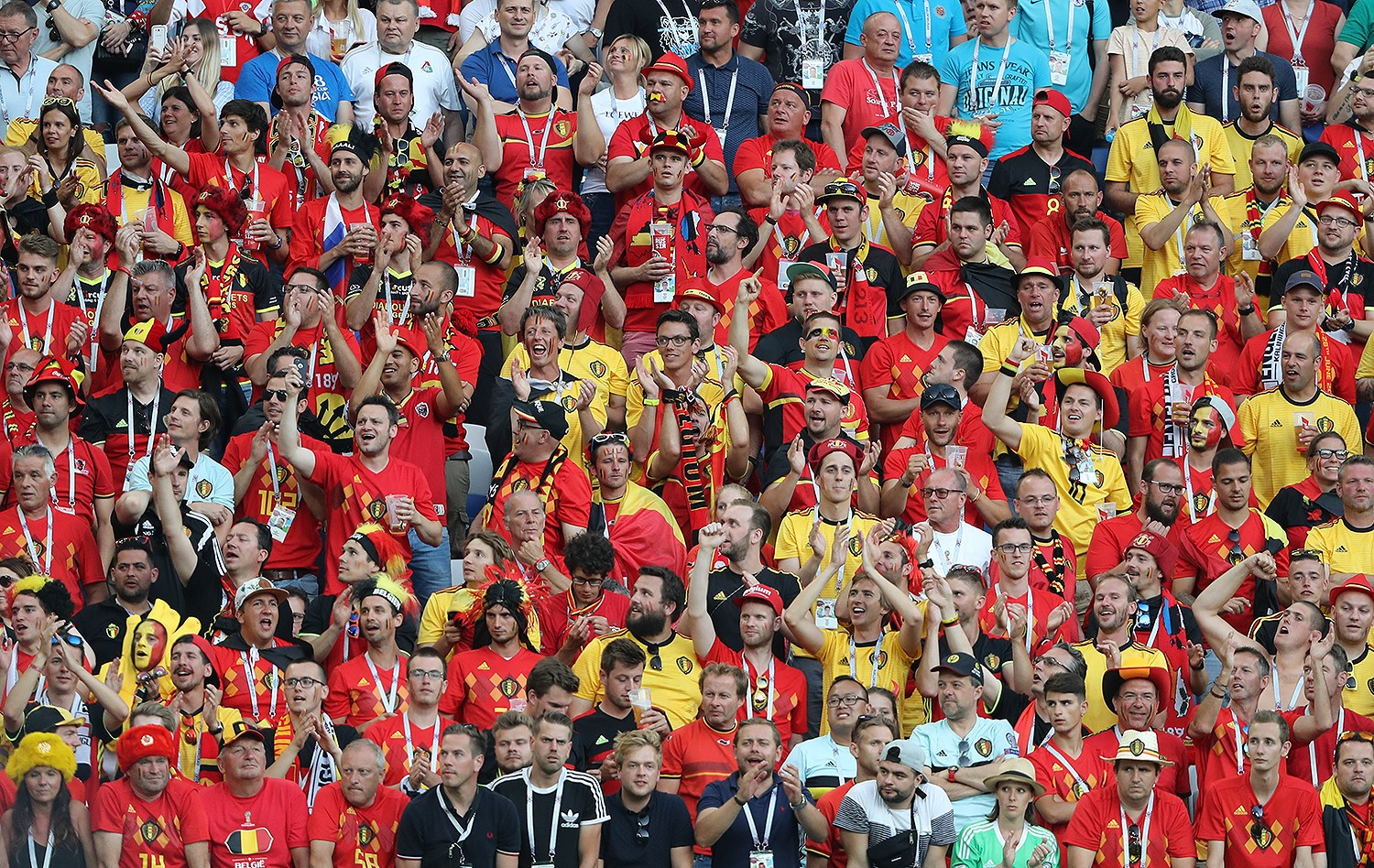
Supporteurs belges
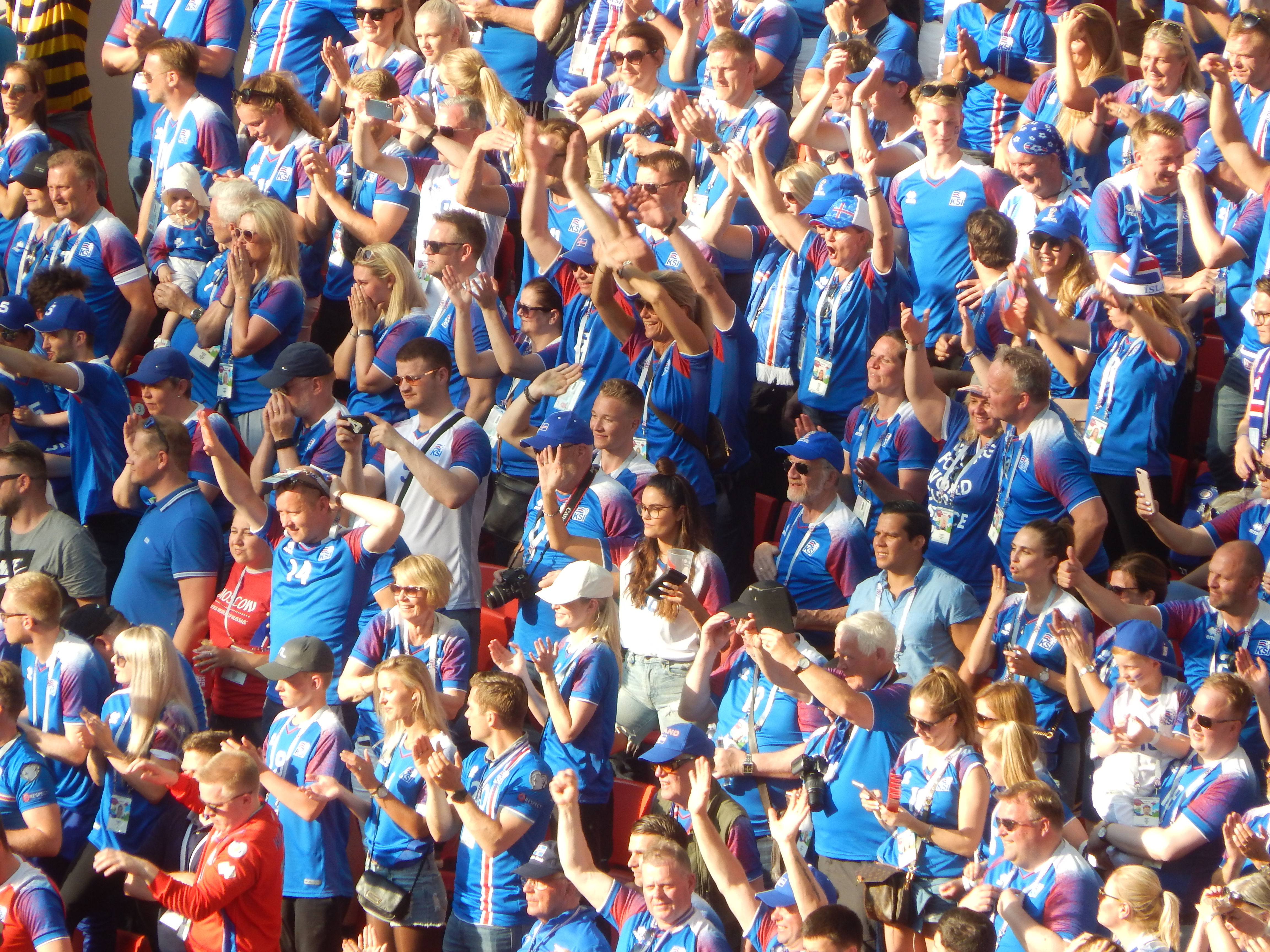
Supporteurs islandais
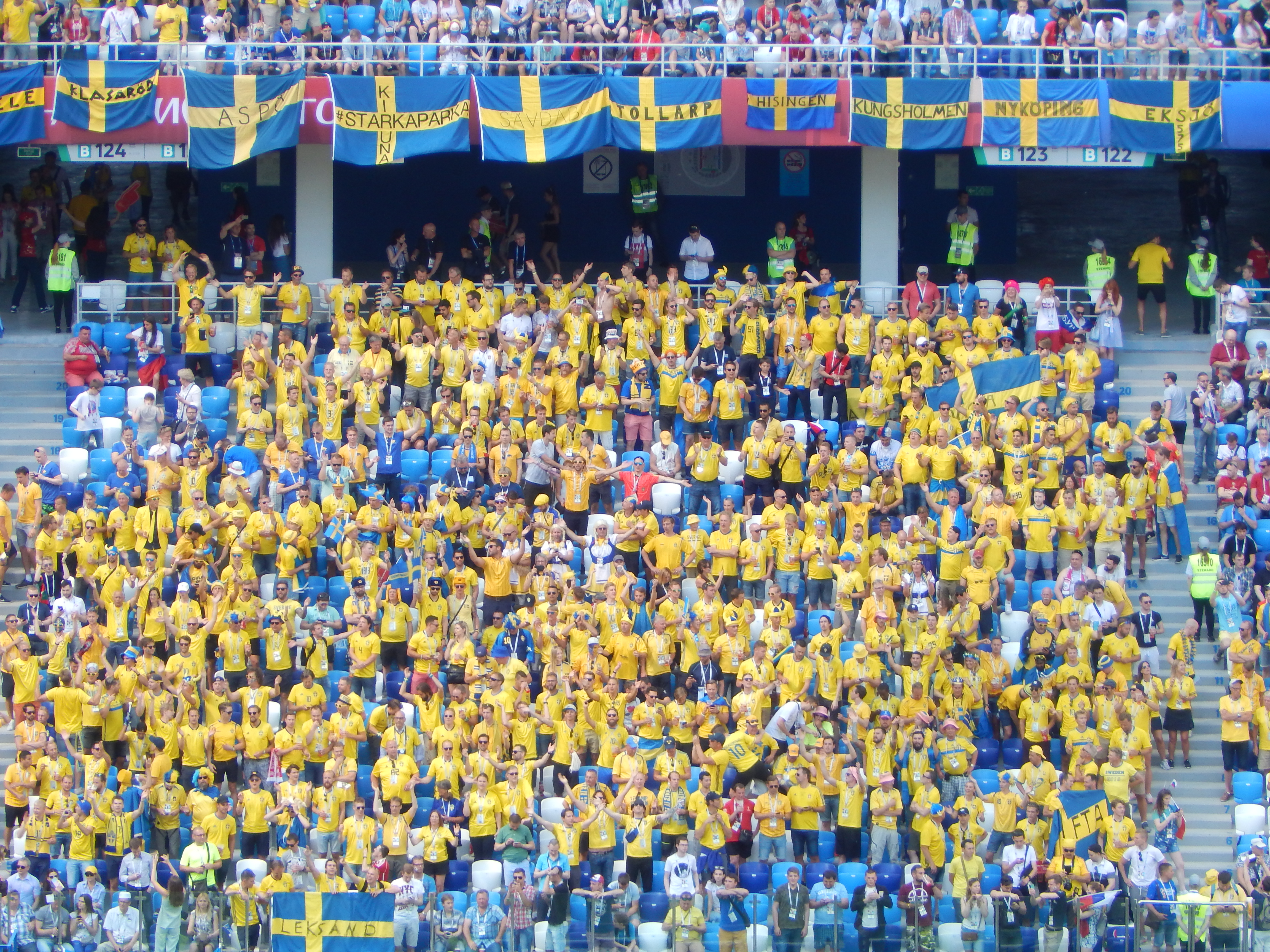
Supporteurs suédois
Supporteurs argentins
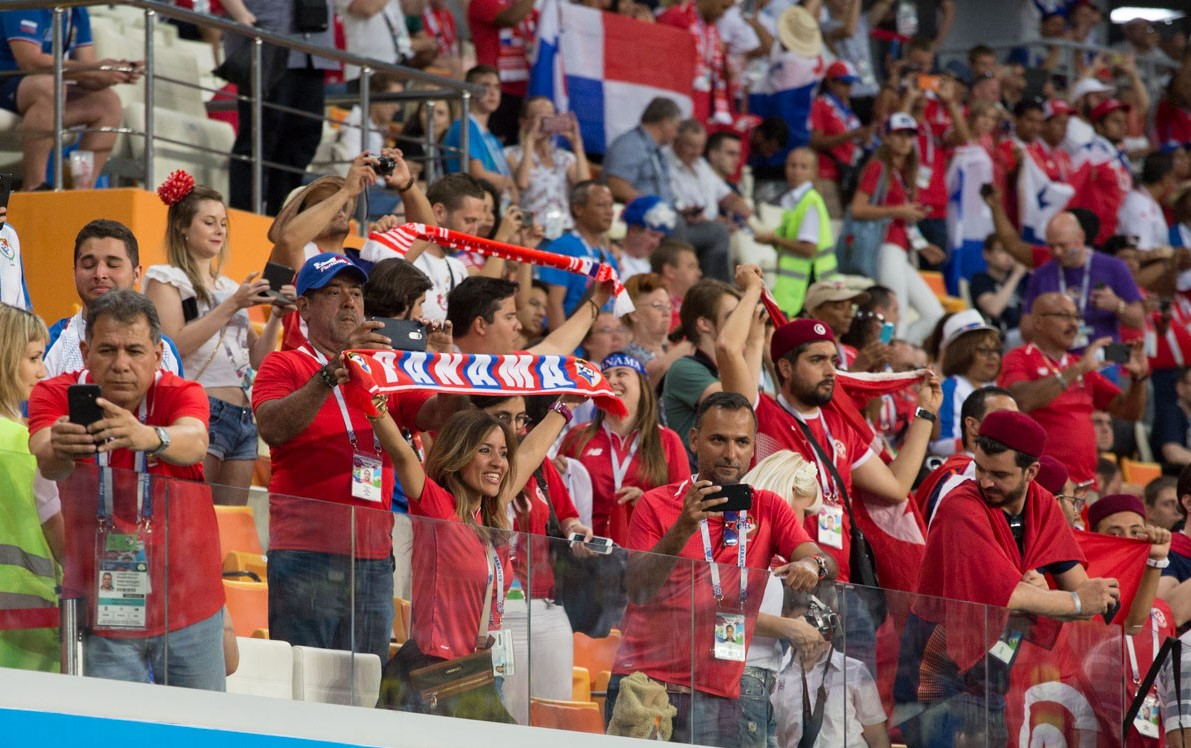
Supporteurs panaméens
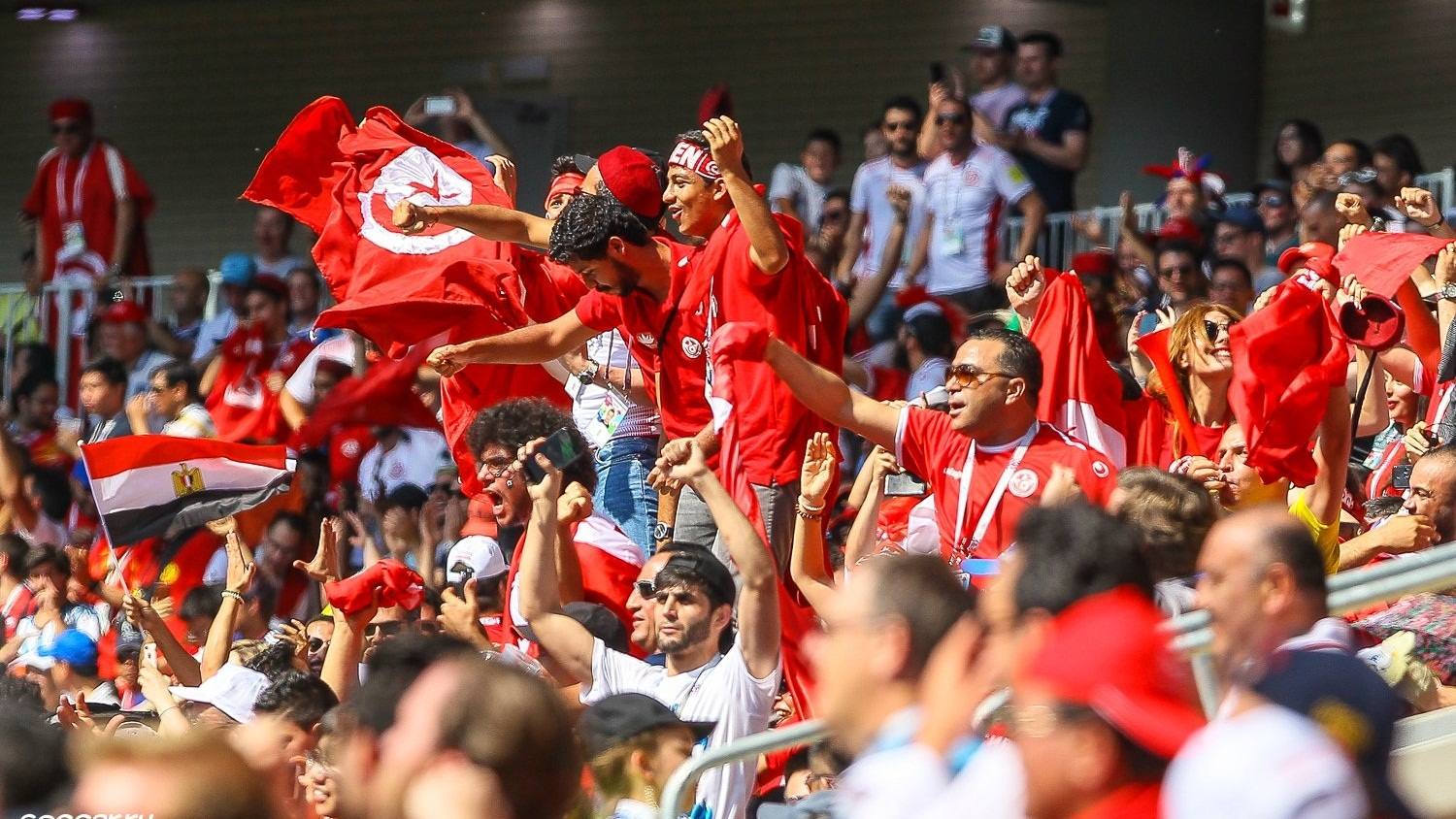
Supporteurs tunisiens
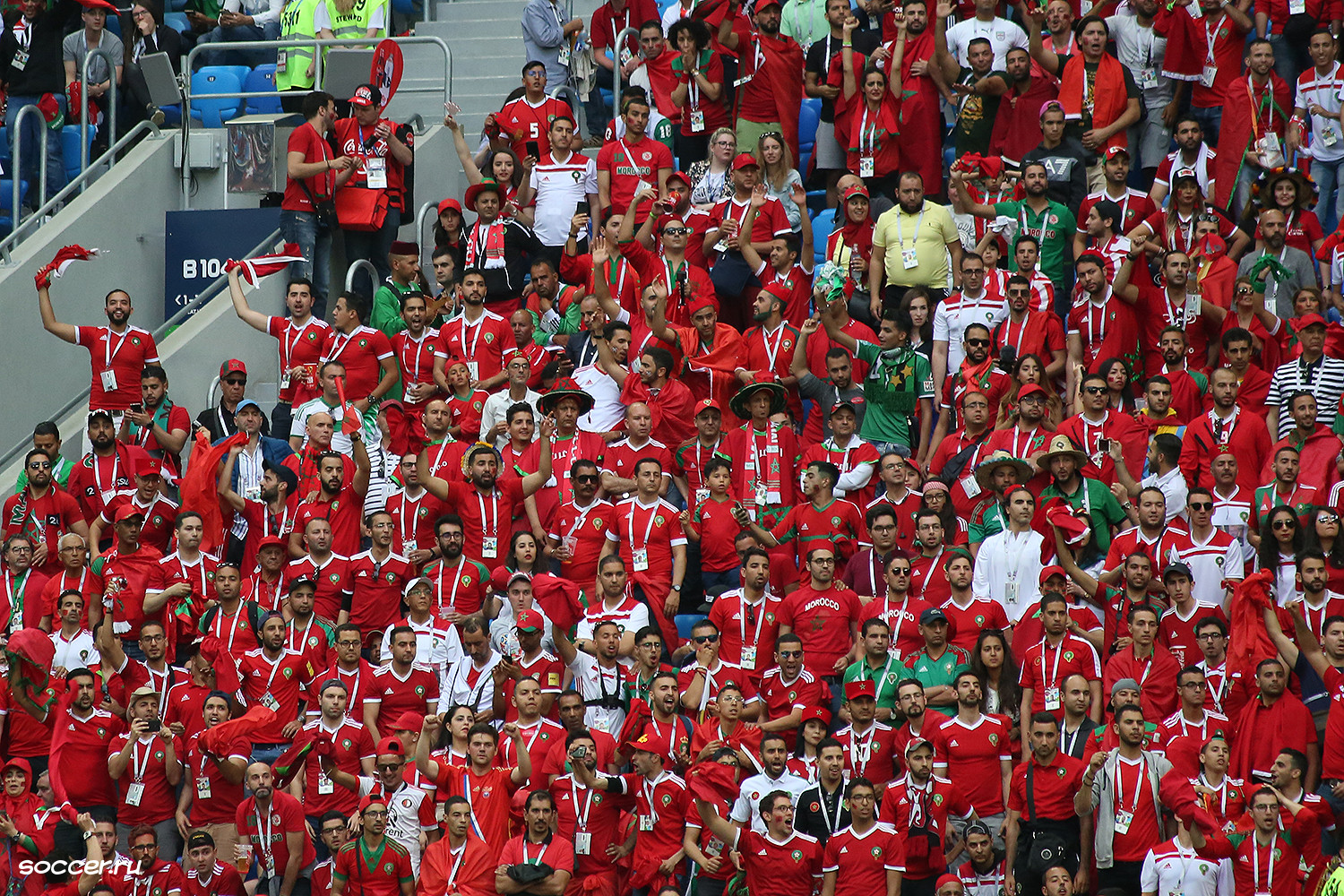
Supporteurs marocains
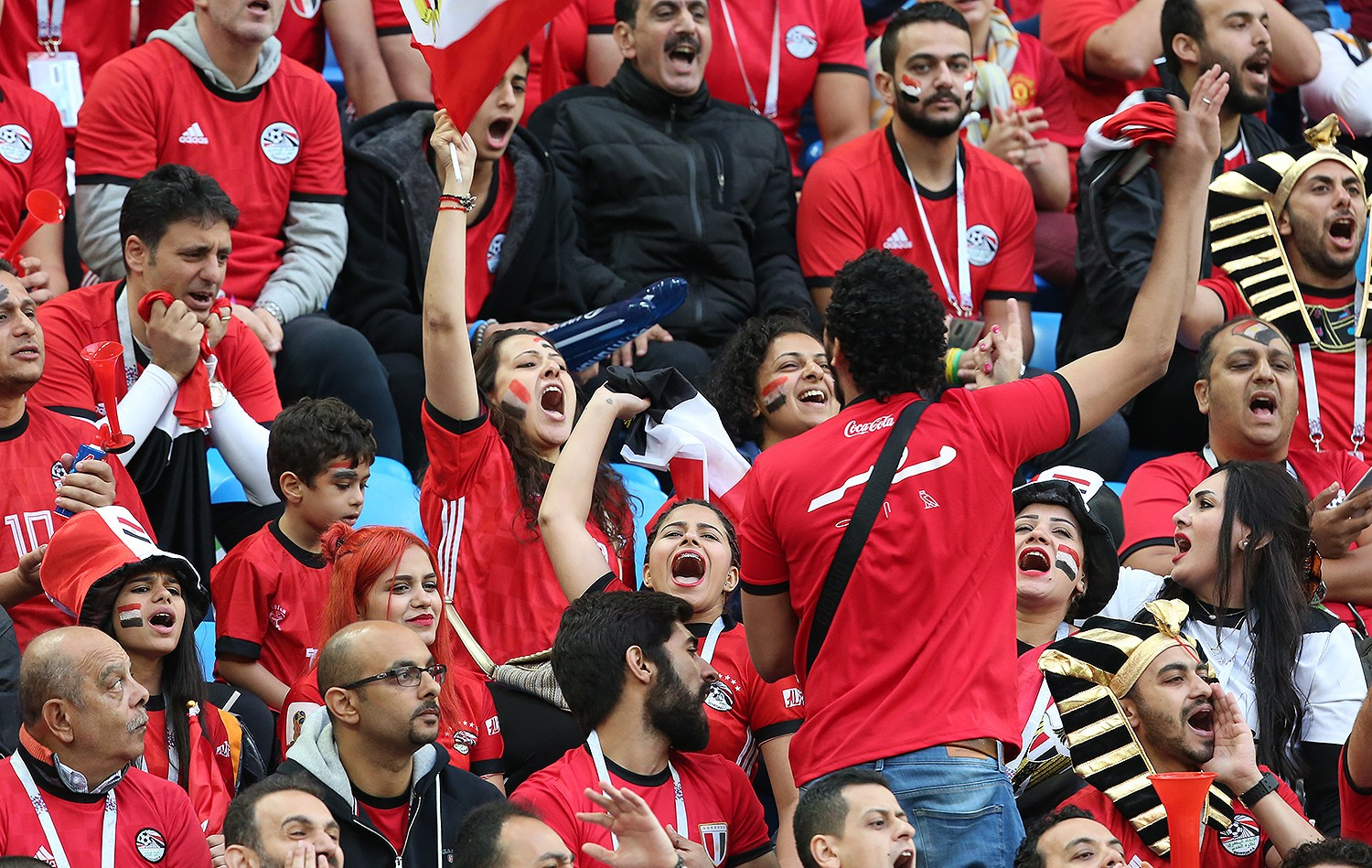
Supporteurs égyptiens
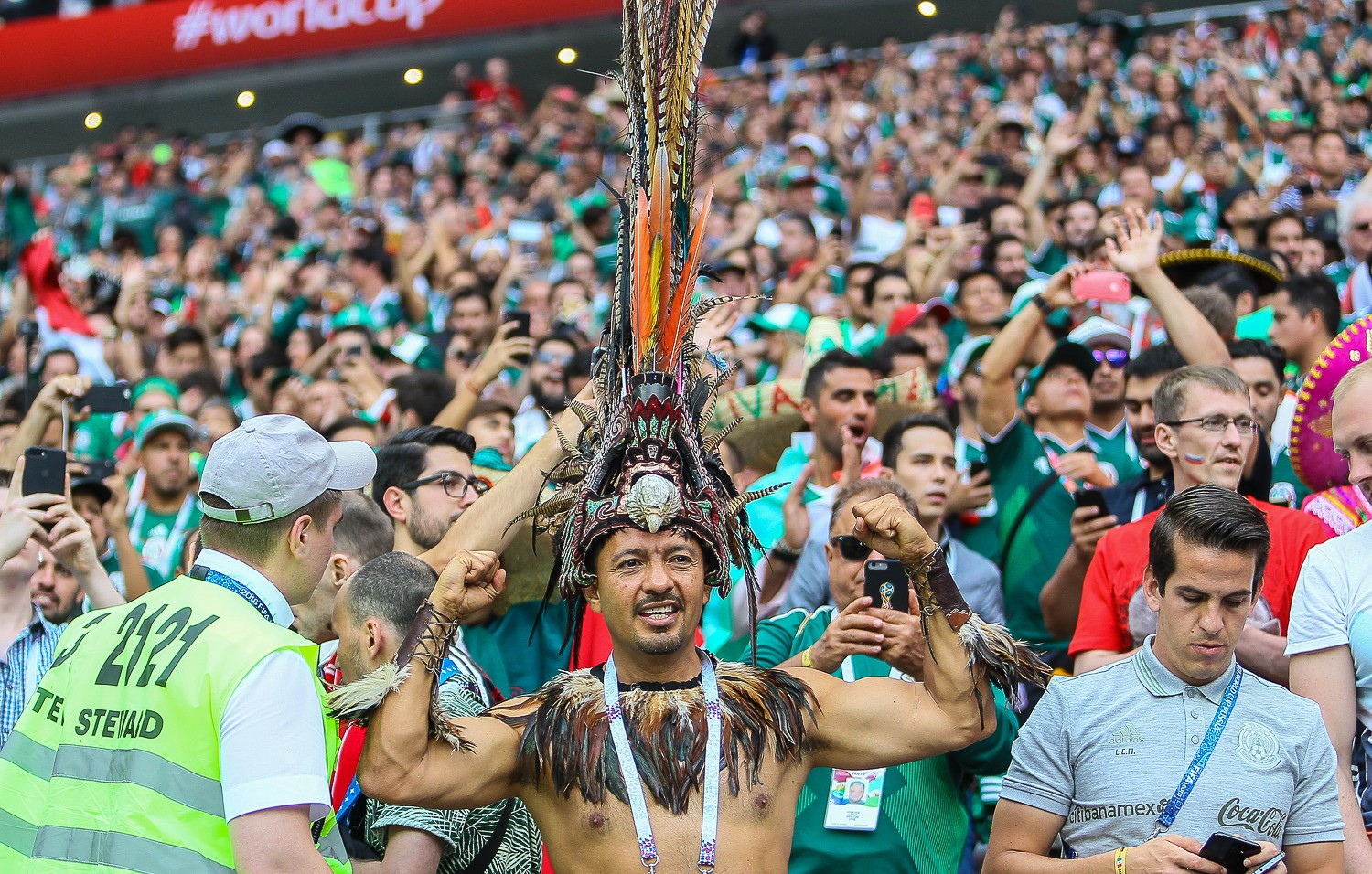
Supporteurs mexicains
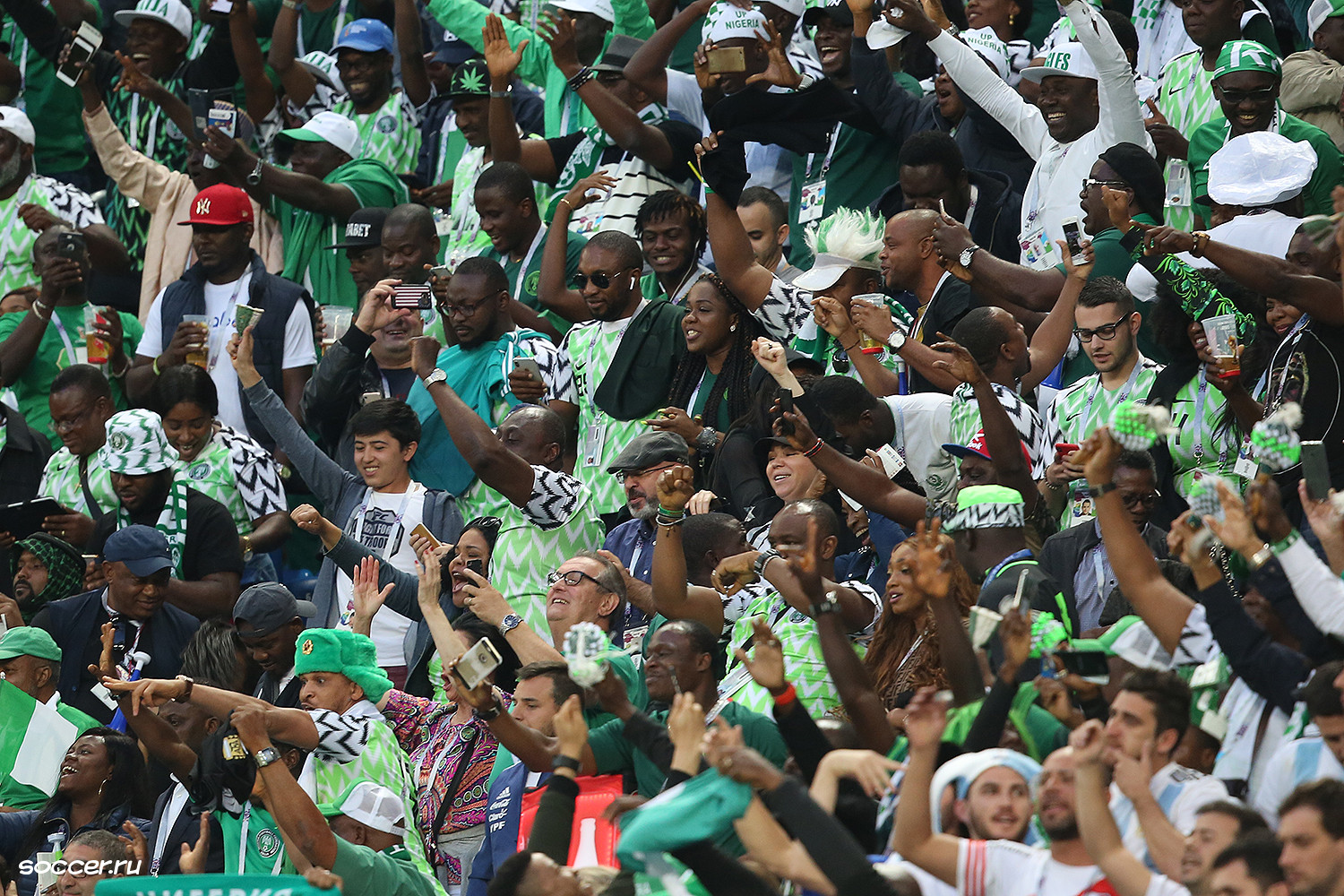
Supporteurs nigérians
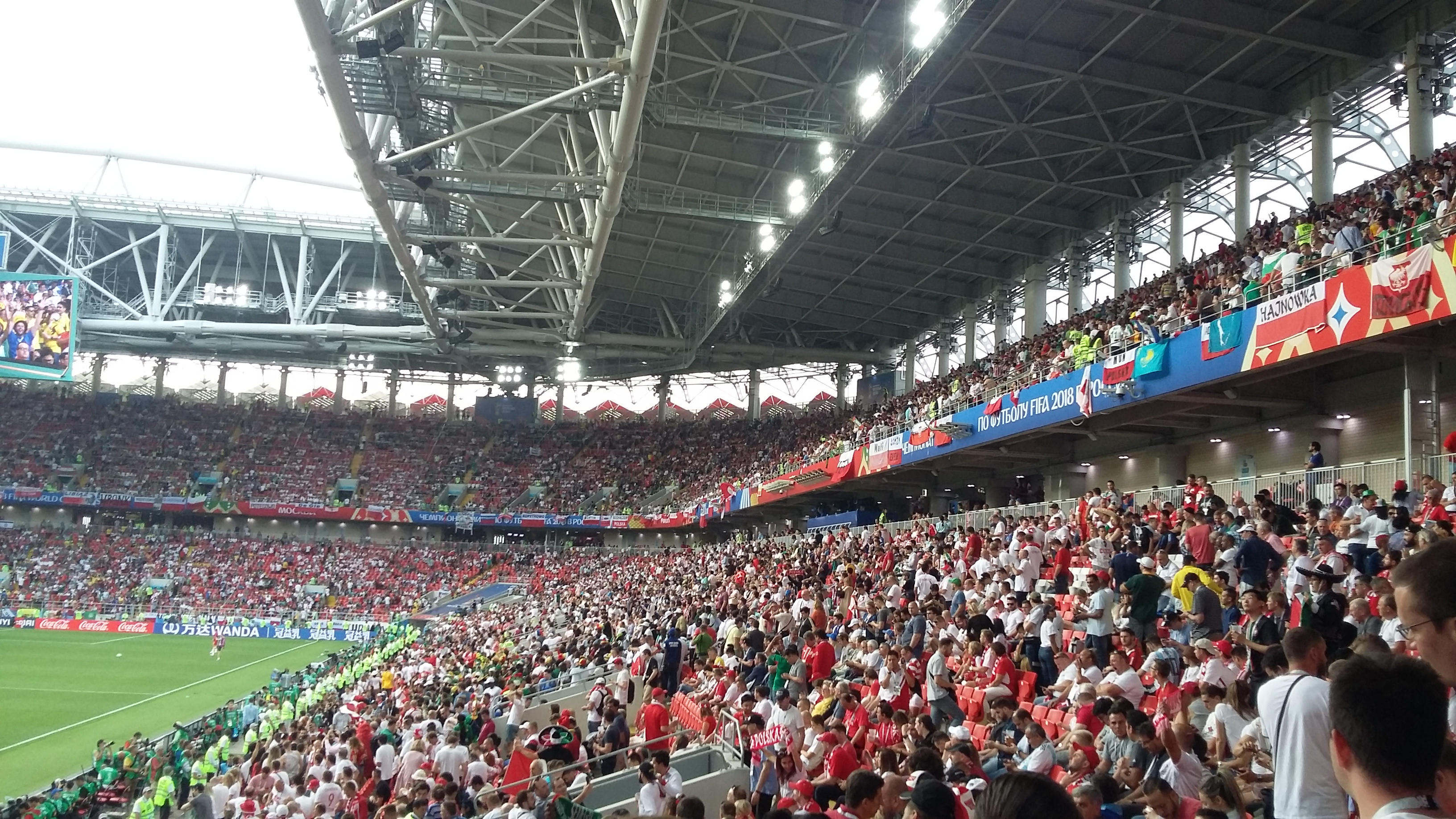
Supporteurs polonais
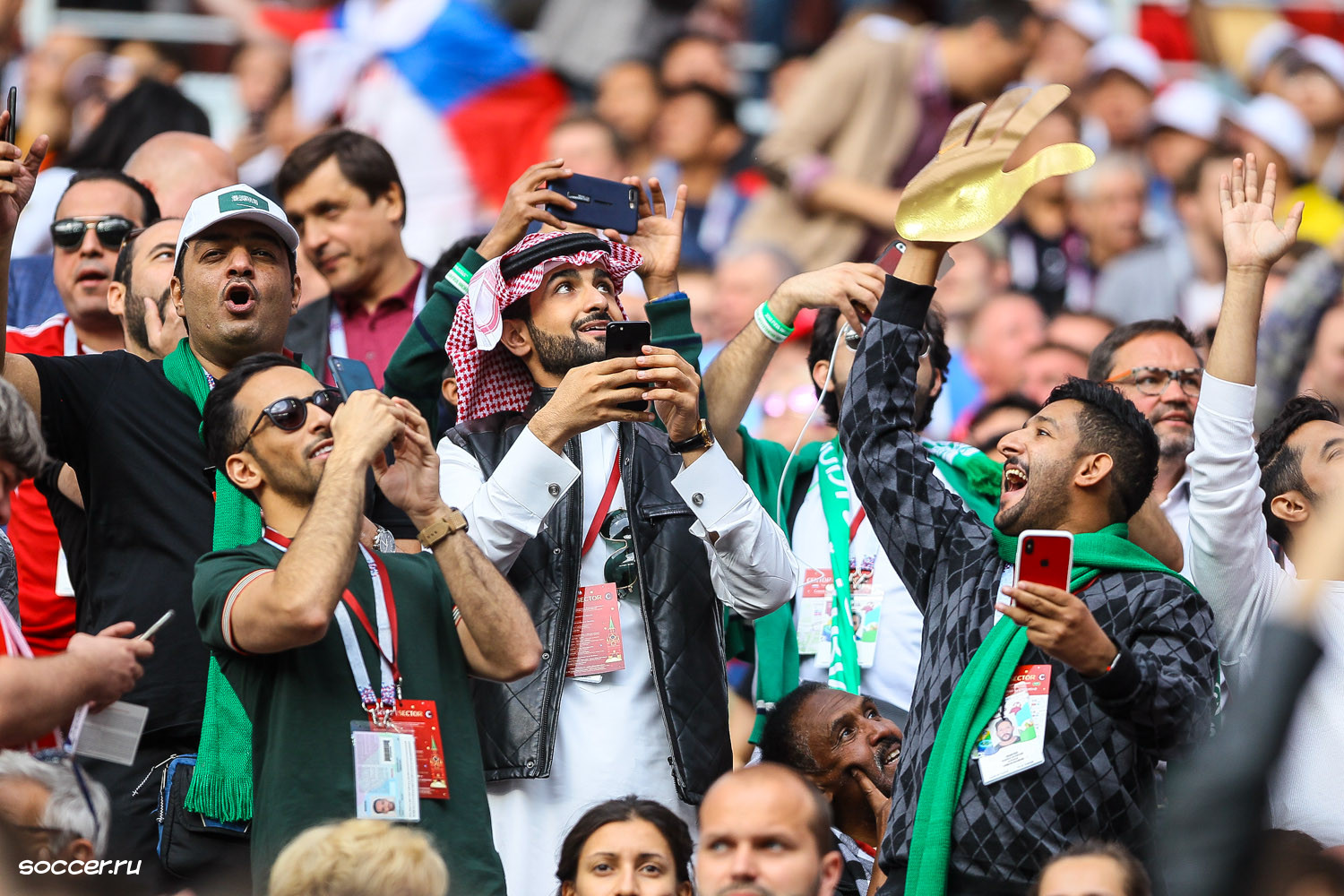
Supporteurs saoudiens
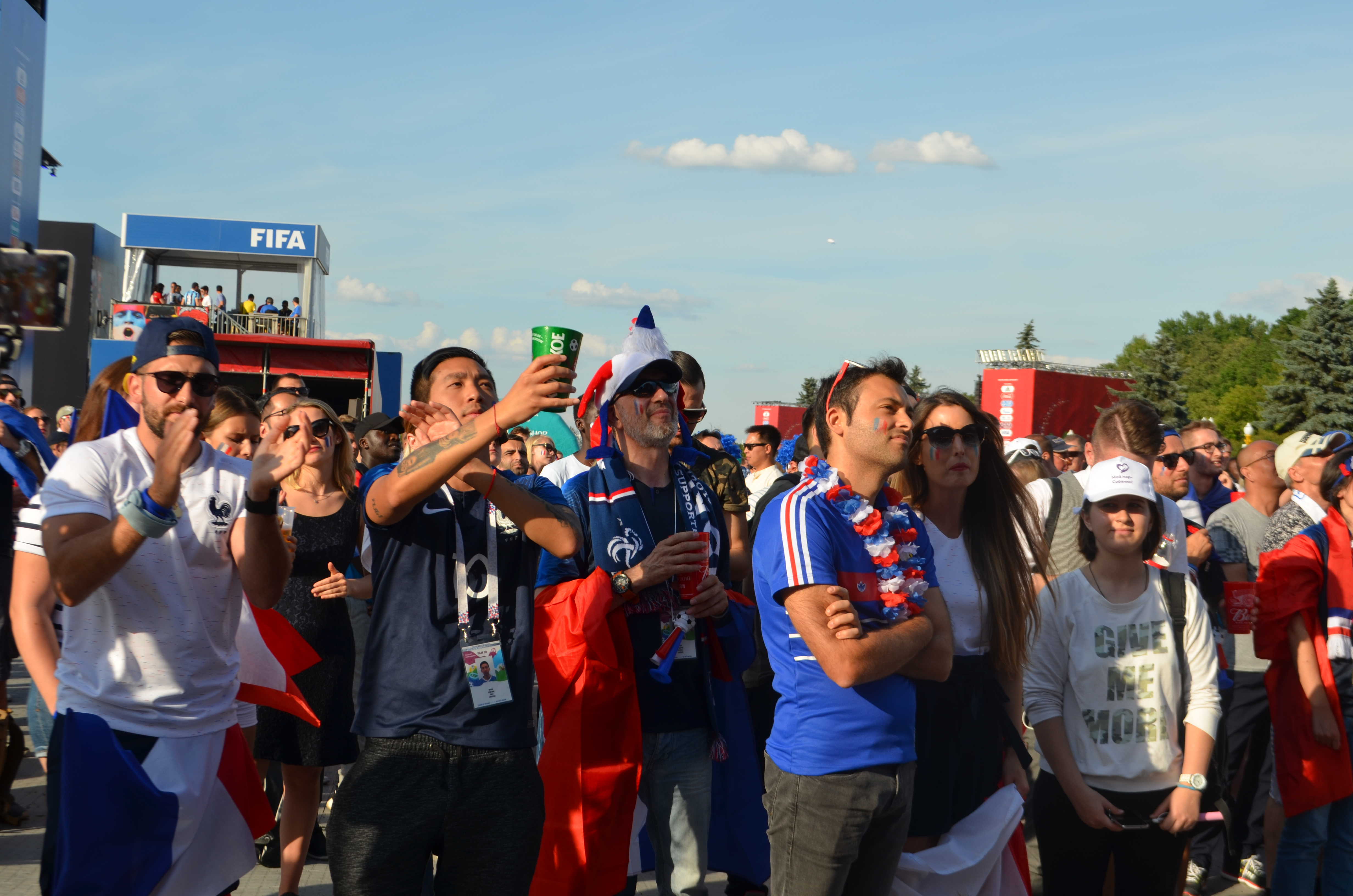
Supporteurs français
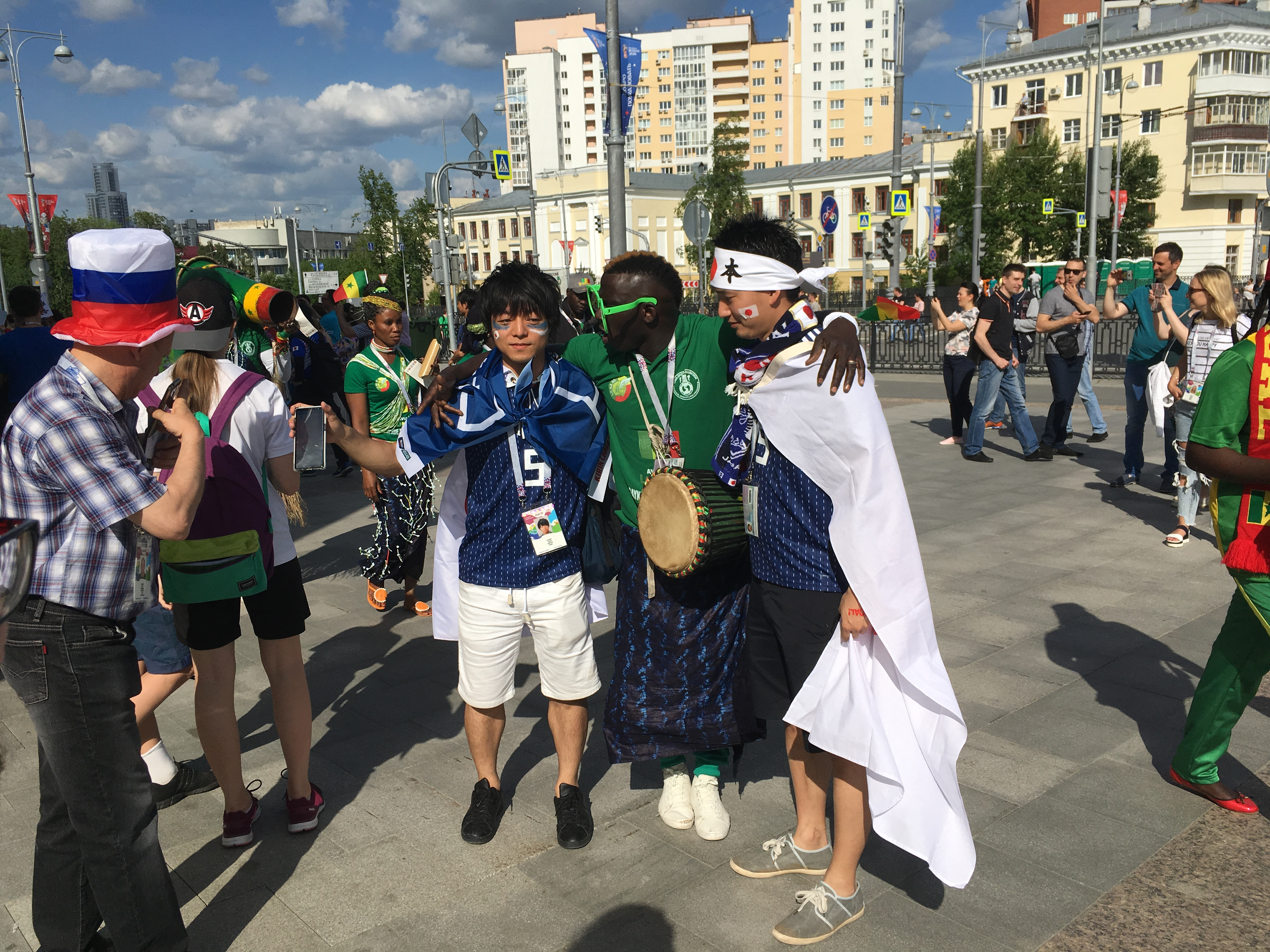
Supporteurs japonais
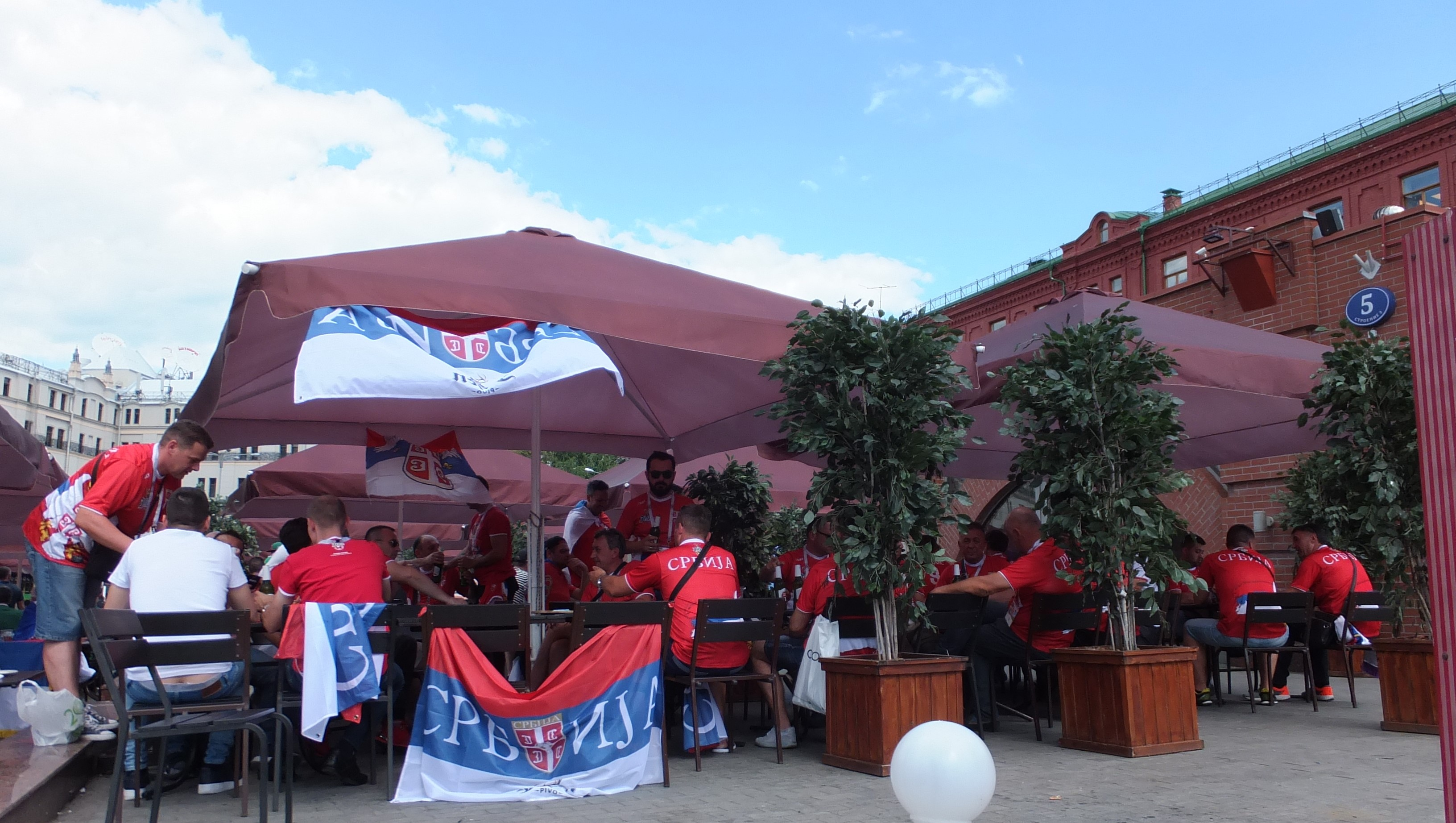
Supporteurs serbes

## Liste des diffuseurs
- Europe :
  - En Albanie, c’est le groupe public RTSH qui retransmet gratuitement l’intégralité de la coupe du monde.
  - En Allemagne, ce sont les deux chaînes publiques Das Erste et ZDF qui retransmettent gratuitement la coupe du monde 2018 en intégralité.
  - En Autriche, c’est le groupe public ORF qui retransmet gratuitement l’intégralité de la coupe du monde.
  - En Belgique, du côté néerlandophone, c'est la VRT qui retransmet gratuitement la coupe du monde 2018 en intégralité. Du côté francophone, c'est la RTBF qui retransmet gratuitement la coupe du monde 2018 en intégralité.
  - En Espagne, c’est le groupe privé Mediaset España qui retransmet gratuitement la coupe du monde 2018 en intégralité.
  - En France métropolitaine, à Monaco et en Andorre, côté gratuit, la chaîne privée TF1 diffuse 28 matchs : 16 rencontres du premier tour dont le match d’ouverture, tous les matchs de l'équipe de France, 5 huitièmes de finale, 3 quarts de finale, les demi-finales, le match pour la troisième place et la finale. Côté payant, la chaîne Bein Sports retransmet l'intégralité de la compétition dont les 36 autres matchs en exclusivité sur Bein Sports 1 et 2. 
Dans une partie de la France d'outre-mer (Guyane, Guadeloupe, Saint-Pierre et Miquelon, Wallis-et-Futuna, Nouvelle-Calédonie et Mayotte), le réseau des 1re du groupe France Télévisions diffuse gratuitement les 28 meilleures rencontres de la compétition. Dans le reste de l'outre-mer (La Réunion, Martinique et Polynésie française) 14 matchs (dont celui d'ouverture) sont respectivement diffusés sur Antenne Réunion, ViàATV, Tahiti Nui TV et 14 autres matchs (dont la finale) sont diffusés sur La 1re[160].
  - En Italie, le groupe privé Mediaset remporte les droits de diffusion pour un montant de 78 millions d'euros. C'est la première fois que la télévision publique, la RAI, n'est pas autorisée à diffuser des images du mondial[161].
  - Aux Pays-Bas, c'est le groupe public NOS qui retransmet gratuitement la coupe du monde 2018 en intégralité.
  - En Pologne, c’est le groupe public TVP qui retransmet gratuitement la coupe du monde 2018 en intégralité.
  - Au Portugal, c'est le groupe public RTP qui retransmet gratuitement la coupe du monde 2018 à la radio et à la télévision (28 rencontres sur RTP1), SIC a acquis huit rencontres, et le bouquet payant Sport TV diffuse l'intégralité de la coupe.
  - En Roumanie, c'est le groupe public TVR qui retransmet gratuitement la coupe du monde 2018 en intégralité.
  - Au Royaume-Uni, c’est le groupe public BBC et le groupe privé ITV qui retransmettent ensemble l’intégralité de la coupe du monde gratuitement.
  - En Russie, ce sont la chaîne publique Pierviy Kanal et le groupe public VGTRK (Rossiya 1, Match TV) qui retransmettent ensemble l’intégralité de la coupe du monde gratuitement.
  - En Suisse, c'est le groupe public SRG SSR qui retransmet la coupe du monde 2018 en intégralité[162]. Elle est diffusée par la SRF en Suisse alémanique, la RTS en Suisse romande et la RSI en Suisse italienne.
  - En Turquie, c’est le groupe public TRT qui retransmet la coupe du monde 2018 en intégralité.
  - En Ukraine, aucune radio-télévision ukrainienne ne retransmet la coupe du monde 2018, et ce, en raison des tensions entre l'Ukraine et la Russie, liées notamment au rattachement de la Crimée à la Russie.
- Asie :
  - En Chine, c’est le groupe public CCTV qui retransmet gratuitement la coupe du monde en intégralité.
  - En Corée du Sud, ce sont le groupe public KBS (incluant KBS N Sports), le groupe public MBC (incluant MBC Sports Plus), et le groupe privé SBS (incluant SBS Sports) qui retransmettent gratuitement la coupe du monde en intégralité.
  - En Israël, c'est la télévision israélienne (dont la chaîne Makan) qui retransmet gratuitement la coupe du monde 2018 en intégralité. Elle diffuse également pour l'Afrique du Nord et le Moyen-Orient[163].
  - Au Japon, ce sont les groupes publics Fuji TV, NHK, NTV, TBS, TV Asahi, et TV Tokyo qui retransmettent gratuitement la coupe du monde en intégralité.
- Afrique :
  - En Afrique subsaharienne, l'opérateur StarTimes a obtenu les droits de retransmission pour la télévision payante pour exploitation dans tous les territoires de l’Afrique subsaharienne (Angola, Bénin, Botswana, Burkina Faso, Burundi, Cameroun, Cap-Vert, Côte d'Ivoire, Érythrée, Éthiopie, Gabon, Gambie, Ghana, Guinée, Guinée-Bissau, Guinée équatoriale, Kenya, Lesotho, Liberia, Madagascar, Malawi, Mali, Île Maurice, Mozambique, Namibie, Niger, Nigéria, Ouganda, République centrafricaine, république démocratique du Congo, république du Congo, Rwanda, Sénégal, Seychelles, Sierra Leone, Swaziland, Tanzanie, Tchad, Togo, Zambie et Zimbabwe), à l’exception de l’Afrique du Sud[164].
  - Au Maroc, à la suite de la qualification du Maroc pour la coupe du monde 2018, BeIn Sports (MENA) (normalement détenteur exclusif pour l’Afrique du Nord et le Moyen-Orient) a rétrocédé 22 matchs dont ceux du maroc des droits TV à la SNRT (télévision publique marocaine), ce qui fait que la SNRT retransmet 22 matchs de la coupe du monde 2018 gratuitement.
- Afrique du Nord et Moyen-Orient :
  - En Afrique du Nord et au Moyen-Orient, c’est le groupe de télévision sportive payant Qatari Bein Sports (MENA) qui diffuse en exclusivité la coupe du monde 2018 pour tous les pays d’Afrique du Nord et Moyen-Orient à savoir : Algérie, Arabie saoudite, Bahreïn, Comores, Djibouti, Égypte, Émirats arabes unis, Irak, Jordanie, Koweït, Liban, Libye, Maroc (en non-exclusivité pour le Maroc), Mauritanie, Oman, Palestine, Qatar (Pays du siège social de BeIn Sports MENA), Somalie, Soudan, Syrie, Tunisie et au Yémen. La télévision israélienne propose une retransmission gratuite de la coupe du monde 2018 en arabe sur la chaîne Makan[163]. L'Algérie, Libye, Maroc, Mauritanie et Tunisie se trouvent en Afrique du Nord et les autres pays arabophones se trouvent au Moyen-Orient.
  - En Angola, TPA diffuse certaines rencontres.
  - Dans de très nombreux pays d'Afrique (Burkina Faso, Burundi, Bénin, Congo, Côte d'Ivoire, Cameroun, Cap-Vert, Djibouti, Gabon, Ghana, Gambie, Guinée Conakry, Guinée équatoriale, Guinée-Bissau, Mali, Mauritanie, Niger, Nigeria, république démocratique du Congo, Centrafrique, Rwanda, Sierra Leone, Sénégal, Tchad et Togo), Canal+ Sport 1 et Canal+ Sport 2 diffusent l'intégralité des rencontres en français.
  - Au Mozambique, certaines rencontres sont diffusées sur TVM, TV Miramar et TV Sucesso.
- Océanie :
  - En Australie, côté gratuit, c'est le groupe public SBS qui diffuse 25 matchs (incluant le match d’ouverture, tous les matchs de l'équipe d'Australie, les deux demi-finales, et la grande finale). Côté payant, l'opérateur Optus Sport retransmet l'intégralité de la compétition.